# Sarrebourg
Cet article concerne la commune française de Sarrebourg. Pour la commune allemande, voir Sarrebourg (Allemagne).
Pour les articles homonymes, voir Saarburg (homonymie).
Sarrebourg (Saarbůrch en francique rhénan, Såårburi en bas-alémanique, Saarburg en allemand) est une commune et sous-préfecture française située dans le département de la Moselle, en Lorraine, dans la région administrative Grand Est.
Elle occupe un carrefour sur le cours de la Sarre à mi-chemin entre Nancy et Strasbourg. La ville verrouille à l'est l'accès au col de Saverne, unique point de passage naturel à travers le massif des Vosges entre le bassin parisien et la plaine d'Alsace, et s'ouvre à l'ouest sur le plateau lorrain. Au nord s'étend la vallée de la Sarre qui gagne l'Alsace bossue tandis que le sud mène au Donon.
Les premières mentions de la ville remontent au Ier siècle par les Romains comme point de traversée de la Sarre sur l'axe reliant Metz à Strasbourg, la ville est d'abord le centre d'un pagus. À la chute de l'Empire, Sarrebourg devient la capitale de la Sargovie supérieure sous l'égide des comtes de Dagsbourg puis passe dans le giron des évêques de Metz au XIIe siècle. Ces derniers la dotent d'imposantes murailles, qui lui valurent le surnom de Carcassonne lorrain à l'époque contemporaine. Cependant la ville, tournée culturellement et économiquement vers l'Alsace, voit l'émergence d'une classe marchande qui établit des traités commerciaux avec la ville impériale libre de Strasbourg et souhaite s'affranchir de la tutelle épiscopale.
À la fin du XIIIe siècle l'attraction économique, linguistique et culturelle de l'Alsace surpassent les liens spirituels et temporels qui existaient avec la cité de Metz. Sarrebourg connait alors un essor économique tel qu'elle est appelée Kaufmannstadt-Saarburg – Sarrebourg la Marchande – à partir du XVe siècle. Néanmoins les bourgeois de la ville finissent par prêter allégeance au duc de Lorraine Jean II en 1464 et seront la seule partie du duché, avec le comté de Bitche, qui refusera de prêter hommage à Charles le Téméraire lors de sa conquête des États lorrains.
À l'issue de la guerre de Trente Ans pendant laquelle la France occupe la Lorraine contraignant le duc Charles IV de Lorraine à l'exil, Louis XIV conquiert l'Alsace et intégre Sarrebourg au royaume de France. Par le Traité de Vincennes de 1661, le roi de France rend ses duchés au duc Charles IV. Mais il annexe aussi un certain nombre de villages et de bourgades lorraines et barroises et crée la « Route d'Alsace », un corridor de 2,5 km de large reliant Metz à Strasbourg et à Paris. Ce qui permett aux troupes du roi de gagner le Rhin sans passer par un pays étranger.
En 1790, Sarrebourg devient une sous-préfecture du département de la Meurthe.
Après la défaite de 1870, l'arrondissement de Sarrebourg est annexé à l'Empire allemand au sein du Reichsland Elsaß-Lothringen. La ville voit alors l'arrivée de nombreuses garnisons allemandes et connait un fort développement urbain, la surface bâtie passant de 8 à 110 hectares entre 1871 et 1910. Du 18 au 20 août 1914 se déroule la bataille de Sarrebourg, l'un des premiers affrontements de la Grande Guerre, lors de laquelle les hommes du prince héritier Rupprecht de Bavière défendirent avec succès l'accès au seuil de Saverne, Metz et Strasbourg face à l'armée du général Dubail.

## Géographie

### Situation
Sarrebourg est située dans le sud du département de la Moselle, près de la limite entre la Lorraine et l'Alsace. Le petit village de Hoff fait partie de la commune. Elle est une ville-porte du parc naturel régional de Lorraine. 
Le massif des Vosges se trouve à une dizaine de kilomètres au sud de la ville.
Elle est distante de 54 km de Strasbourg, de 64 km de Nancy, de 77 km de Metz et de 345 km de Paris (distance orthodromique).
Sur le plan linguistique, la commune fait partie de la Moselle germanophone.

### Relief
Le cœur de la ville est situé à une altitude de 250 mètres et occupe la vallée de la Sarre, qui à cet endroit prend une orientation sud-ouest/nord-est, délimitée par deux ensembles collinaires au nord et au sud.
Au nord-ouest, le massif forestier de l'Oberwald — où s'étend la forêt domaniale de la commune — s'élève à 330 mètres, se prolonge au nord par l'Unterwald et au sud par le bois de Rinting.
Au sud et à l'est, la crête collinaire Rebberg-Marxberg délimite le ban communal avec le Marxberg à l'est (285 m), le Petit Rebberg au sud-est (300 m) et le Grand Rebberg au sud (315 m). Cet ensemble de collines constitue le prolongement nord du Muckenberg (330 m) au sud où se trouve le village de Hesse.

### Hydrographie
La commune est située dans le bassin versant du Rhin au sein du bassin Rhin-Meuse. Elle est drainée par la Sarre, la Bièvre, le ruisseau d'Eichmatte, le ruisseau l'Otterbach, le ruisseau dit Tellerbach et le ruisseau le Buergermatt.
La Sarre, d'une longueur totale de 129,2 km, est un affluent de la Moselle et donc un sous-affluent du Rhin, qui coule en Lorraine, en Alsace bossue et dans les Länder allemands de la Sarre (Saarland) et de Rhénanie-Palatinat (Rheinland-Pfalz).
La Bièvre, d'une longueur totale de 24,8 km, prend sa source dans la commune de Walscheid et se jette  dans la Sarre à Sarraltroff, après avoir traversé neuf communes.

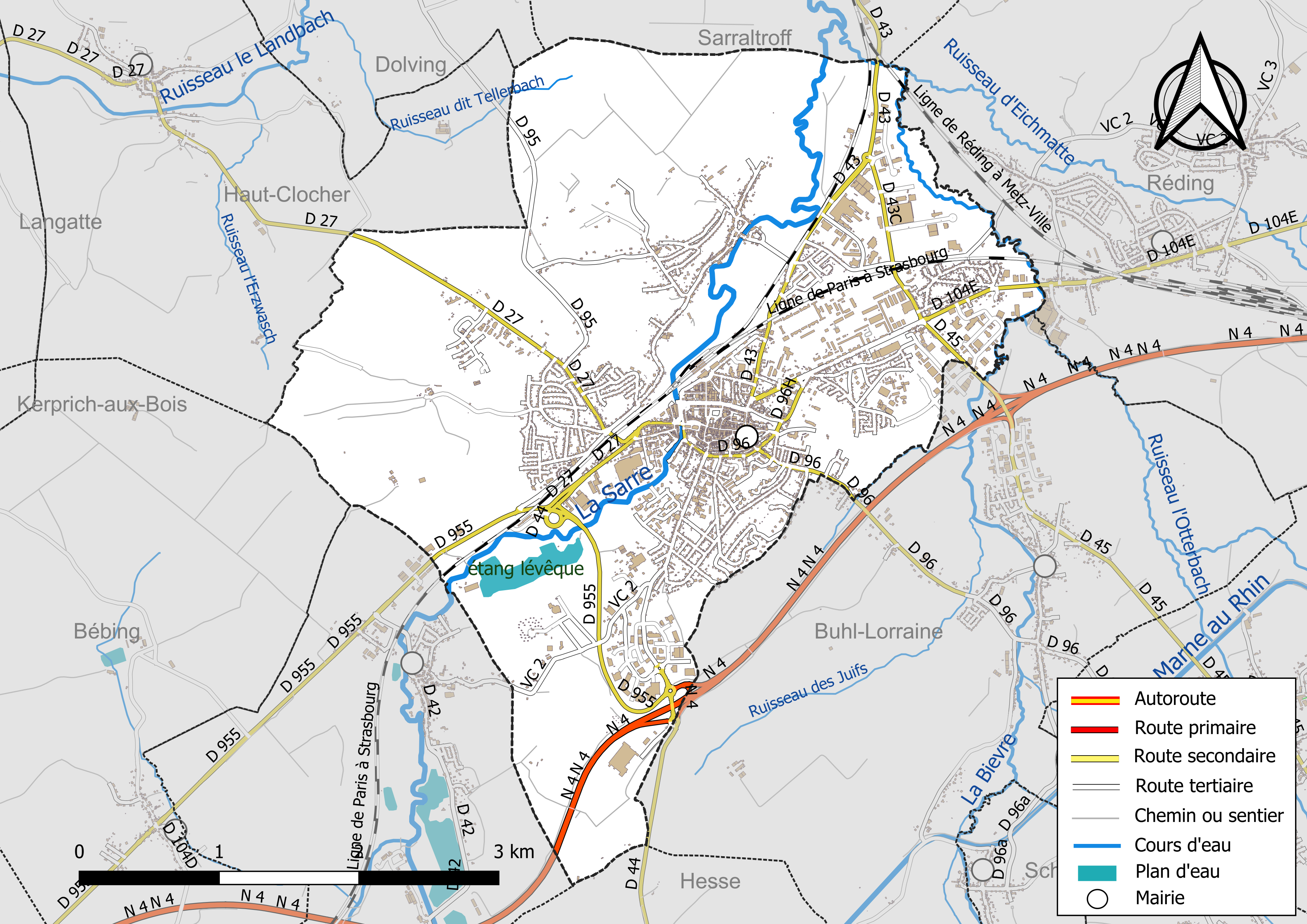
Réseaux hydrographique et routier de Sarrebourg.

La qualité des eaux des principaux cours d’eau de la commune, notamment de la Sarre et de la Bievre, peut être consultée sur un site dédié géré par les agences de l’eau et l’Agence française pour la biodiversité. Ainsi en 2020, dernière année d'évaluation disponible en 2022, l'état écologique de la Bievre était jugé moyen (jaune).

### Climat
Pour des articles plus généraux, voir Climat du Grand Est et Climat de la Moselle.
En 2010, le climat de la commune est de type climat des marges montargnardes, selon une étude du Centre national de la recherche scientifique s'appuyant sur une série de données couvrant la période 1971-2000. En 2020, Météo-France publie une typologie des climats de la France métropolitaine dans laquelle la commune est exposée à un climat semi-continental et est dans la région climatique Vosges, caractérisée par une pluviométrie très élevée (1 500 à 2 000 mm/an) en toutes saisons et un hiver rude (moins de 1 °C).
Pour la période 1971-2000, la température annuelle moyenne est de 9,9 °C, avec une amplitude thermique annuelle de 17 °C. Le cumul annuel moyen de précipitations est de 949 mm, avec 12,1 jours de précipitations en janvier et 9,8 jours en juillet. Pour la période 1991-2020, la température moyenne annuelle observée sur la station météorologique de Météo-France la plus proche, « Nitting_sapc », sur la commune de Nitting à 7 km à vol d'oiseau, est de 10,4 °C et le cumul annuel moyen de précipitations est de 993,7 mm. 
La température maximale relevée sur cette station est de 37,9 °C, atteinte le 25 juillet 2019 ; la température minimale est de −19,4 °C, atteinte le 26 décembre 2010,,.
| Mois                                  | jan.           | fév.           | mars           | avril         | mai           | juin          | jui.          | août          | sep.          | oct.          | nov.           | déc.           | année      |
| ------------------------------------- | -------------- | -------------- | -------------- | ------------- | ------------- | ------------- | ------------- | ------------- | ------------- | ------------- | -------------- | -------------- | ---------- |
| Température minimale moyenne (°C)     | −1,1           | −1             | 0,6            | 3,6           | 7,4           | 11,1          | 12,6          | 12,3          | 8,5           | 5,5           | 2,4            | 0              | 5,2        |
| Température moyenne (°C)              | 2              | 2,9            | 6,1            | 10,1          | 13,7          | 17,5          | 19,2          | 18,9          | 14,8          | 10,6          | 6,1            | 3              | 10,4       |
| Température maximale moyenne (°C)     | 5,2            | 6,9            | 11,6           | 16,7          | 20            | 23,8          | 25,8          | 25,4          | 21,1          | 15,7          | 9,7            | 6              | 15,7       |
| Record de froid (°C) date du record   | −15,3 16.01.21 | −17,4 07.02.12 | −11,2 12.03.10 | −6,2 04.04.22 | −1,8 04.05.11 | 2,3 05.06.09  | 4 31.07.15    | 4,3 26.08.18  | −0,5 28.09.08 | −7,7 29.10.12 | −12,1 30.11.10 | −19,4 26.12.10 | −19,4 2010 |
| Record de chaleur (°C) date du record | 17,4 01.01.22  | 21,1 24.02.21  | 25,8 31.03.21  | 29,4 28.04.12 | 32,9 25.05.09 | 36,5 30.06.19 | 37,9 25.07.19 | 37,8 07.08.15 | 33 15.09.20   | 28,9 02.10.23 | 21,8 08.11.15  | 17,7 31.12.22  | 37,9 2019  |
| Précipitations (mm)                   | 85,7           | 78,5           | 74,2           | 60,1          | 89            | 80,3          | 80            | 76,5          | 84,7          | 88,4          | 91,5           | 104,8          | 993,7      |

| Diagramme climatique                                  |           |             |             |         |              |            |              |             |             |            |         |
| J                                                     | F         | M           | A           | M       | J            | J          | A            | S           | O           | N          | D       |
| 5,2−1,185,7                                           | 6,9−178,5 | 11,60,674,2 | 16,73,660,1 | 207,489 | 23,811,180,3 | 25,812,680 | 25,412,376,5 | 21,18,584,7 | 15,75,588,4 | 9,72,491,5 | 60104,8 |
| Moyennes : • Temp. maxi et mini °C • Précipitation mm |           |             |             |         |              |            |              |             |             |            |         |

Les paramètres climatiques de la commune ont été estimés pour le milieu du siècle (2041-2070) selon différents scénarios d'émission de gaz à effet de serre à partir des nouvelles projections climatiques de référence DRIAS-2020. Ils sont consultables sur un site dédié publié par Météo-France en novembre 2022.

## Urbanisme

### Typologie
Au 1er janvier 2024, Sarrebourg est catégorisée centre urbain intermédiaire, selon la nouvelle grille communale de densité à sept niveaux définie par l'Insee en 2022.
Elle appartient à l'unité urbaine de Sarrebourg, une agglomération intra-départementale regroupant trois  communes, dont elle est ville-centre,,. Par ailleurs la commune fait partie de l'aire d'attraction de Sarrebourg, dont elle est la commune-centre,. Cette aire, qui regroupe 87 communes, est catégorisée dans les aires de 50 000 à moins de 200 000 habitants,.

### Occupation des sols
L'occupation des sols de la commune, telle qu'elle ressort de la base de données européenne d’occupation biophysique des sols Corine Land Cover (CLC), est marquée par l'importance des territoires artificialisés (50,2 % en 2018), en augmentation par rapport à 1990 (38,7 %). La répartition détaillée en 2018 est la suivante : 
zones urbanisées (29 %), prairies (17,8 %), forêts (17,1 %), zones industrielles ou commerciales et réseaux de communication (12,1 %), espaces verts artificialisés, non agricoles (9,1 %), zones agricoles hétérogènes (7,1 %), terres arables (6,4 %), eaux continentales (1,5 %). L'évolution de l’occupation des sols de la commune et de ses infrastructures peut être observée sur les différentes représentations cartographiques du territoire : la carte de Cassini (XVIIIe siècle), la carte d'état-major (1820-1866) et les cartes ou photos aériennes de l'IGN pour la période actuelle (1950 à aujourd'hui).

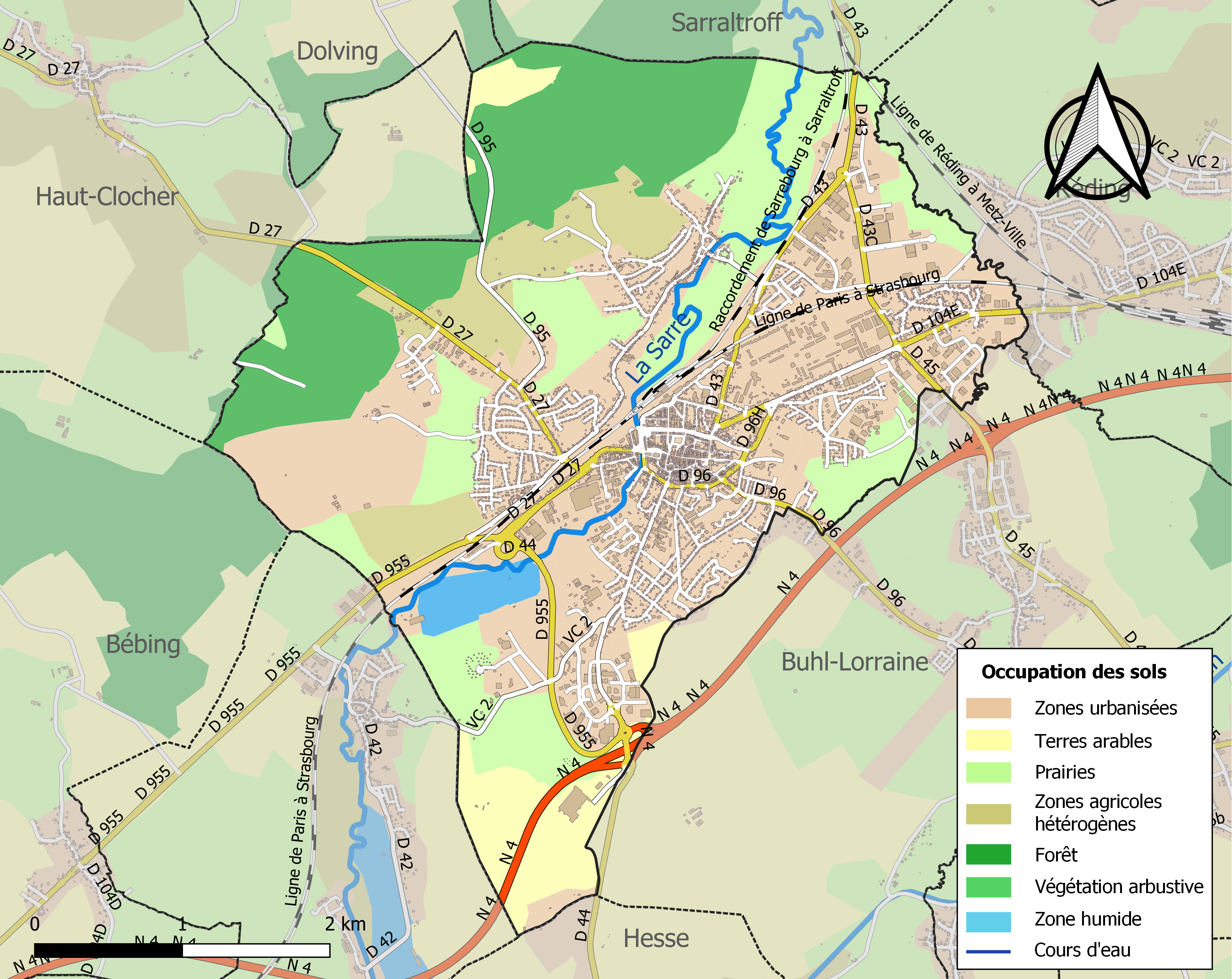
Carte des infrastructures et de l'occupation des sols de la commune en 2018 (CLC).

### Voies de communication et transports
La communauté de communes est devenue Autorité organisatrice de la mobilité (AOM).

#### Voies routières

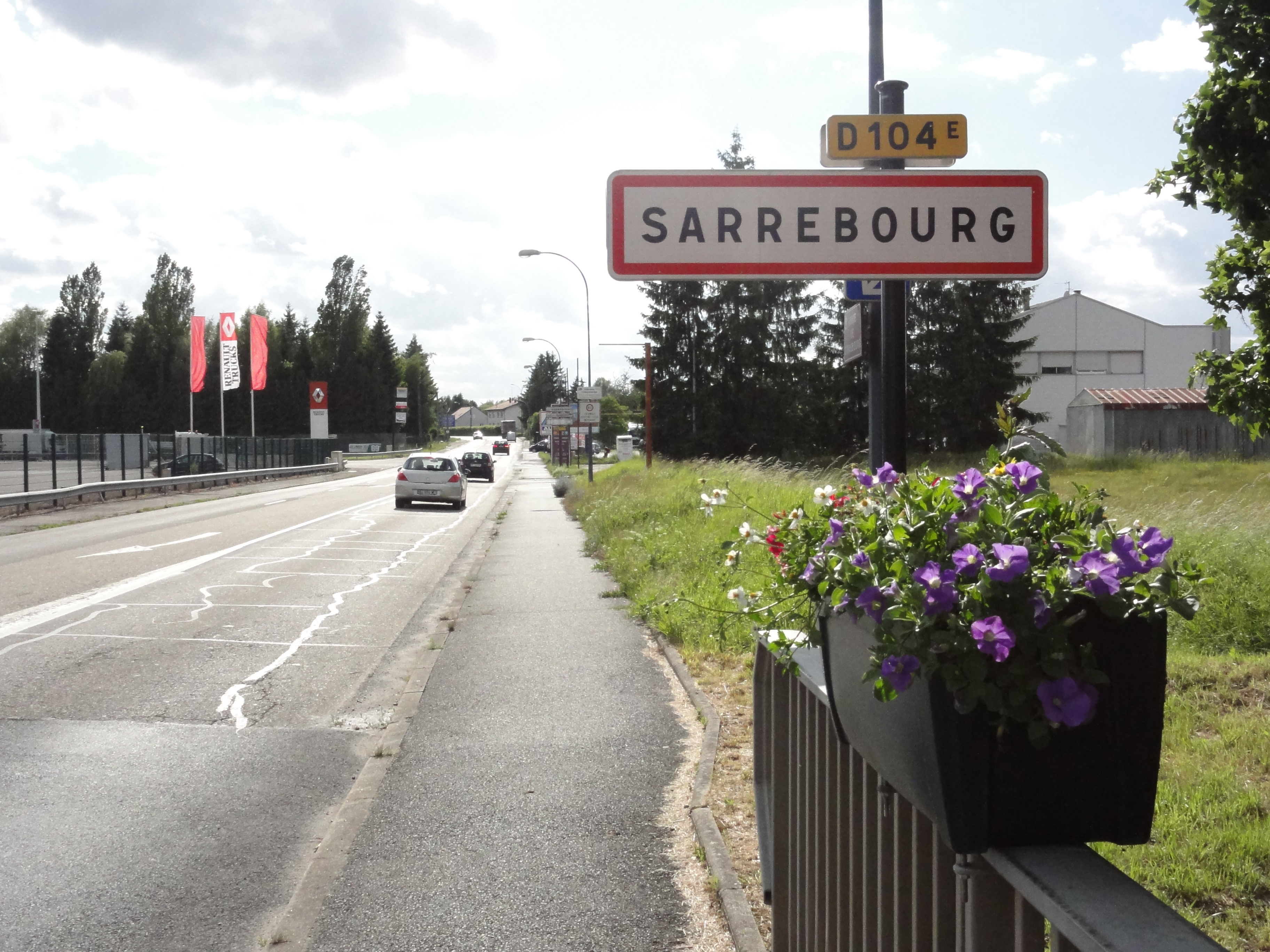
Entrée de la ville par la route de Strasbourg (ancienne RN4).

Sarrebourg est sur le tracé de la route nationale 4 (Paris, Vitry-le-François, Saint-Dizier, Toul, Nancy, Lunéville, Sarrebourg, Saverne, Strasbourg). Un contournement a été mis en service en 1985 puis complété en 2003[réf. nécessaire]. La ville constitue l'origine de plusieurs routes départementales : D 27 en direction de Morhange, D 43 vers Sarre-Union, D 44 en direction du Donon et de Schirmeck, D 45 en direction de Dabo et de Wasselonne, D 95 vers Saint-Jean-de-Bassel et D 96 en direction de Walscheid.

#### Voies ferrées

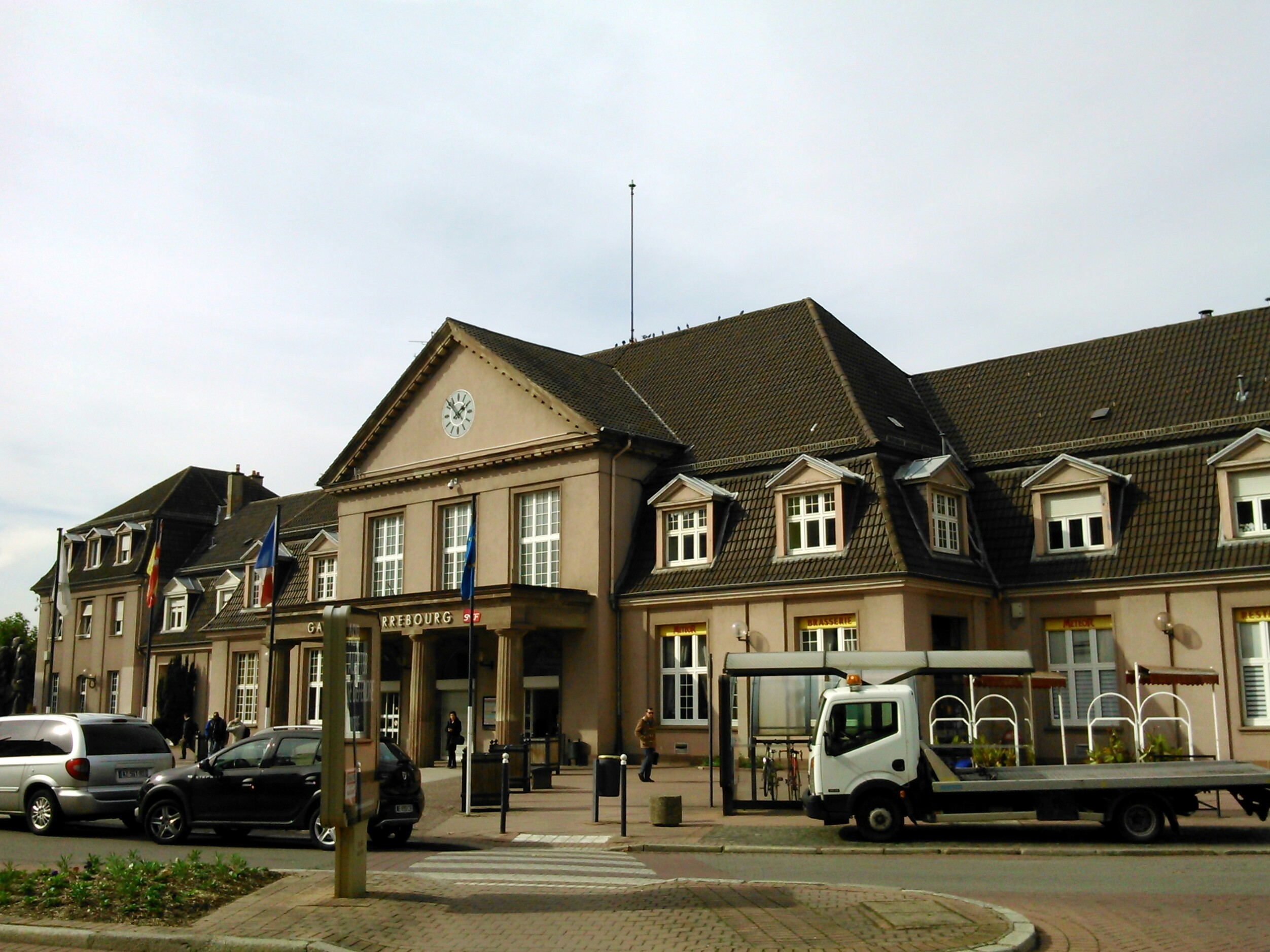
La gare.

Les gares de Sarrebourg et de Réding, voisines de 3 km, forment un important nœud ferroviaire.
La gare de Sarrebourg est desservie par des trains express régionaux, du réseau TER Grand Est, en direction de Strasbourg, Metz et Nancy.
Elle bénéficie également d’un aller-retour quotidien avec Paris en TGV via Nancy. Grâce au TGV, le meilleur temps de parcours en direction de Paris est ramené à 2 h 20.

#### Transports urbains en commun
L'agglomération sarrebourgeoise possède un réseau de transports en commun appelé iSibus, en référence au terme anglais « easy » signifiant « facile ». Il a été inauguré par la communauté de communes de l'agglomération de Sarrebourg le 16 septembre 2009. Le réseau compte deux lignes régulières :
- la ligne no 1 relie la zone commerciale des Terrasses de la Sarre à la commune voisine de Réding via le centre-ville ;
- la ligne no 2 est une ligne circulaire qui dessert le centre commercial E.Leclerc, le centre-ville et la zone artisanale de la Bièvre ;

Deux lignes scolaires, un service de réservation appelé « iSiflexo » et un service de location de vélos avec assistance électrique complètent l'offre de transport.
Un service de transport à la demande, « iSitad », permet également de relier une trentaine de communes du pays de Sarrebourg.
Une agence commerciale est située au n°1 rue de la Gare à Sarrebourg.

#### Pistes cyclables et sentiers
L'itinéraire EuroVelo 5 passe au sud de la commune. Il est possible de rejoindre Strasbourg, via Lutzelbourg et Saverne, en suivant le canal de la Marne au Rhin.
Les anciennes voies ferrées en direction d'Abreschviller et de Troisfontaines ont été reconverties en pistes cyclables.
D'autres pistes cyclables ont été aménagées vers Bébing, Haut-Clocher et Sarraltroff.
Le pays de Sarrebourg compte 392 km de circuits VTT balisés dont 83 km au départ de Sarrebourg et 28 km au départ de Réding.
La commune est le point de départ du sentier de grande randonnée 533.

## Toponymie
- En allemand : Saarburg[22], en francique rhénan : Saarbuerj[23] et Saarbùrsch[24], en lorrain roman : Sallebo[22].
- Anciens noms : Ponte Sarvix (Itin. d'Antonin), Pontesaravi (Table théod.), Saredurgo et Sareburco (tiers de sou ; Ét. num. p. 153-154), Saraburgum in pago Saroensi (713), Saraburg (966), Sarburc (1056), Sarbuch (1189), Sarreboc (fin du XIIe siècle), Saleburc/Saraborc/oppidum Saleborc (XIIe et XIIIe siècles), Sareborch/Saleborch/Salaborch (XIIIe siècle), Sarbuch (1252), Sarbuch (1281), Salebourch (1283), Sarbur (1288), Sarebourch (1295), Sarbruch (1301), Sarburg (1331), Sallebourg (1375), Sareburgum (XVe siècle), Opidum de Sarburgo vulgariter nuncupatum Kauffmann Sarburg (1418), Sara Castrum (1513), Salbourg et Sarburg (1525), Sarbrůg (~1550), Sarbourg (1595), Sarbrucken[25] (1628), Saraviburgum vel Saraburgum/Sarburg (1675), Sarrebourg (1793)[22],[26] Saarburg (1871-1918 et 1940-1944)

À la fin du VIIe siècle, Sarrebourg possède un atelier de frappe monétaire comme l'attestent des pièces de monnaie conservées à la Bibliothèque nationale et portant les inscriptions SARABURGUM ou SAREBURGUM. Parallèlement, la charte 247 de l'an 713 apr. J.-C. du cartulaire de Wissembourg est le premier texte à mentionner la ville sous la dénomination de Castrum Saraburgum. En 966, dans la charte de fondation de l'abbaye de Vergaville apparaît le nom de Saraburg, puis en 1189 on trouve dans la charte de l'abbaye de Haute-Seille le nom de Sarbuch. Ce n'est qu'en 1256 que le nom de la ville prend sa forme quasi actuelle – Sarebourg – dans le titre de fondation de la collégiale Saint-Étienne.

## Histoire
Pons Saravi, une agglomération gallo-romaine secondaire de la Gaule belgique.
La première mention d'une occupation à l'emplacement actuel de la ville de Sarrebourg se trouve dans la Table de Peutinger, copie du XIIIe siècle d'une ancienne carte romaine où figurent les principales villes et routes de l'Empire romain qui constituaient le cursus publicus du Ier siècle de notre ère. La ville y est désignée sous le nom de Ponte Saravi, située entre les stations de Ad Decem Pagos (Tarquimpol) et Tabernis (Saverne) en bordure de la Silva Vosagus, l'actuel massif des Vosges. L'Itinéraire d'Antonin, une seconde source romaine plus tardive, évoque le lieu sous le nom de Ponte Sarvix.
D'un point de vue toponymique, le sens renvoyé par les désignations de « Ponte Saravi » et « Ponte Sarvix » est celui d'un pont sur la Sarre. Aussi les érudits ont-ils donné comme nom à la cité antique de Sarrebourg celui de « pont de la Sarre » soit Pons – nominatif latin de « pont » – et Saravi – génitif latin de « Saravus », le nom que donnaient les Romains à la Sarre.

### Un passage sur la Sarre reliant la Gaule belgique à la Germanie supérieure
L'agglomération se trouve à cette époque sur la via salinensis, une importante voie romaine reliant Divodurum (Metz) à Argentorate (Strasbourg) par le col de Saverne et faisant partie du grand itinéraire de Gesoriacum (Boulogne-sur-Mer) à Argentorate (Strasbourg) par Samarobriva (Amiens) et Durocortorum (Reims). La ville antique de Pons Saravi se développe autour du franchissement de la Sarre. Ce dernier s'effectuait par un pont en bois d'une largeur estimée de huit mètres reliant les actuelles halles à la rue du Lieutenant-Bildstein et dont la dernière version a été datée de 247 ap. J.-C..
La via salinensis venait de Tarquimpol à l'ouest, traversait l'étang du Stock – dont la création est due aux ordres religieux au Moyen Âge – et bifurquait au sud de l'actuel village de Langatte. Un premier tronçon rejoignait Pons Saravi et en constituait certainement le decumanus. Le tracé de la voie se confondait avec l'actuelle rue du Lieutenant-Bildstein, traversait le pont sus-nommé, la place du marché et remontait la Grand'Rue jusqu'au sommet du Marxberg où le chemin du Wackenfurth en est probablement un vestige. Le second tronçon, plus direct, contournait Pons Saravi par le nord et franchissait vraisemblablement la Sarre à gué à hauteur de Hoff. Les deux voies se rejoignaient aux environs de Réding et continuaient leur parcours vers l'est en direction de la côte de Saverne.

### La ville auIIIesièclede notre ère
Le IIIe siècle semble correspondre à l'apogée de Pons Saravi et c'est de cette période que nous en avons le plus d'informations. L'agglomération s'étendait sur environ 15 à 20 hectares occupant la rive droite de la Sarre dans l'actuel centre-ville, et structurée par deux axes majeurs orientés selon les points cardinaux comme il en était d'usage dans les villes romaines. Le cardo, orienté nord-sud, correspondait aux actuelles rue de la Marne et rue Napoléon-Ier. Le decumanus, orienté est-ouest, correspondait à l'actuelle Grand'Rue avec ses prolongements place du Marché et rue du Président-Robert-Schumann, et était en continuité avec l'itinéraire reliant Divodurum (Metz) à Argentorate (Strasbourg) évoqué précédemment. La ville comptait également trois extensions.
L'extension la plus importante – le faubourg d'Outre-Sarre ou faubourg de France – s'organisait le long de l'actuelle rue du Lieutenant-Bildstein. La seconde se situait autour de l'actuelle impasse de la Source, au pied du Petit Rebberg. Il s'agissait d'un quartier cultuel où ont été découverts à l'été 1895 un mithraeum ainsi que deux autels dédiés aux divinités Nantosuelte et Sucellos, datés de la fin du Ier siècle ou début du IIe siècle de notre ère. Enfin la troisième extension longeait l'actuelle avenue du Général-De-Gaulle entre la rue des Vergers et la rue des Jardins. Le tracé de cette avenue semble par ailleurs suivre une voie romaine qui se dirigeait au sud vers le Donon, montagne sacrée à l'époque celte et gallo-romaine.
Deux nécropoles ont aussi été identifiées aux abords de Pons Saravi au IIIe siècle. La première se situait sous l'actuel pont Bailey du chemin de fer et la seconde se trouvait au sommet du Marxberg. L'usage de la première nécropole s'arrêtera à la fin de l'Antiquité alors que le Marxberg continua d'être le lieu d'implantation du cimetière de la ville durant le Moyen Âge et l'est encore de nos jours.
Enfin des hypothèses sont émises quant à l'approvisionnement de la ville en eau. En effet des fouilles menées en 2021 ont mis au jour la captation d'une source entre le Rebberg et le Mouckenberg près de la ferme du Mouckenhoff comportant un aqueduc souterrain de 170 mètres construit selon le principe des qanâts. On ignore à ce jour si cet ouvrage alimentait l'antique Pons Saravi ou un villa voisine.

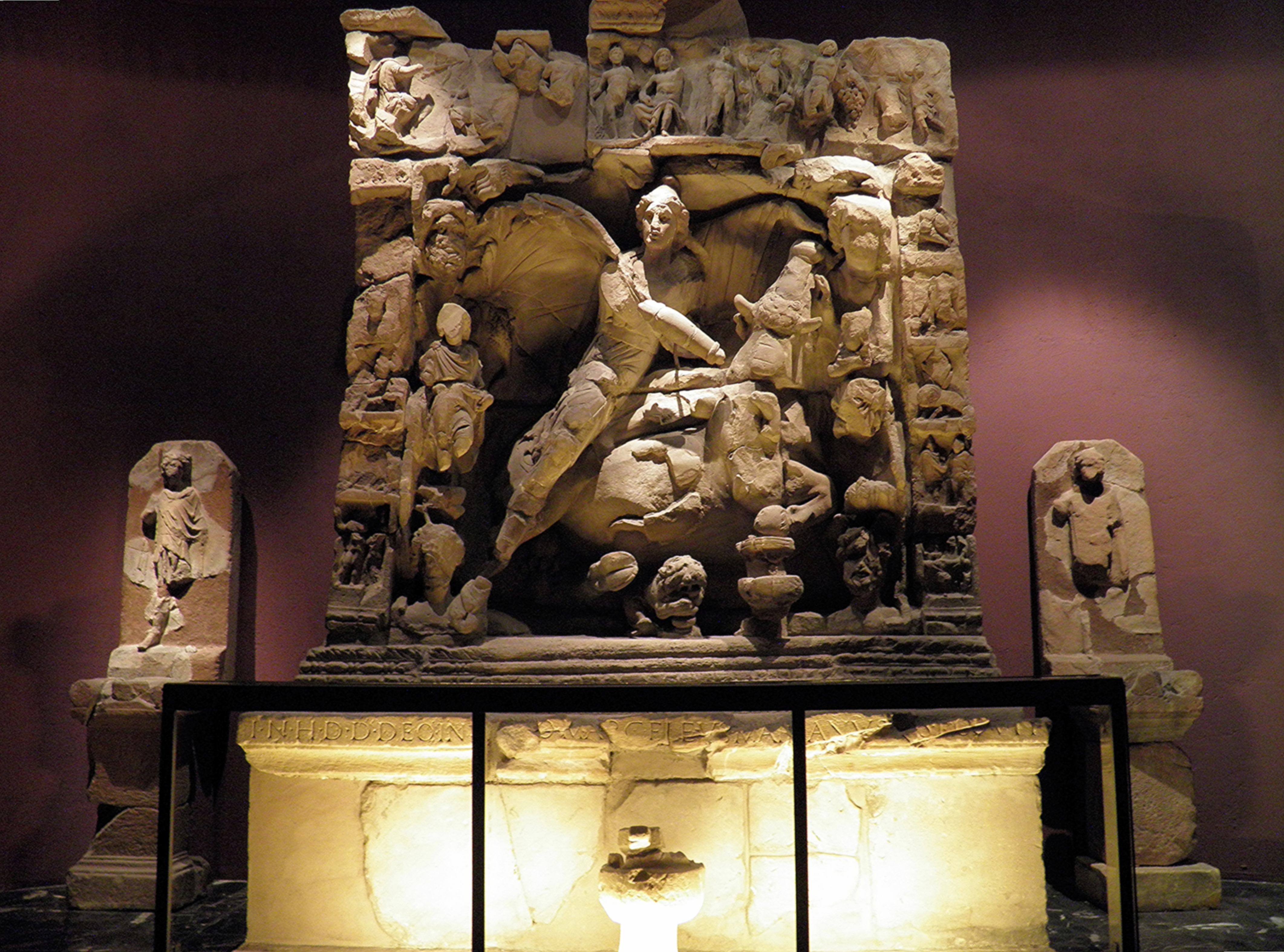
Retable et autel du mithraeum de Sarrebourg conservés au musée de la Cour d'Or à Metz, Ier siècle apr. J.-C.
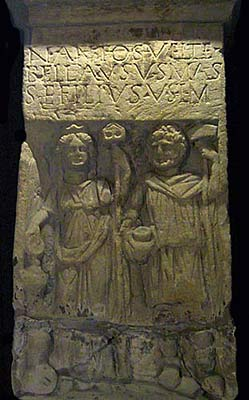
Un des autels dédiés à Nantosuelte et Sucellos et découverts à Sarrebourg, Ier siècle apr. J.-C.

### Castrum Saraburgum, un foyer de christianisation de l'évêché de Metz tourné vers l'Alsace.
L'hypothèse la plus plausible est que la ville se fortifie au cours du IVe siècle sous forme de castrum ou castellum face à la pression montante des incursions franques et alamanes. Il ne reste aujourd'hui aucune trace de telles fortifications contrairement à la ville voisine de Tres Tabernæ [Saverne] qui aurait connu le même développement de ses défenses militaires.
Au début du Moyen Âge, Sarrebourg est une agglomération secondaire fortifiée, située aux confins des espaces lorrain et rhénan. La ville devient le centre d'un territoire en marge des zones d'influence des puissances lorraines et alsaciennes voisines. L'existence d'un pagus saroensis est attestée depuis la fin du VIIe siècle ; à cette époque, la ville possède entre autres un atelier de frappe monétaire. Le traité de Meerssen, qui conclut en 870 le partage de la Lotharingie, entre Charles le Chauve et Louis le Germanique fait état du comitatur Sarachuua subterior, aussi appelé oberer Saargau. Ce dernier s'étendait des sources de la Sarre jusqu'à Sarreguemines et Sarrebourg en était la capitale, cependant il disparût rapidement. En 966, la charte de fondation de l'abbaye de Vergaville fait encore mention du comitatus Saraburg.
À partir du XIIe siècle émerge un umland sarrebourgeois qui s'étend sur un rayon d'environ 15 à 20 kilomètres autour de la ville comprenant notamment l'abbaye de Hesse, les prieurés de Saint-Quirin, Fénétrange et Lorquin, la haute vallée de la Sarre et de nombreux châteaux dont beaucoup ont été détruits. Seuls quelques-uns subsistent aujourd'hui encore à l'état de ruines comme le Geroldseck, ceux de Lutzelbourg ou de Turquestein. Sarrebourg et son umland sont alors de langue et de culture germanique, à l'interface des mondes alémanique et francique. La ville conservera cette spécificité culturelle jusqu'à la fin du XXe siècle, date du parachèvement de la francisation du pays de Sarrebourg.
Du XIIe siècle au XVe siècle, la ville est une possession de la principauté épiscopale de Metz, qui en fait un foyer de christianisation tourné vers l’Alsace. Cependant, à la fin du XIIe et au début du XIIIe siècle, Sarrebourg et la haute vallée de la Sarre sont sous l'égide des comtes palatins de Metz également comtes de Dabo. Il faut attendre la mort de Gertrude de Dabo et l'extinction de la lignée Dabo-Moha, pour que les évêques de Metz exercent à nouveau leur autorité sur la ville. Entre le XIIe et le XIVe siècle, Sarrebourg connait un développement urbain important. La ville s'affirme comme pôle commercial et étend son influence sur la campagne environnante, renforçant la réalité d'umland sarrebourgeois tourné vers l'espace rhénan et en particulier Strasbourg.
À cette période, la ville voit se développer ses infrastructures religieuses. En 1173 – l'évêque de Metz Frédéric de Pluvoise ou Thierry IV, ou le comte Albert II de Dabo, les sources divergent – fonde un hospice près de la porte occidentale de la ville qui passera en 1222, avec la léproserie de Hoff, sous la gestion de la commanderie teutonique qui s'est installée dans la ville, place du marché cette même année (à noter qu'il s'agit de la seule commanderie teutonique en France avec celles de Metz et Strasbourg) ; en 1256 l'évêque Jacques de Lorraine élève l'église Saint-Étienne, déjà mentionnée en 1189 dans un acte de l'abbaye de Haute-Seille, au rang de collégiale en y installant un chapitre de chanoines ; en 1265-1266 les moines franciscains s'installent à Sarrebourg et y construisent la chapelle des Cordeliers ; entre 1250 et 1276 est fondé le convent des dominicaines de Weyerstein. Sur le plan militaire, l'évêque de Metz Jean d'Apremont entreprend la consolidation des fortifications de la ville et la construction de nouvelles murailles entre 1230-1240 qui seront terminées par son successeur Jacques de Lorraine.
Au cours du XIIIe siècle, la ville et son umland sortent de plus en plus du giron messin pour se tourner vers l'Alsace, et notamment la ville de Strasbourg. Les bourgeois des deux villes signent en 1229 un traité commercial mentionnant la fréquentation réciproque de leurs marchés. À la fin du XIIIe siècle l'attraction économique, linguistique et culturelle de l'Alsace surpassent les liens spirituels et temporels qui existaient avec la cité de Metz. Cette influence alémanique se retrouve dans l'architecture de la ville comme en témoigne la chapelle des Cordeliers édifiée d'après les modèles alsaciens de Niederhaslach, Strasbourg et Colmar. Les rapports avec le monde alémanique finissent par l'emporter au XIVe siècle et Strasbourg restera l'allié privilégié jusqu'en 1476.

### Kauffmann Sarburg, les guerres bourguignonnes et l'intégration au duché de Lorraine

#### Kaufmannstadt Saarburg
Le développement urbain des XIIe et XIIIe siècles ainsi que l'expansion économique de la ville, avec le renforcement des liens commerciaux avec l'Alsace, valent à Sarrebourg le surnom de Kaufmannstadt-Saarburg à partir du XVe siècle.
Sarrebourg étant devenu une ville marchande, les bourgeois s'émancipent de la tutelle épiscopale si bien qu'en 1464 ils se réunissent dans la chapelle des Cordeliers et décident de prêter allégeance au duc de Lorraine dans le contexte des guerres bourguignonnes qui s'annoncent et quittent ainsi la principauté épiscopale de Metz. Pour autant la ville n'intègre pas le bailliage d'Allemagne et reste autonome au sein du duché.
Notons que le blason actuel de la ville à trois demi-ramures de cerf reprend l'iconographie du sceau secret des bourgeois de l'époque utilisé entre 1390 et 1594 et portant l'inscription : S·SECRETUM·BURGENSIUM·DE·SARBURG. Le sceau officiel de la ville au Moyen Âge représentait saint Étienne sous la voûte d'un portail composé de deux tours à deux étages séparées par un fronton triangulaire, l'ensemble désignant sans doute la collégiale Saint-Étienne, sur champ semé d'étoiles.

#### Les guerres bourguignonnes
Dès 1463, Ludwig von Lichtenberg et les autorités sarrebourgeoises transmettent des renseignements militaires au magistrat de Strasbourg concernant des préparatifs de guerre faits par le duc de Bourgogne et Ferry II, seigneur de Blâmont allié aux Bourguignons.
En 1475, Charles le Téméraire, dans sa visée expansionniste, conquit la Lorraine et contraignit le duc René II à se réfugier en Champagne. De toute la noblesse du duché, seuls les comtes de Bitche et la ville de Sarrebourg refusèrent de rendre hommage à l'envahisseur. Cette dernière était défendue, en vertu de l'alliance militaire du XIVe siècle, par une garnison de Strasbourgeois qui voulaient protéger l'accès au col de Saverne, principale route vers l'Alsace et le Rhin depuis le plateau lorrain. Par ailleurs, la ville libre de Strasbourg fut elle-même partie prenante d'une alliance militaire contre le duc de Bourgogne – la Basse-Union aussi appelée Ligue alémanique – formée au printemps 1474 par les villes impériales libres de Strasbourg, Bâle, Colmar et Sélestat rejointes par les Confédérés suisses et l'archiduc d'Autriche Sigismond de Habsbourg.
De son côté, Charles le Téméraire s'allie à l'évêque Georges Ier de Bade et lui promit de rendre Sarrebourg à la principauté épiscopale de Metz, une fois la ville conquise. Au sud, les Confédérés suisses attaquèrent le Bas-Valais, possession des alliés savoyards du duc de Bourgogne. Ce dernier fut contraint de quitter la Lorraine pour mener une contre-offensive au lac de Neuchâtel en 1476 (batailles de Grandson et de Morat).
Parallèlement, le duc de Lorraine chercha à rejoindre les forces de la Basse-Union depuis sa retraite à Joinville en Champagne. Il demanda au roi de France Louis XI une escorte afin de se rendre en Suisse en traversant la Lorraine en l'absence des troupes du duc de Bourgogne. René II et les Français cachèrent leur dessein en prétextant ramener le duc en Allemagne afin qu'il s'y retira après la perte de son duché.

La halte du duc René II à Sarrebourg en 1476 sur son chemin pour rejoindre ses alliés de la Ligue alémanique en Suisse resta dans les annales, comme le relate La Chronique de Lorraine :
« Mais nulle part on ne fit à René un accueil plus beau que dans la ville de Sarrebourg. Les magistrats de la cité et seigneurs allemands du voisinage, les comtes de Bitche, de Richecourt, de Saarwerden, de Nassau, de Fenestrange, avertis de son arrivée depuis huit jours, s'étaient préparés à le recevoir d'une manière digne de l'affection qu'ils avaient pour lui. On avait fait provision de beau pain blanc, de vin rouge, blanc, clairet : les seigneurs étaient allés à la chasse et avaient rapporté du gibier à foison. Lorsque le duc fut à une lieue de la ville, les bourgeois avec les seigneurs formèrent une belle compagnie de huit cents hommes de cheval et de plusieurs piétons : ils allèrent au devant de lui et le reçurent comme le seul prince qu'ils eussent jamais reconnu. Mons notre souverain, dirent-ils, soyez le très-bien venu.
Le duc, les deux capitaines français, les seigneurs de Lorraine, tous les gens de distinction, logèrent dans la ville ; les autres allèrent dans les villages voisins. Les seigneurs festoyèrent René et les Français pendant trois jours, à la manière des Allemands. On avait le déjeûner, le dîner, la marande, le souper et avant d'aller au lit, le ressinon ou schlaftrunck. On mangeait toutes sortes de viandes, et de la venaison en quantité. Ceux de la troupe qui logeaient dans les villages, étaient traités de la même manière : rien n'était épargné : on servait à l'abondance.

Les Français étaient tout ébahis et demandaient si c'était telle vie que les Allemands avaient coutume de faire. Le troisième jour, ils prirent congés du duc, le matin, et retournèrent au pays de France, racontant la manière dont René était reçu en tous lieux, et le bon traitement que leur avaient fait à eux-mêmes les gens de Lorraine. »,
Après une halte de trois jours, l'escorte du roi retourna en France et les seigneurs de la Lorraine allemande, notamment le comte de Bitche et les Linange, comtes de Dagsbourg et seigneurs de Réchicourt, accompagnèrent le duc René II jusqu'à Strasbourg. De-là cent lansquenets suisses de la Basse-Union vinrent l'escorter jusqu'à Morat où il combattit l'armée bourguignonne avec la cavalerie suisse aux côtés d'Oswald von Thierstein.

### Annexions, révolutions et guerres
La localité souffre beaucoup de la guerre de Trente Ans, de 1618 à 1648, et sa population diminue considérablement.
En 1661 par le traité de Vincennes, Louis XIV, rattache la ville au royaume de France, alors que le duché de Lorraine est toujours indépendant entre le royaume de France et le Saint-Empire romain germanique. Sarrebourg devient alors le chef-lieu d'une prévôté royale, par un édit de novembre 1661.
En 1790, dans un souci de franciser les régions frontalières, la fin des provinces et la départementalisation du royaume partage la Lorraine allemande entre les nouveaux départements de la Moselle dont la préfecture est Metz et qui reçoit les villes de Forbach, Sarreguemines et Bitche et celui de la Meurthe dont la préfecture est Nancy qui reçoit Sarrebourg comme chef-lieu d’un arrondissement.

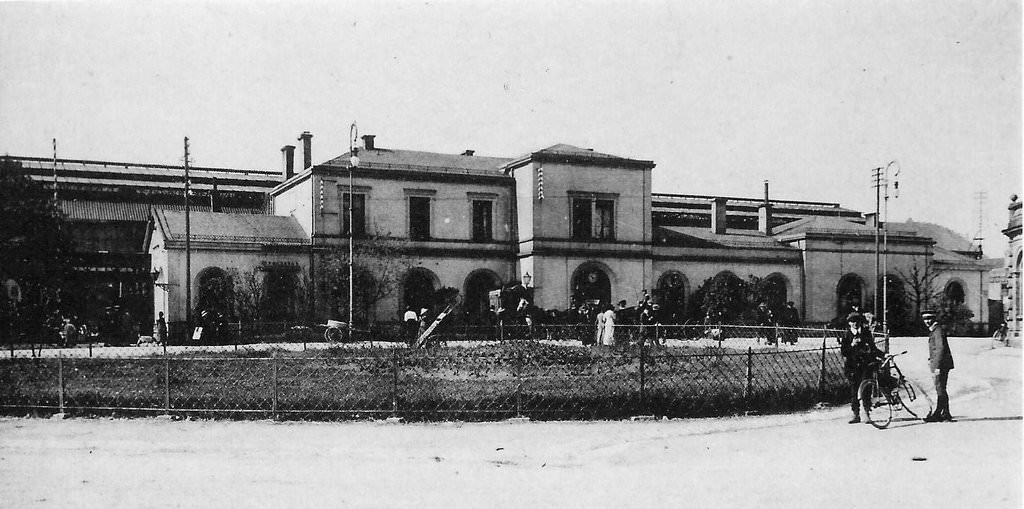
L'ancienne gare de Sarrebourg.

La commune voit l’arrivée du chemin de fer le 29 mai 1851 avec l’ouverture de la section Sarrebourg - Strasbourg de la ligne de Paris à Strasbourg.
Conformément au traité de Francfort de 1871 qui consacre la défaite Française face à la Prusse et ses alliés, la ville de Sarrebourg est annexée et rejoint Metz, Thionville, Forbach, Sarreguemines, Bitche, Château-Salins, Strasbourg, Colmar et Mulhouse dans la Terre d'Empire d'Alsace-Lorraine (Reichsland Elsass-Lothringen) au sein du nouvel Empire allemand. La commune devient le siège de l'arrondissement de Sarrebourg, un arrondissement du district de Lorraine dont le chef-lieu est Metz, au sein de l'Alsace-Lorraine dont la capitale est Strasbourg.
Proche de la frontière française, Saarburg devient une place militaire d'importance et, grâce aux troupes nombreuses stationnées, connaît une période de prospérité sans précédent. Les autorités allemandes transforment les anciens remparts en avenues (actuelles avenues Fayolle, Poincaré et Clemenceau) et érigent plusieurs bâtiments comme la Poste impériale, l'église protestante, des casernes et des logements pour les troupes. La construction d'une nouvelle gare débute en 1911.

### D'une guerre à l'autre

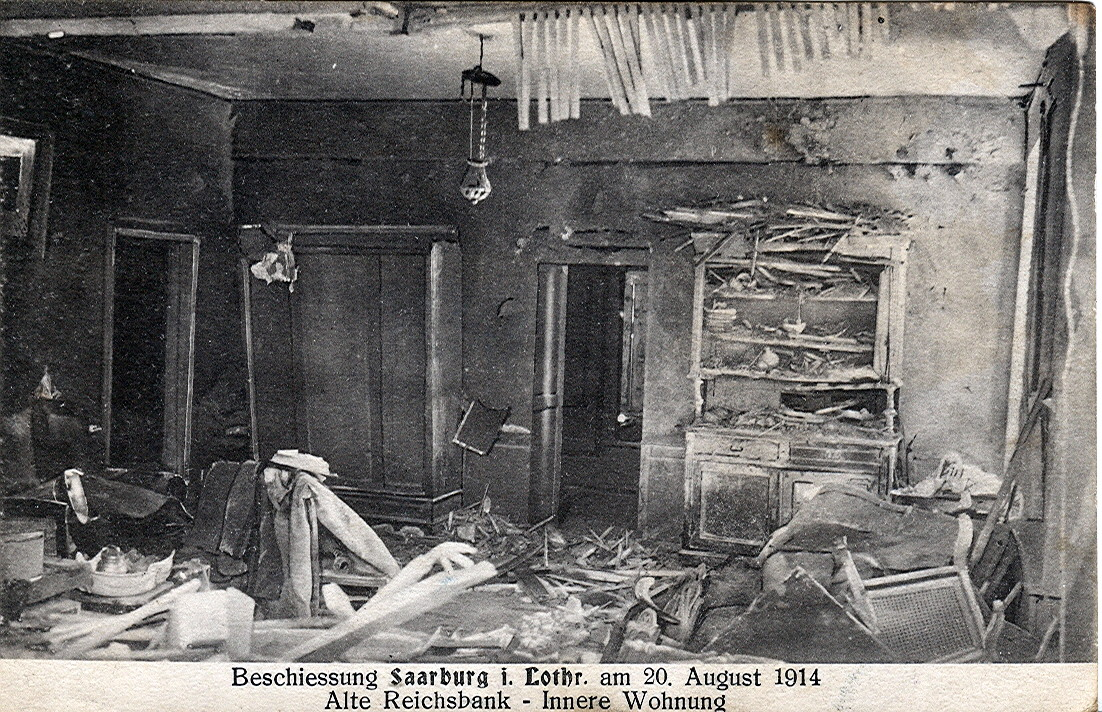
Destructions du 20 aout 1914 à Sarrebourg.

Lorsque la Première Guerre mondiale éclate, les Alsaciens-Lorrains se battent légitimement pour l’Empire allemand. Beaucoup de jeunes gens tomberont au champ d'honneur sur le Front de l’Est, mais aussi à l’Ouest, en particulier en France et dans les Flandres.
La bataille de Sarrebourg se déroule entre le 18 et le 20 août 1914. Elle voit s'affronter la 1re armée française et la 7e armée allemande. La ville est occupée par le 8e corps français le 18 août mais dès le 21, les Français se replient en direction de Blâmont à la suite de l'échec de l'offensive vers Morhange.
Après quatre années de guerre, la ville redevient française. Elle est libérée le 20 novembre 1918 et intègre le nouveau département de la Moselle dont le chef-lieu est Metz. Sujets loyaux de l'Empereur, les Sarrebourgeois accueillent cependant avec joie la fin des hostilités et la paix, enfin retrouvée.
La commune trouve ses marques dans la République française en restant une importante ville de garnison. La nouvelle gare est inaugurée le 1er juin 1923 en présence du président de la République Alexandre Millerand, du président du Conseil des ministres Raymond Poincaré et des ministres Maurice Colrat et Paul Strauss. À cette occasion, la ville de Sarrebourg reçoit la croix de guerre avec citation à l'ordre de l'Armée.
Au début de la Seconde Guerre mondiale, la ville sert de base arrière pour les troupes de la ligne Maginot qui stationnent là jusqu'à l'armistice du 22 juin 1940.
Lors de l' annexion de facto par le Troisième Reich, la commune est renommée « Saarburg », et redevient le siège du « Landkreis Saarburg », mais cette fois au sein du Gau Westmark dont le chef-lieu est la ville allemande de Sarrebruck.
Le 26 décembre 1940, Adolf Hitler, en personne, inspecte les troupes allemandes du secteur de Sarrebourg, en particulier le 125e régiment d'infanterie arrivé en novembre 1940. Le führer et le général Erwin von Witzleben se rendent de la gare à la salle des fêtes, où le chancelier préside une fête en son honneur. Il passera ensuite à Lutzelbourg avant de rentrer à Berlin.
Alors que la Hitlerjugend devient obligatoire pour les jeunes du pays le 4 août 1942, une ordonnance institue le service militaire dans l'armée allemande le 19 août 1942. Dix jours plus tard, les premiers « Malgré-nous » sont appelés dans les armées du Reich. Les civils ne sont pas épargnés, notamment les jeunes femmes qui se doivent au Reicharbeitsdienst. 

À partir de 1944, Sarrebourg est située sur la « Schutzwall West » et les bombardements américains se succèdent au-dessus du « Gau ».
La ville est finalement libérée par la 2e division blindée le 20 novembre 1944.
En 1953, Sarrebourg fusionne avec le village voisin de Hoff.

### Garnison
C’est à la suite de l’annexion allemande de 1871 que Sarrebourg, alors proche de la frontière avec la France, va véritablement devenir une importante ville de garnison. Auparavant, la commune ne comptait qu'un simple dépôt militaire qui occupait une partie de l'ancien couvent des Cordeliers appelée la vieille caserne.
Durant la période allemande, de nombreuses casernes en briques rouges et jaunes (style caractéristique de l'architecture militaire prussienne), et un hôpital militaire sont construits. Un terrain de manœuvres, dont une partie est utilisée par l'aviation militaire, est aménagé à Buhl. En 1910, la ville compte 10 019 habitants dont 4 159 militaires.
La caserne du 7e régiment d'uhlans (de), située route de Buhl, est achevée en 1878. Elle accueille le 15e régiment d'uhlans à partir de 1895. Le 18e régiment de chasseurs à cheval s'y installe lors du retour à la France et elle prend le nom de caserne Malleray en 1922. Au cours de la Seconde Guerre mondiale, le site devient un camp de prisonniers puis perd sa vocation militaire en 1947. Certains bâtiments ont été conservés et transformés en école, d'autres ont été détruits pour permettre la construction du centre socio-culturel et d'immeubles de logements.
La caserne du 97e régiment infanterie est construite en 1887 en bordure de la ligne de chemin de fer de Paris à Strasbourg. Au lendemain de la Première Guerre mondiale, elle devient la caserne Pétain avant de prendre son nom définitif de quartier Rabier.
Les travaux de la caserne du 11e régiment de Uhlans, située au lieu-dit Marxberg, démarrent en 1890. Rebaptisé quartier Kellerman en 1919 lors de l'arrivée du 17e régiment de chasseurs à cheval, il prend le nom de quartier Gérôme en l'honneur du général Auguste-Clément Gérôme en 1922 et sert également de camp de prisonniers lors de la Seconde Guerre mondiale. Désaffecté en 1999 puis laissé à l'abandon, le site a été racheté par la ville qui souhaite en faire une zone d'aménagement concerté comprenant un écoquartier. Tous les bâtiments ont été détruits à l'exception de deux ateliers techniques et d'une partie de la chaufferie. Les bâtiments de l'ancien hôpital militaire qui se trouvaient juste à côté — le quartier Gérôme et l'hôpital militaire étaient d'ailleurs reliés par un souterrain et un système de fils aériens — ont été démolis en 2012 pour permettre la construction d'un complexe de cinéma. Seul subsiste l'ancien bâtiment administratif abandonné. Ce dernier est victime d'un incendie dans la nuit du 9 au 10 octobre 2017. Un collectif demande sa réhabilitation en espace de mémoire dédié aux combats du 18 au 20 août 1914. La commune souhaite cependant démolir le bâtiment.
La manutention militaire, l'intendance et la boulangerie de la garnison occupaient la caserne située route de Phalsbourg, construite en 1897. Celle-ci est renommée quartier Tourret lorsque la ville redevient française.
Un peu plus loin, les imposants bâtiments néo-renaissance de la caserne d'artillerie sont achevés en 1900. La nouvelle caserne d'artillerie est construite dans son prolongement quelque temps plus tard. Ces deux casernes sont lourdement endommagées par les bombardements en août 1914. Après la Première Guerre mondiale, la caserne d'artillerie prend le nom de quartier Verdun avant de devenir le quartier Dessirier. La nouvelle caserne d'artillerie est renommée caserne Foch puis quartier Cholesky.
Dans les années 1930, la ville est la base arrière des troupes de la ligne Maginot. Un dépôt de munitions pour l'approvisionnement du secteur fortifié de la Sarre et pouvant accueillir une batterie d'artillerie lourde sur voie ferrée est construit à Réding en 1935.
En 1953, l'US Air Force entreprend la construction de la base aérienne de Phalsbourg-Bourscheid à une dizaine de kilomètres à l'est de Sarrebourg. La cité américaine de la Maladrie comportant une centaine de pavillons est construite entre 1955 et 1957 à l'est de la ville pour loger une partie des militaires et leurs familles. En 1959, elle prend le nom de cité Perkins en mémoire du capitaine William J. Perkins mort en service aérien le 30 avril 1958.
Le 1er régiment d’infanterie (1er RI) est présent à Sarrebourg depuis 1968. Il occupe les quartiers Rabier, Tourret, Dessirier et Cholesky. La garnison compte également un centre de ravitaillement en essences (CRE) et la 43e antenne médicale.
La fermeture du centre de ravitaillement en essences a été annoncée en octobre 2014. Finalement le centre ne sera pas fermé mais réorganisé avec le maintien d’un atelier de maintenance technique des véhicules pétroliers.
L'ancien mess des officiers, situé avenue Joffre, accueille désormais le « club house » du 1er régiment d'infanterie.

#### Autres unités ayant tenu garnison à Sarrebourg
- 1re demi-brigade de chasseurs à pied, 1939-1940, composée des :
  - 8e bataillon de chasseurs à pied ;
  - 16e bataillon de chasseurs à pied ;
  - 30e bataillon de chasseurs à pied ;
- 25e régiment de tirailleurs algériens, au quartier Rabier, 1928-1940 ;
- 59e régiment d’artillerie de région fortifiée, 1939-1940 ;
- 26e régiment d'infanterie, 2e bataillon, 1952-1954 ;
- 37e régiment d'infanterie, le centre d'instruction du régiment s'installe au quartier Rabier en 1960. En 1968, il devient une unité de réserve des forces opérationnelles du territoire dérivée du 1er régiment d'infanterie. Il est dissous en 1999[57] ;
- Centre mobilisateur n°61 au quartier Tourret ;
- 23e régiment d'infanterie (1964 à 1968) ;
- 34e régiment du génie (1964 à 1972) aux quartiers Dessirier et Gérôme ;
- 40e régiment de transmissions (1973 à 1985) aux quartiers Dessirier et Gérôme ;
- 1er régiment du matériel (1985 à 1999) au quartier Gérôme ;
- Établissement de réserve générale du matériel équipement de Sarrebourg (1972 à 1987) puis Établissement régional du matériel de Sarrebourg (1987 à 1992) au quartier Cholesky[58].

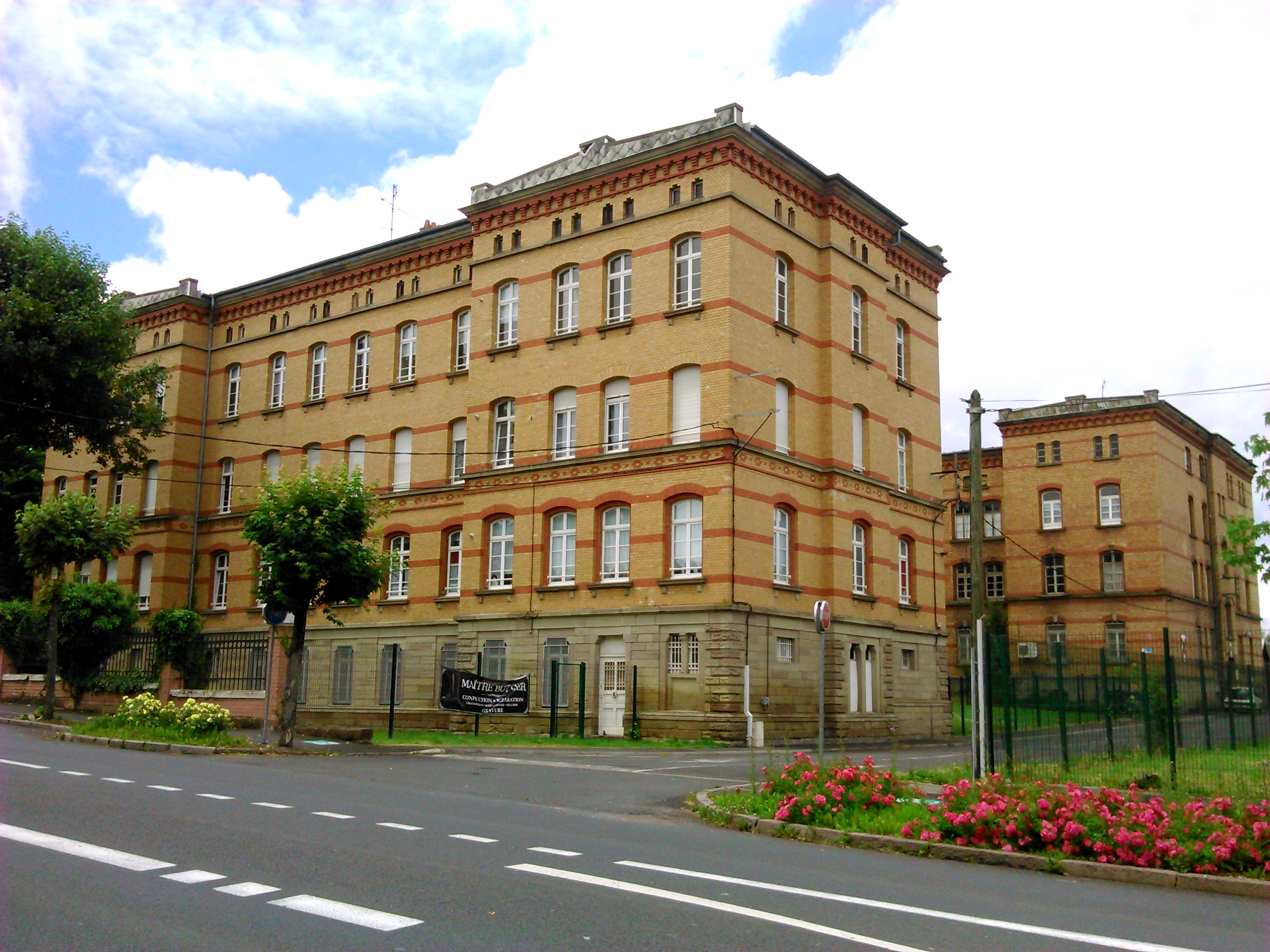
Quartier Tourret.
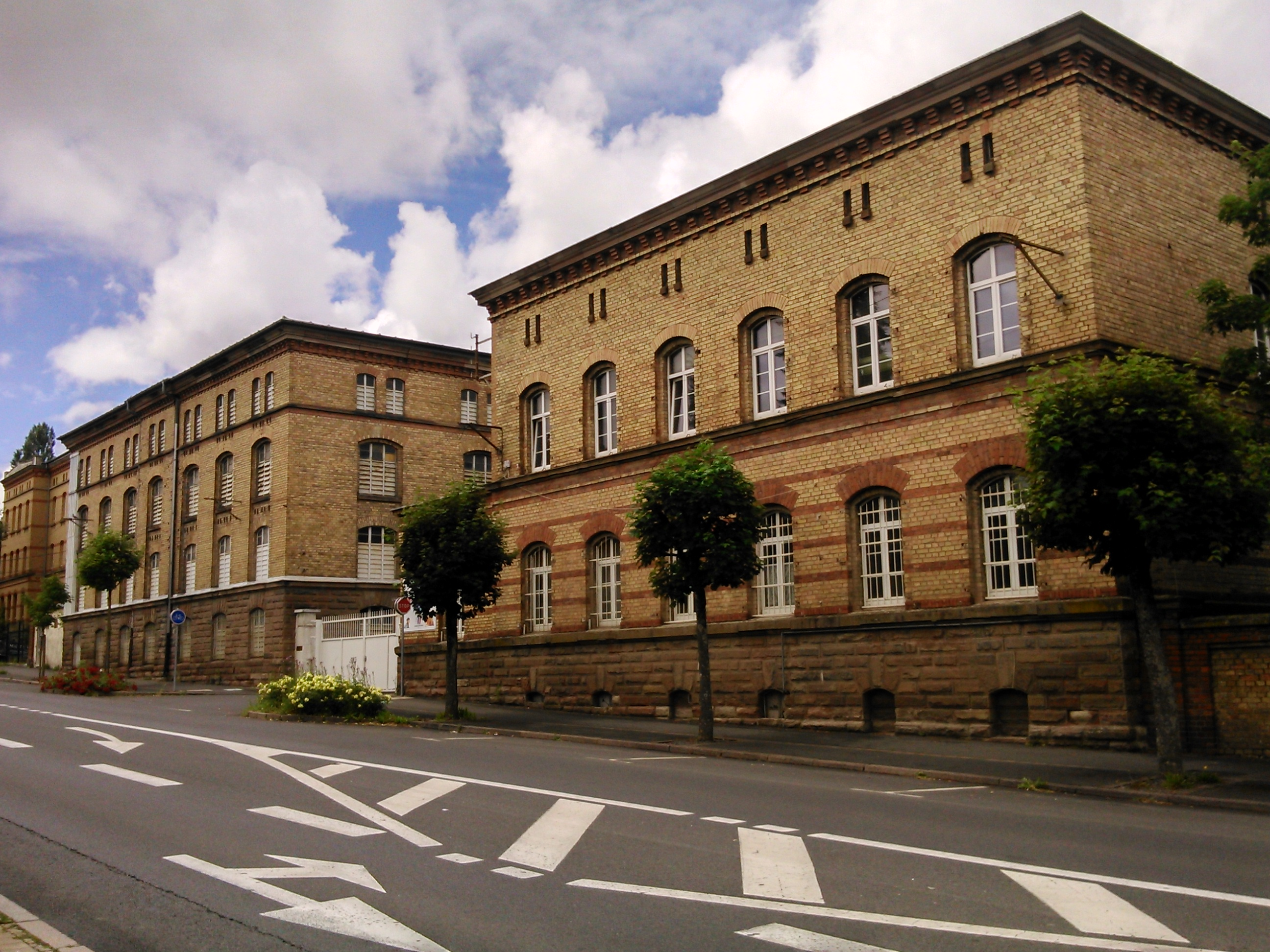
Quartier Tourret.
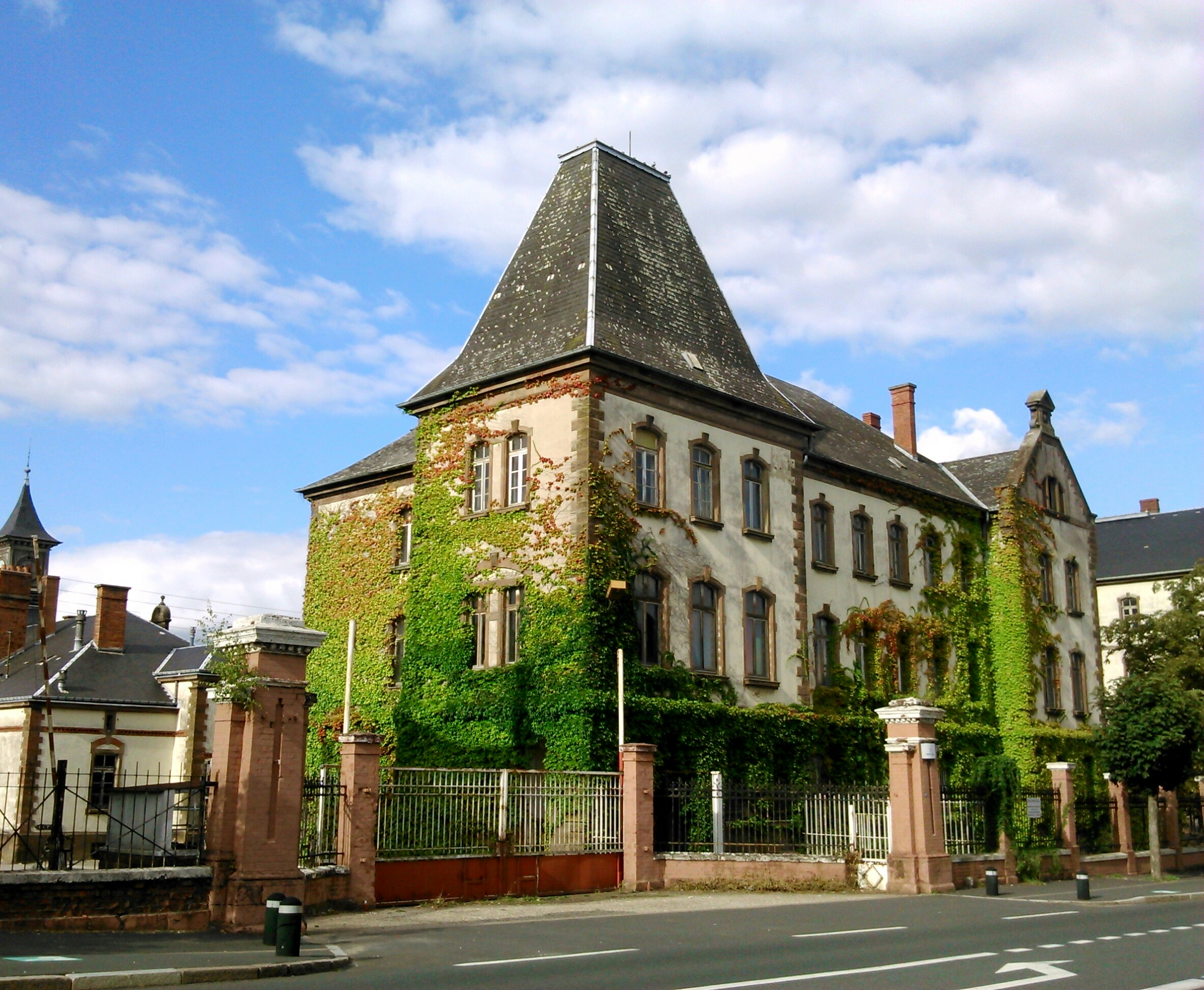
Quartier Dessirier.
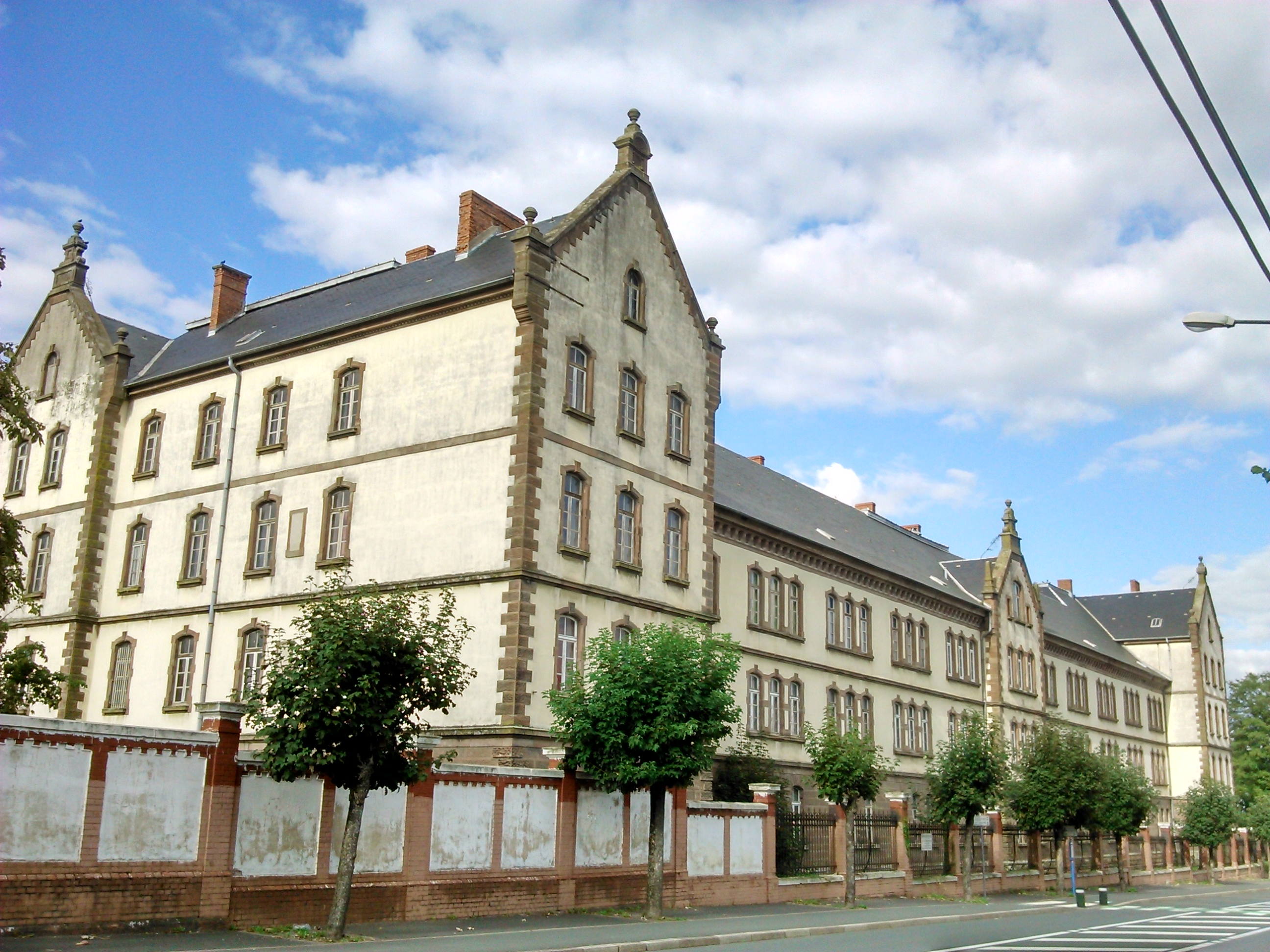
Quartier Dessirier.
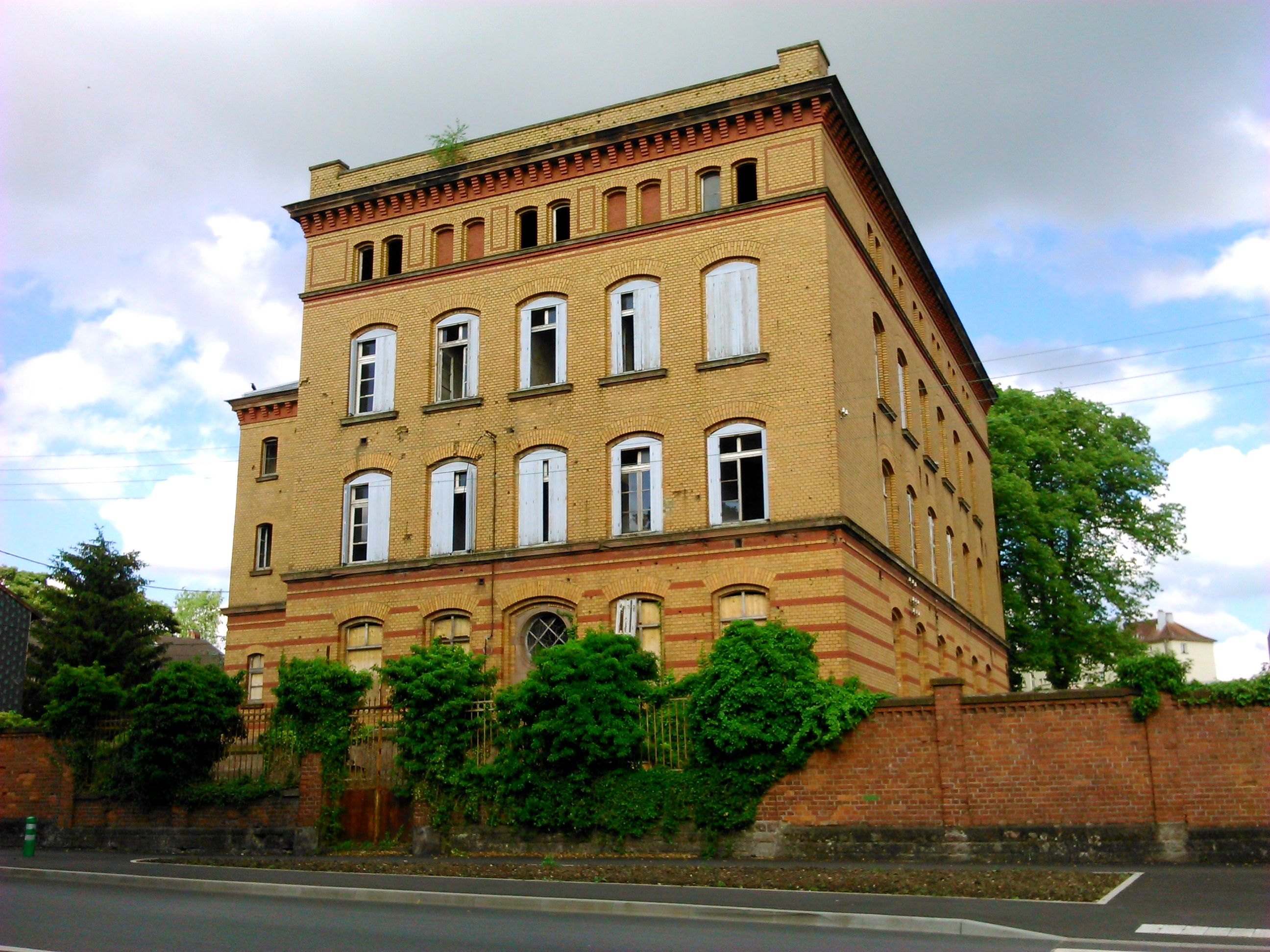
Bâtiment abandonné de l'hôpital militaire.

## Politique et administration

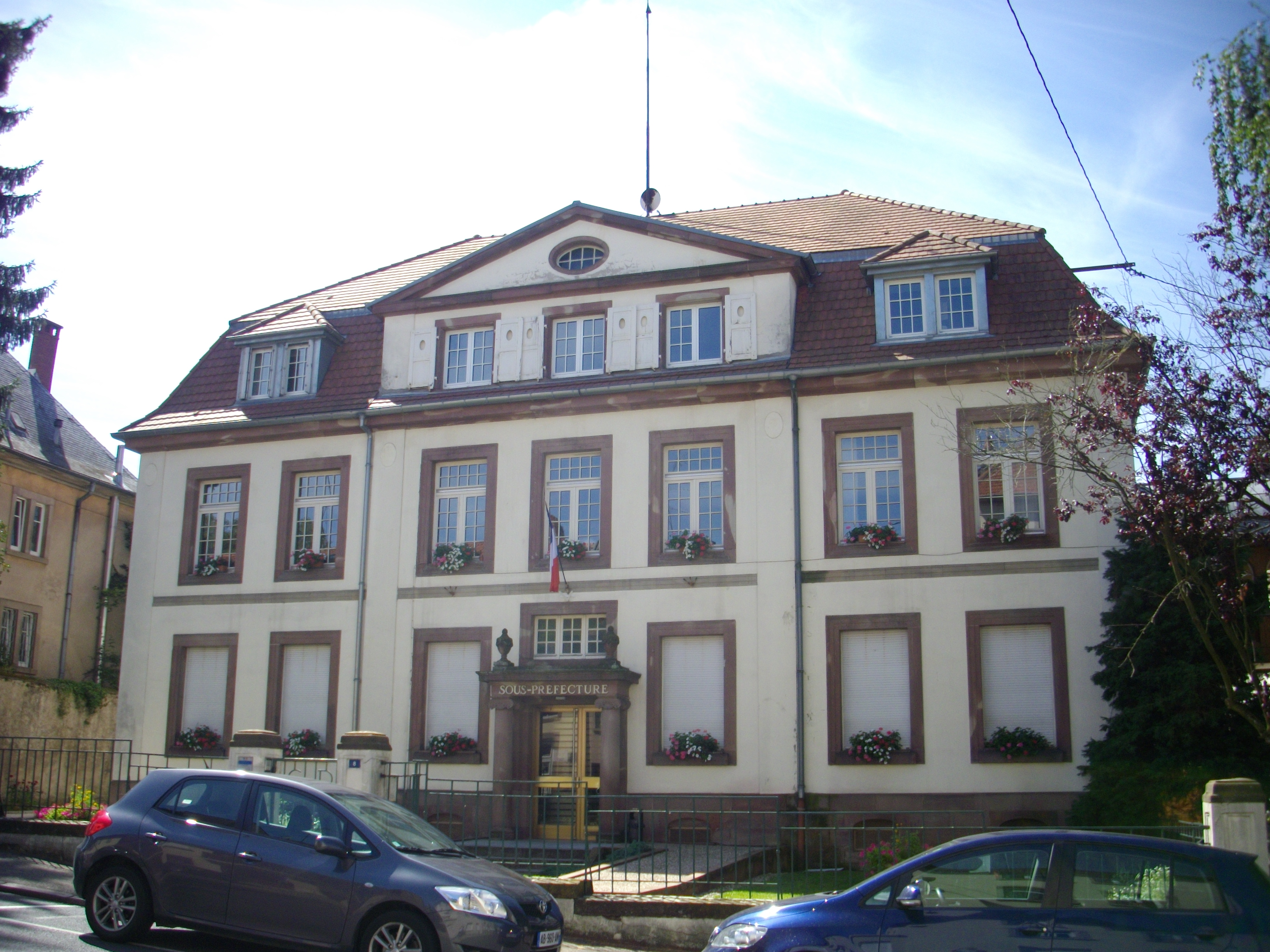
La sous-préfécture.

La commune a le statut de sous-préfecture. Les arrondissements de Sarrebourg et de Château-Salins ont été fusionnés le 1er janvier 2016 pour former l'arrondissement de Sarrebourg-Château-Salins.
La ville fait partie de la communauté de communes de Sarrebourg - Moselle Sud (CC SMS) à la suite de la fusion, le 1er janvier 2014, de la communauté de communes de l'agglomération de Sarrebourg et de la communauté de communes du Pays de Fénétrange. Le 1er janvier 2017, la CC SMS fusionne avec les communautés de communes de la Vallée de la Bièvre, de l'Étang du Stock, du Pays des étangs et des Deux Sarres.

### Tendances politiques et résultats
Tout au long de la IVe République, l'électorat sarrebourgeois reste remarquablement fidèle au Mouvement républicain populaire (démocrate-chrétien), dont Robert Schuman est la figure départementale. Après la guerre, le Rassemblement du peuple français (RPF) du Général de Gaulle trouve en Moselle un terreau favorable à sa montée en puissance, et les deux partis se retrouvent vite au coude-à-coude. Dans le même temps, le Parti socialiste fait pâle figure et la gauche (communistes et socialistes) peine à dépasser les 10 %.
L'avènement de la Ve République ne change pas énormément la donne ; le MRP laisse la place aux partis centristes unifiés sous la bannière de l'UDF, tandis que les gaullistes tentent eux aussi de fédérer leurs forces (UNR, UDR puis RPR en 1976, avant de devenir l'UMP puis LR). En 1968, Pierre Messmer, alors ministre des armées, est élu député, succédant au centriste Georges Thomas. Les équilibres ne sont pas bousculés au fil des scrutins mais évoluent plutôt en douceur. Gaullistes et centristes se taillent longtemps la part du lion, mais le Parti socialiste a bénéficié d'une dynamique de progrès : il dépasse les 20 % à partir de 1978 et frôle les 30 % aux législatives de 1981. Le Front national rencontre en Moselle un électorat fidèle, et y obtient même un député en 1986.
Longtemps, Sarrebourg a donc été le théâtre d'une guerre des droites opposant les centristes aux gaullistes, dont le point commun est de n'être pas libéraux et de profiter d'un fond démocrate-chrétien. Après 1995, la guerre se solde en partie sous l'action de Messmer, et le centre s'effondre définitivement face à la droite gaulliste. Le Parti socialiste semble quant à lui se stabiliser autour des 20 %.
Au niveau municipal, deux forces principales sont en présence : la majorité gaulliste menée par le député-maire, et une opposition classée à gauche et qui se revendique trans-partisane, réunie dans l'association Sarrebourg pour tous. L'extrême-droite a parfois fait figure de trouble-fête, mais n'a guère plus d'influence : elle n'était pas présente en 2008 et représentait 11 % des voix au premier tour des municipales de 2001 (avant de s'effondrer à 7 % et de se reporter en partie sur la droite). En 2014, avec 12 % des voix au second tour, elle obtient deux élus.
L'écart de voix entre la majorité et la liste d'union de la gauche n'a représenté, lors des élections municipales de 2001 et 2008, que 4 à 6 % des voix au premier tour, ce qui correspond au maximum à un peu moins de 300 voix. En 2014 toutefois, la liste majoritaire « Sarrebourg, notre unique ambition » devançait « Sarrebourg pour tous » de plus de 13 %, sous l'effet conjugué du rejet national de la gauche et de la présence d'une liste du Front national captant une part des voix contestatrices.

### Liste des maires
| Période                                  | Période        | Identité                 | Étiquette                     | Qualité |
| ---------------------------------------- | -------------- | ------------------------ | ----------------------------- | --- |
| novembre 1791                            | septembre 1792 | Joseph-Antoine Lottinger |                               | |
| septembre 1865                           | juin 1872      | Alexandre Hertz          |                               | |
| novembre 1918                            | mai 1935       | Joseph Piffert           |                               | |
| mai 1935                                 | juin 1940      | Émile Peter              | URD puis PSF (anticommuniste) | Fonctionnaire administratif Député de la Moselle (1928-1940) Conseiller général (1925-1940) |
| novembre 1944                            | mars 1959      | Émile Peter              | Droite                        | |
| septembre 1959                           | mars 1971      | Alphonse Stock           |                               | |
| mars 1971                                | mars 1989      | Pierre Messmer           | UDR puis RPR                  | Premier ministre (1972 → 1974) Député de la 8e circonscription de la Moselle (1968, 1973 puis 1974 → 1988) Conseiller général du canton de Réchicourt-le-Château (1970 → 1982) Conseiller régional de Lorraine (1968 → 1992) |
| mars 1989                                | En cours       | Alain Marty              | RPR puis UMP-LR               | Gynécologue obstétricien Député de la 4e circonscription de la Moselle (2002 → 2017) Conseiller général du canton de Sarrebourg (1998 → 2002)                                                                                |
| Les données manquantes sont à compléter. |                |                          |                               | |

### Santé
La capacité d'accueil du centre hospitalier Saint-Nicolas de Sarrebourg est de 147 lits et 7 places.
Le premier hôpital de Sarrebourg fut construit en 1173, à proximité de la Sarre, par l’évêque Frédéric de Pluvoise. Il est ensuite transféré place du Marché dans un bâtiment construit par les chevaliers teutoniques. En 1506 il prend le nom de Saint-Nicolas, après un nouveau transfert aux abords de l'actuelle place Wilson. L'hôpital change encore une fois d'emplacement en 1756, et s'installe rue de la Marne, dans la maison du Lion d'or. L'actuel hôpital est construit en 1899 pendant l'annexion allemande. Il assumait à l'origine les fonctions d'hôpital civil et d'hôpital militaire, et cela jusqu'à la construction du nouvel hôpital militaire de Sarrebourg.
En 1956, un centre de pneumo-phtisiologie est construit à Hoff, appelé communément sanatorium de Sarrebourg. Celui-ci est alors indépendant de l'hôpital Saint-Nicolas.
En 1982, l'hôpital Saint-Nicolas rachète la clinique de Phalsbourg. Les activités de cette dernière sont transférées à Sarrebourg en 1991.
L'hôpital Saint-Nicolas et le centre hospitalier spécialisé de Hoff fusionnent en 1998.
La fermeture définitive de l'hôpital de Hoff est annoncée en décembre 2014. Les derniers patients sont transférés au centre de rééducation de Niderviller en mai 2019.

### Sécurité
Présence d'un commissariat de police, d'une police municipale et d'une compagnie de Gendarmerie départementale.
En juillet 2024, le commissariat de police quitte ses locaux vétustes de la rue Robert Schuman pour s'installer au sein l'ancienne mairie.
Principaux crimes et délits à Sarrebourg pour 1000 habitants :
| Délits / crimes en 2014              | Sarrebourg et 3 autres communes | Equivalent pour 1 000 habitants (‰) |
| ------------------------------------ | ------------------------------- | ----------------------------------- |
| Violences aux personnes              | 103                             | 6,16 ‰                              |
| Vols et dégradations                 | 543                             | 32,49 ‰                             |
| Délinquance économique et financière | 56                              | 0,06 ‰                              |
| Autres crimes et délits              | 115                             | 6,88 ‰                              |

### Justice
Le tribunal d'instance est situé avenue Clemenceau.

## Population et société
L'aire urbaine de Sarrebourg, avec un pôle urbain constitué de 14 communes, comptait 36 862 habitants en 1999.
En 2011, l'arrondissement de Sarrebourg comptait 64 478 habitants.
En 2016, le territoire de Sarrebourg enregistre le taux de pauvreté le plus faible du département (11,9 %).
La ville a été la destination d'une immigration turque dans les années 1970, majoritairement en provenance d'Anatolie centrale[réf. souhaitée].

### Religions

#### Judaïsme
Il existait une communauté juive ashkénaze importante à Sarrebourg avant la Seconde Guerre mondiale, bien insérée dans la classe marchande comme en témoignent les registres de commerce.
L'antériorité de l'implantation juive dans la ville nous est inconnue mais on peut supposer qu'elle était ancienne comme dans la plupart des villes du Saint-Empire et de la Mitteleuropa.
Au début du XXIe siècle, le judaïsme a quasiment disparu mais la ville conserve toujours son unique synagogue construite au milieu du XIXe siècle.

#### Islam
L'islam est un fait récent à Sarrebourg, postérieur à la Seconde Guerre mondiale, et dû à l'arrivée de populations immigrées du Maghreb et de Turquie. La ville compte deux mosquées :
- la mosquée An-Nour – litt. « la lumière » en arabe – d'une capacité de 200 personnes, elle est majoritairement fréquentée par la communauté maghrébine ;
- la mosquée Al-Fath – litt. « la victoire éclatante » en arabe – d'une capacité de 500 personnes, elle est gérée par l'association « Amitié franco-turque » de Sarrebourg affiliée au Ditib de Strasbourg[68], c'est-à-dire l'Union turco-islamique des affaires religieuses qui dépend directement de la Présidence des Affaires religieuses de l'État turc.

### Démographie
L'évolution du nombre d'habitants est connue à travers les recensements de la population effectués dans la commune depuis 1793. Pour les communes de plus de 10 000 habitants les recensements ont lieu chaque année à la suite d'une enquête par sondage auprès d'un échantillon d'adresses représentant 8 % de leurs logements, contrairement aux autres communes qui ont un recensement réel tous les cinq ans,.

En 2022, la commune comptait 12 274 habitants, en évolution de +2,39 % par rapport à 2016 (Moselle : +0,52 %, France hors Mayotte : +2,11 %).
| 1793  | 1800  | 1806  | 1821  | 1831  | 1836  | 1841  | 1846  | 1851  |
| ----- | ----- | ----- | ----- | ----- | ----- | ----- | ----- | ----- |
| 1 425 | 1 451 | 1 756 | 1 923 | 1 974 | 2 340 | 2 321 | 2 463 | 2 494 |

| 1856  | 1861  | 1871  | 1875  | 1880  | 1885  | 1890  | 1895  | 1900  |
| ----- | ----- | ----- | ----- | ----- | ----- | ----- | ----- | ----- |
| 2 929 | 3 073 | 2 860 | 3 273 | 3 842 | 3 869 | 5 445 | 8 698 | 9 178 |

| 1905  | 1910  | 1921  | 1926  | 1931  | 1936  | 1946  | 1954   | 1962   |
| ----- | ----- | ----- | ----- | ----- | ----- | ----- | ------ | ------ |
| 9 809 | 5 910 | 8 330 | 6 485 | 8 866 | 9 561 | 8 722 | 10 439 | 11 080 |

| 1968   | 1975   | 1982   | 1990   | 1999   | 2006   | 2011   | 2016   | 2021   |
| ------ | ------ | ------ | ------ | ------ | ------ | ------ | ------ | ------ |
| 11 413 | 12 615 | 12 699 | 13 311 | 13 330 | 12 722 | 12 398 | 11 987 | 12 359 |

| 2022   | - | - | - | - | - | - | - | - |
| ------ | - | - | - | - | - | - | - | - |
| 12 274 | - | - | - | - | - | - | - | - |

### Jumelage
Depuis 1952, la commune est jumelée avec son homologue allemande de Saarburg située en aval de la même rivière dans le Land de Rhénanie-Palatinat.

### Enseignement secondaire
- Collège et lycée Mangin ;
- Cité scolaire de la Mésange : collège Pierre-Messmer, lycée professionnel Dominique-Labroise et centre de formation d'apprentis ;
- Institution Sainte-Marie, le pensionnat est fondé en 1843, le bâtiment actuel est construit entre 1929 et 1931.

## Économie
La ville a été surnommée Sarrebourg la Marchande, « Kaufmann Saarburg », en raison de ses nombreux commerces et industries, :
- Amcor[73] — anciennement Morin puis Lawson Mardon — emballages ;
- Antenne de la Chambre de commerce et d'industrie de la Moselle ;
- Comptoir général du ressort[74], fabricant de ressorts ;
- Ferco, ferrures de bâtiment (à Réding), filiale du groupe allemand Gretsch-Unitas ;
- Mephisto[75], fabricant de chaussures ;
- Norma, l'enseigne de grande distribution allemande inaugure son siège social pour la France et un entrepôt logistique le 22 novembre 2019[76] ;
- Steelcase, mobilier de bureau ;
- Unicoolait — Union de Coopératives Laitières — fondée en 1948 à Buhl, elle s'installe à Sarrebourg en 1954[77] ;

Par ailleurs, l'agglomération compte quatre zones d'activité : Ariane (en partie sur le territoire de la commune de Buhl), de la Bièvre, Cap Ouest (en partie sur le territoire de la commune d'Imling), des terrasses de la Sarre et une zone industrielle.

### Industries disparues
- Brasserie de Sarrebourg, fermée en 1970 ;
- Lévêque, entreprise de travaux publics, de 1854 à 1984 ;
- Verreries Lorraines de Sarrebourg, de 1924 à 1979.

## Sports et loisirs
Un cyclo-cross de renommée s'y déroule, il a été le support de deux championnats de France de cyclo-cross en 1969 et 2002 et de deux manches du challenge la France cycliste de cyclo-cross en 2007 et 1999.
Le club Sarrebourg Moselle-Sud Handball (anciennement HBC Sarrebourg) évolue en Proligue. La commune compte aussi un club de football, le FC Sarrebourg.
Le club Athlétisme Sarreguemines-Sarrebourg et Arrondissements (ASSA) évolue en Nationale 1A aux championnats de France interclubs.
Sarrebourg dispose d'un golf et d'un centre aquatique.
Enfin l'aérodrome de Sarrebourg - Buhl ou aérodrome Henry-Metz, est situé sur le territoire de la commune voisine de Buhl.

### Cinéma
Le cinéma CinéSar, érigé sur le site de l'ancien hôpital militaire, comporte 5 salles et 829 fauteuils. Il a ouvert en mars 2014.

## Patrimoine
- Les vestiges des fortifications de la ville datées du XIIIe siècle ; deux tours et remparts attenants du jardin de la Liberté (classés en 1908) ; tours et remparts de l'avenue Poincaré (classés en 1980). Ces vestiges font partie des fortifications de la ville érigées au milieu du XIIIe siècle par Jean d'Apremont, évêque de Metz. D'un périmètre de 1 670 mètres, elles ceinturaient la ville et étaient flanquées de 26 tours. La Nieder Thor permettait d'accéder au pont sur la Sarre, la Howerringer Thor se trouvait au nord et la Luppinger Thor au sud. Un château épiscopal se dressait en haut de l'actuel jardin de la Liberté et contrôlait la porte de la Schantz qui donnait accès à la route de Saverne[81] ;
- l'hôtel de Custine - 11 place Pierre Messmer - ancienne résidence du comte de Custine, seigneur de Niderviller, construit au XVIIe siècle puis ancien tribunal ; aujourd'hui hôtel de ville.
- l'hôtel de Saintignon - aux 13-15 rue de la Paix et 3 rue Foch - construit au XVIIIe siècle par Marie-Joseph-Maurice de Saintignon dont le portail est fermé depuis 1986 par une grille du sculpteur Sandor Kiss ; aujourd'hui bibliothèque municipale « Pierre Messmer » (classé MH en 1992) ;
- l'ancien lavoir et le déversoir de la Sarre. L'usine d’électricité, démolie en 1974, se trouvait juste à côté. Le déversoir est restauré en 1986 ;
- le musée du pays de Sarrebourg, créé en 1905, il emménage dans un nouveau bâtiment rue de la Paix en 2003 ;
- le parcours des sculptures, comportant une vingtaine d’œuvres disséminées dans le centre-ville[82].

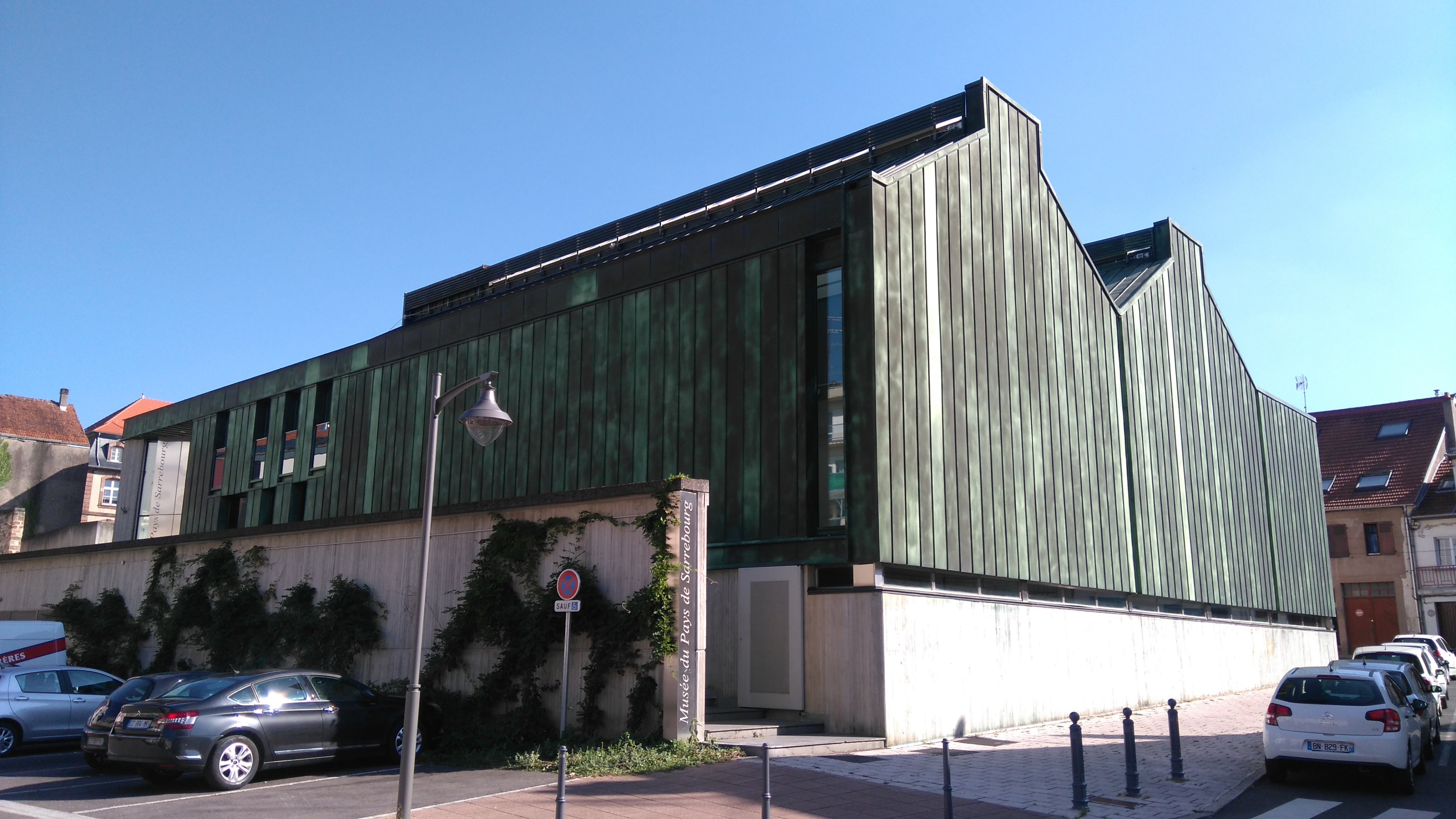
Le musée du pays de Sarrebourg.
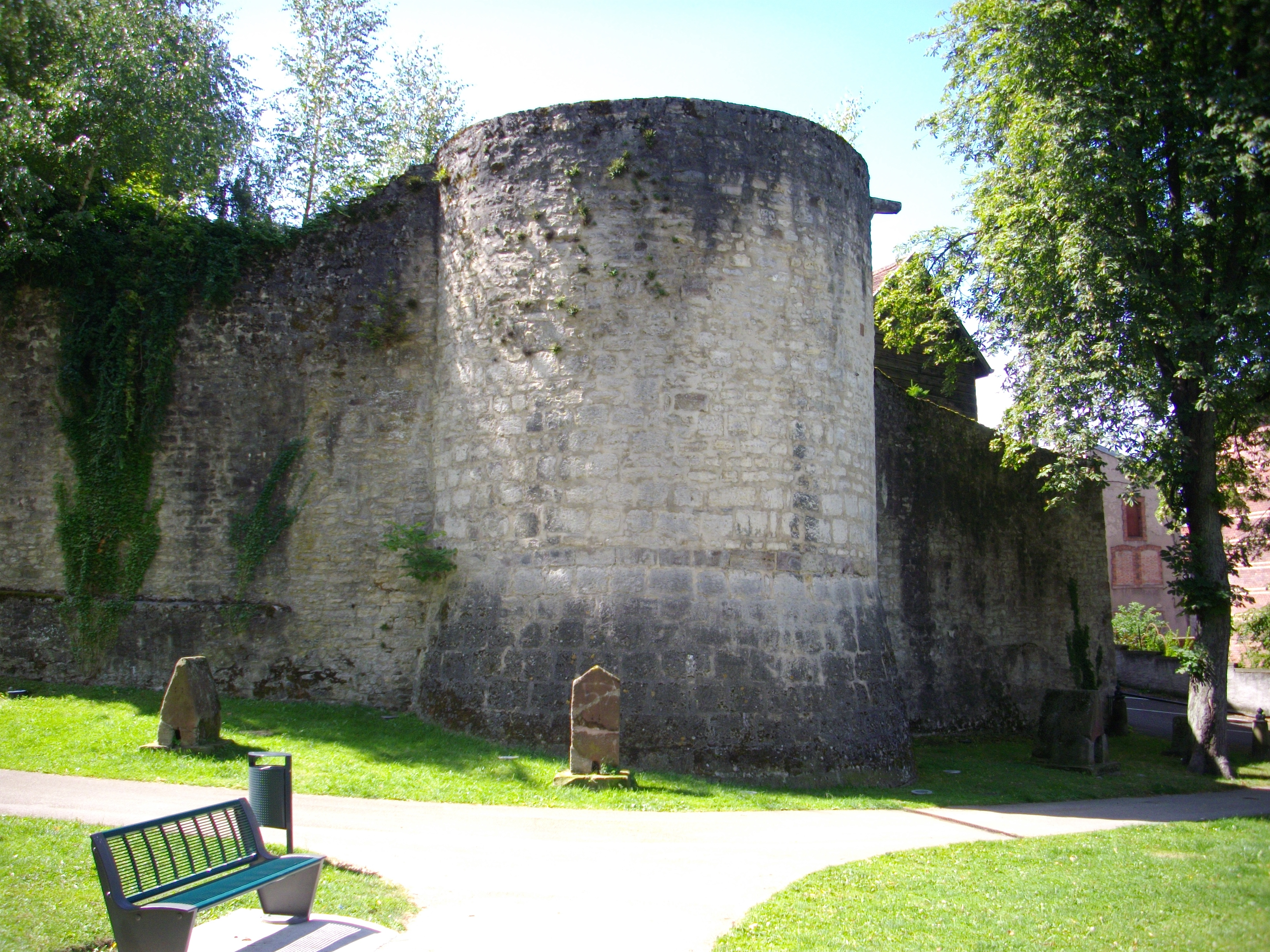
Vestiges des fortifications et stèles mérovingiennes.
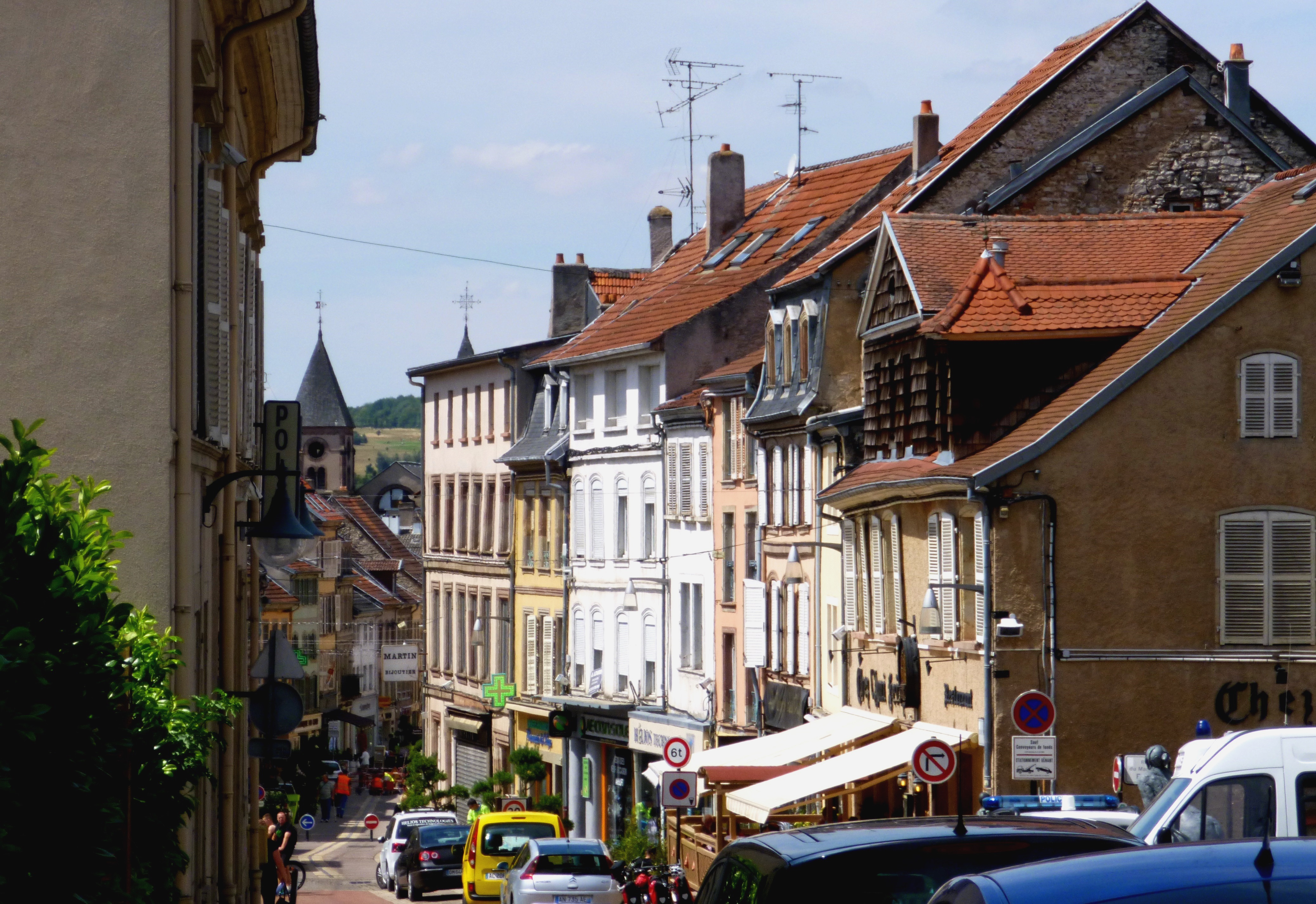
La Grand'rue et le centre-ville.
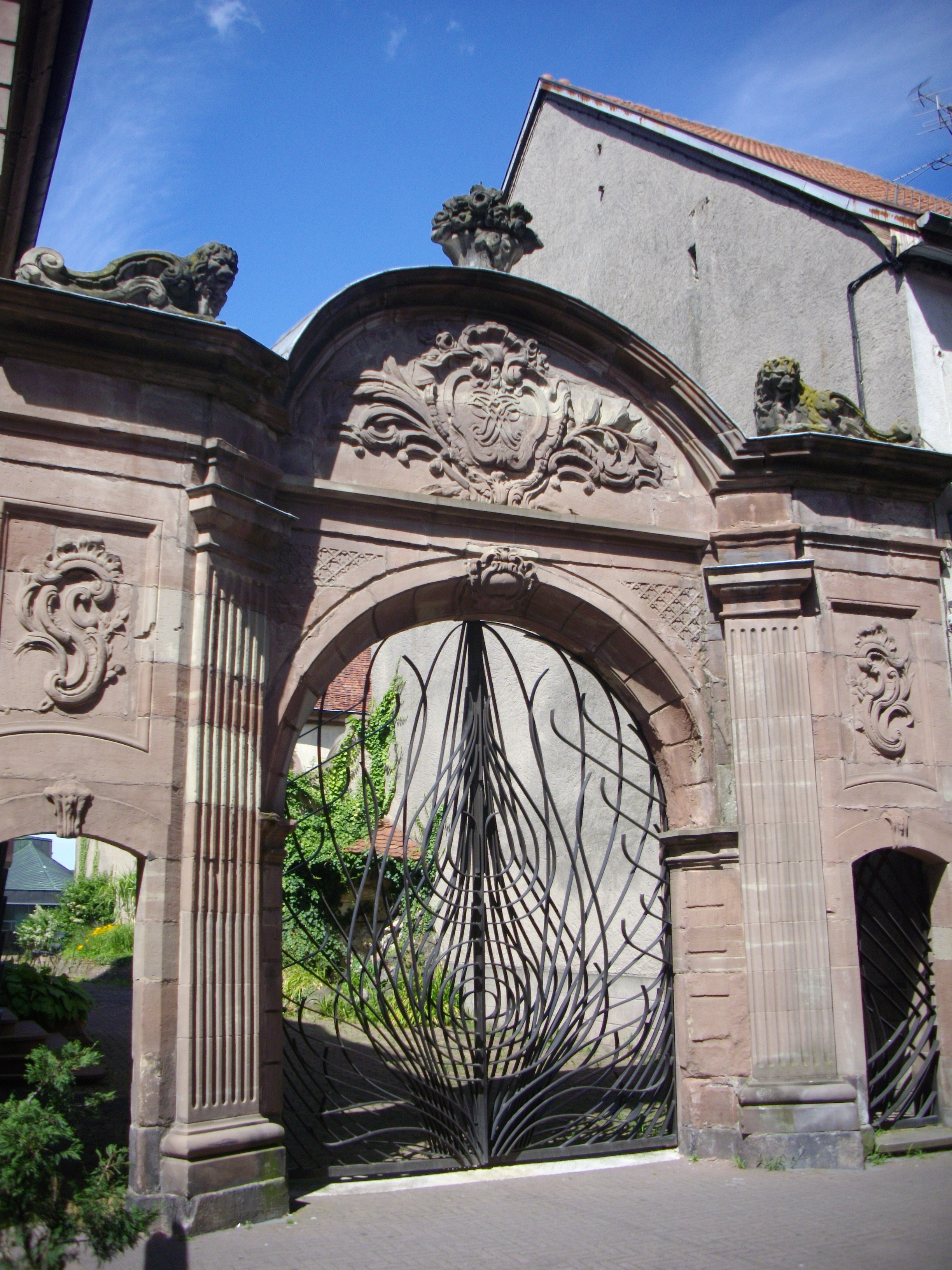
Le portail de l'hôtel de Saintignon.
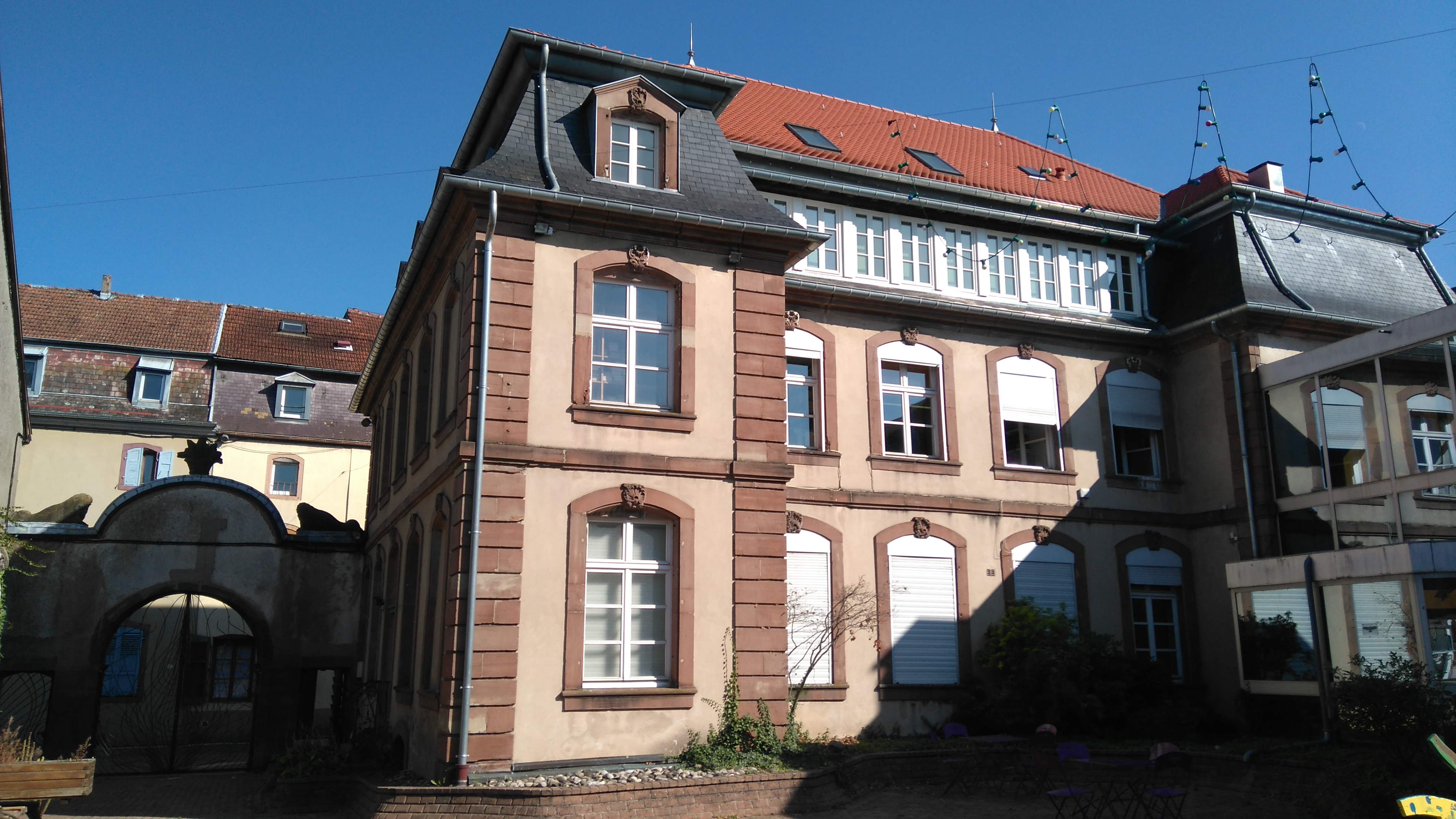
L'hôtel de Saintignon.
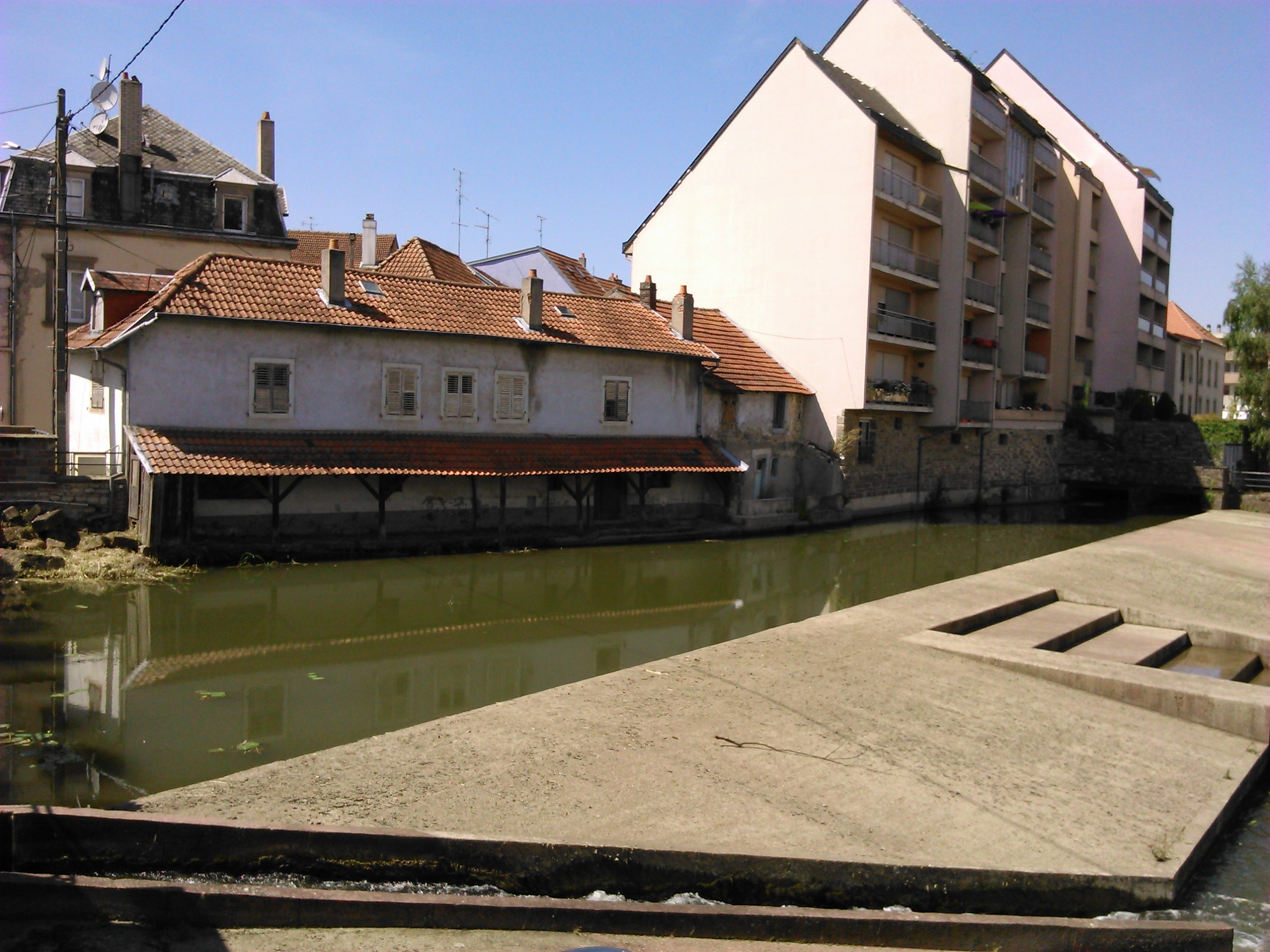
L'ancien lavoir.
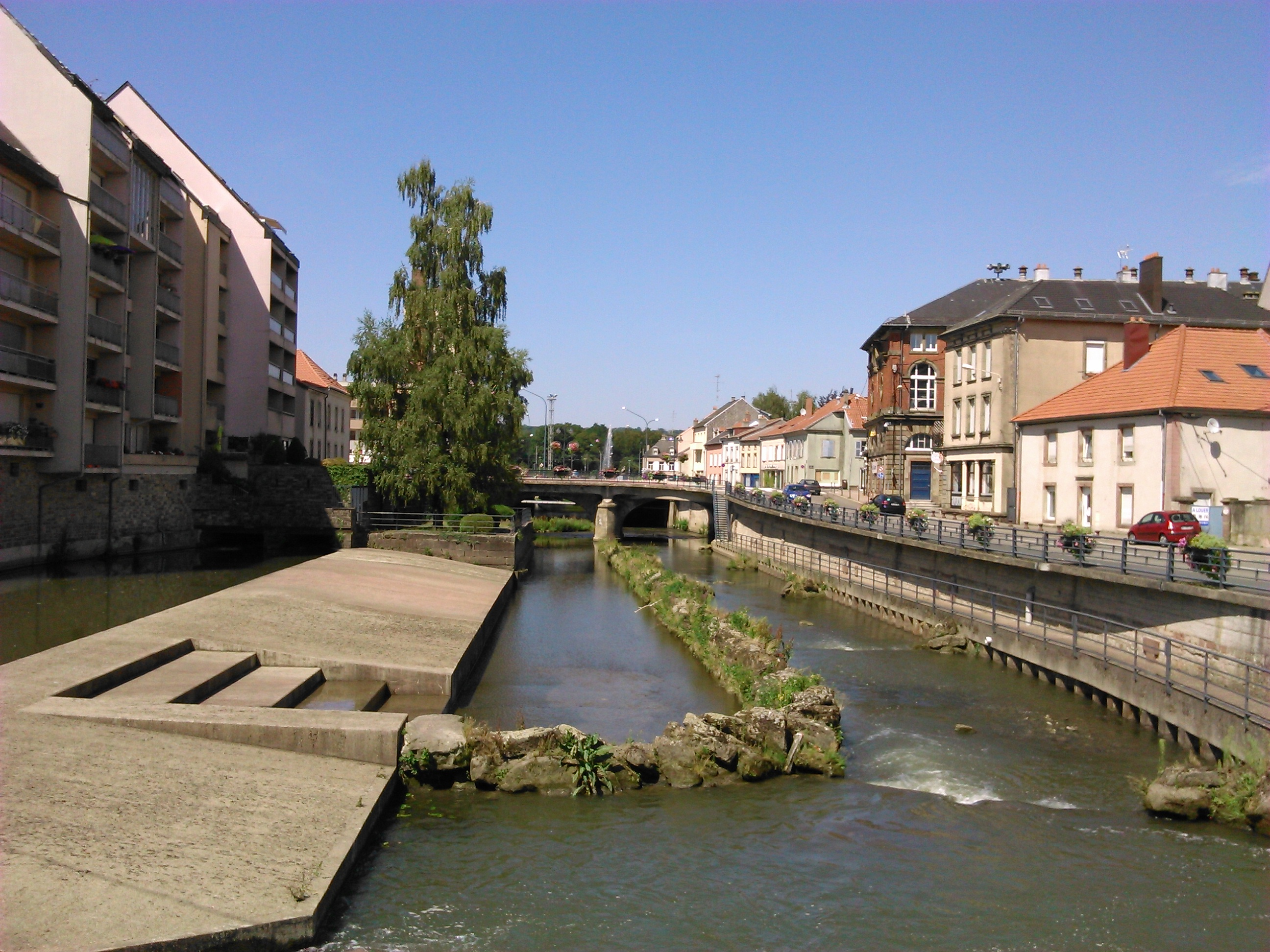
Le déversoir de la Sarre.

### Héritage de l'annexion allemande de 1871
- La villa Weiherstein ou Weyerstein - 31 avenue Gambetta -  construite par les propriétaires de l'brasserie de Sarrebourg sur le site d'un ancien couvent dominicain du XIIIe siècle (inscrit MH en 1983) ;
- l'hôtel des Postes impériales ou Kaiserliches Postamt - 15 avenue de France - construit en 1881 en face de l'ancienne gare de 1851 aujourd'hui disparue ;
- l'ancien cinéma Le Lorrain - avenue Poincaré - construit en 1912 appartenant au Sezessionsstil viennois (art nouveau) d'abord salle de théâtre et de spectacles, puis cinéma avant d'être remplacé en 2014 par le nouveau cinéma CinéSar ;
- le casino, bâtiment construit à la demande de l’archiprêtre Pierre Küchly entre 1888 et 1892 pour accueillir des organisations de jeunesse. Il intègre une ancienne tour des fortifications ;
- la halle du marché et salle des fêtes, la halle aux grains est construite en 1824 puis agrandie en 1840. Elle est rehaussée d'un étage comportant une salle des fêtes en 1894 ;
- l'hôpital Saint-Nicolas - 25 avenue du Général-de-Gaulle - construit en 1899 ;
- l'ancienne mairie - 1 avenue du Général-de-Gaulle - actuel commissariat de police.

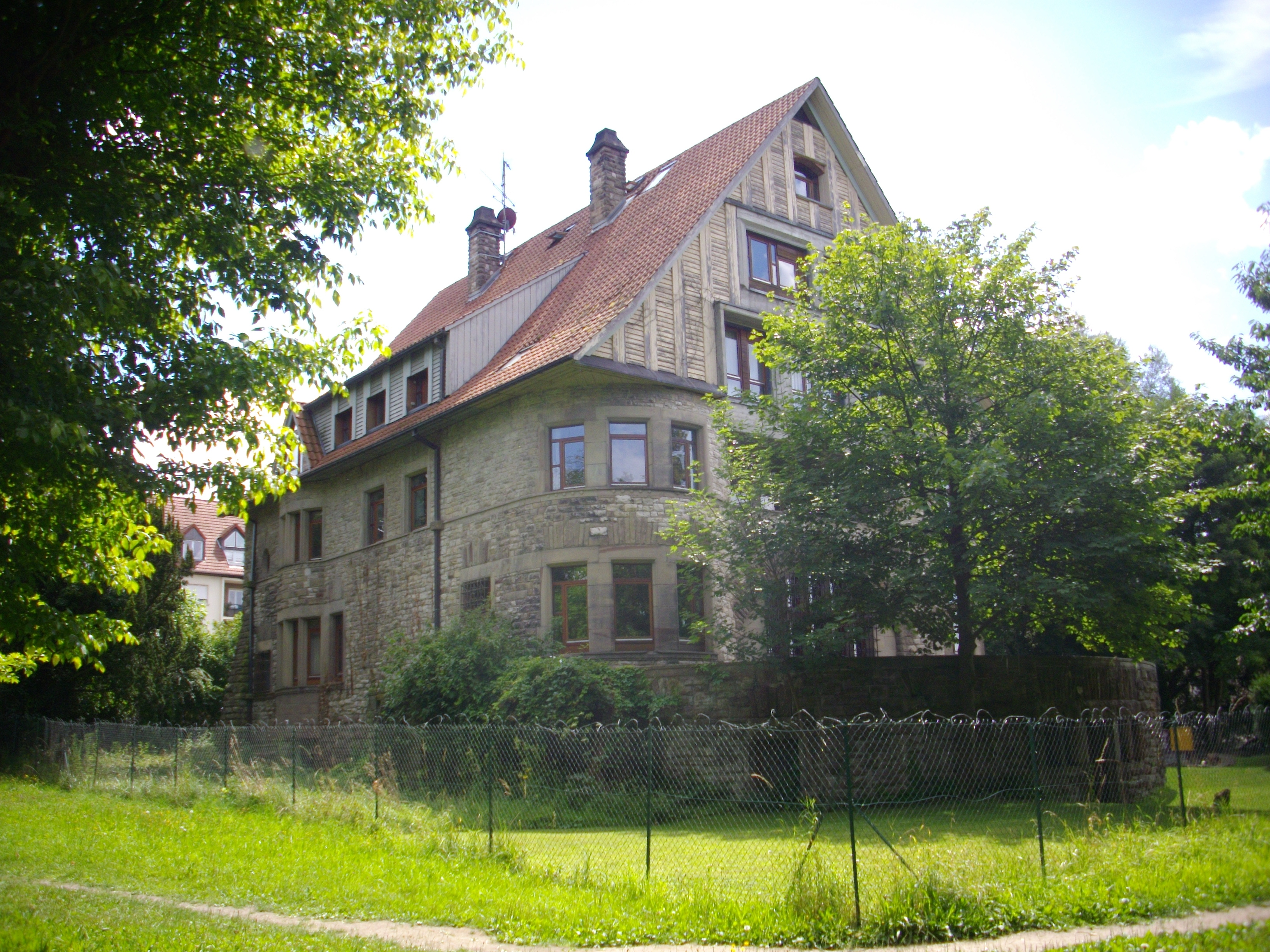
La villa Weyerstein.
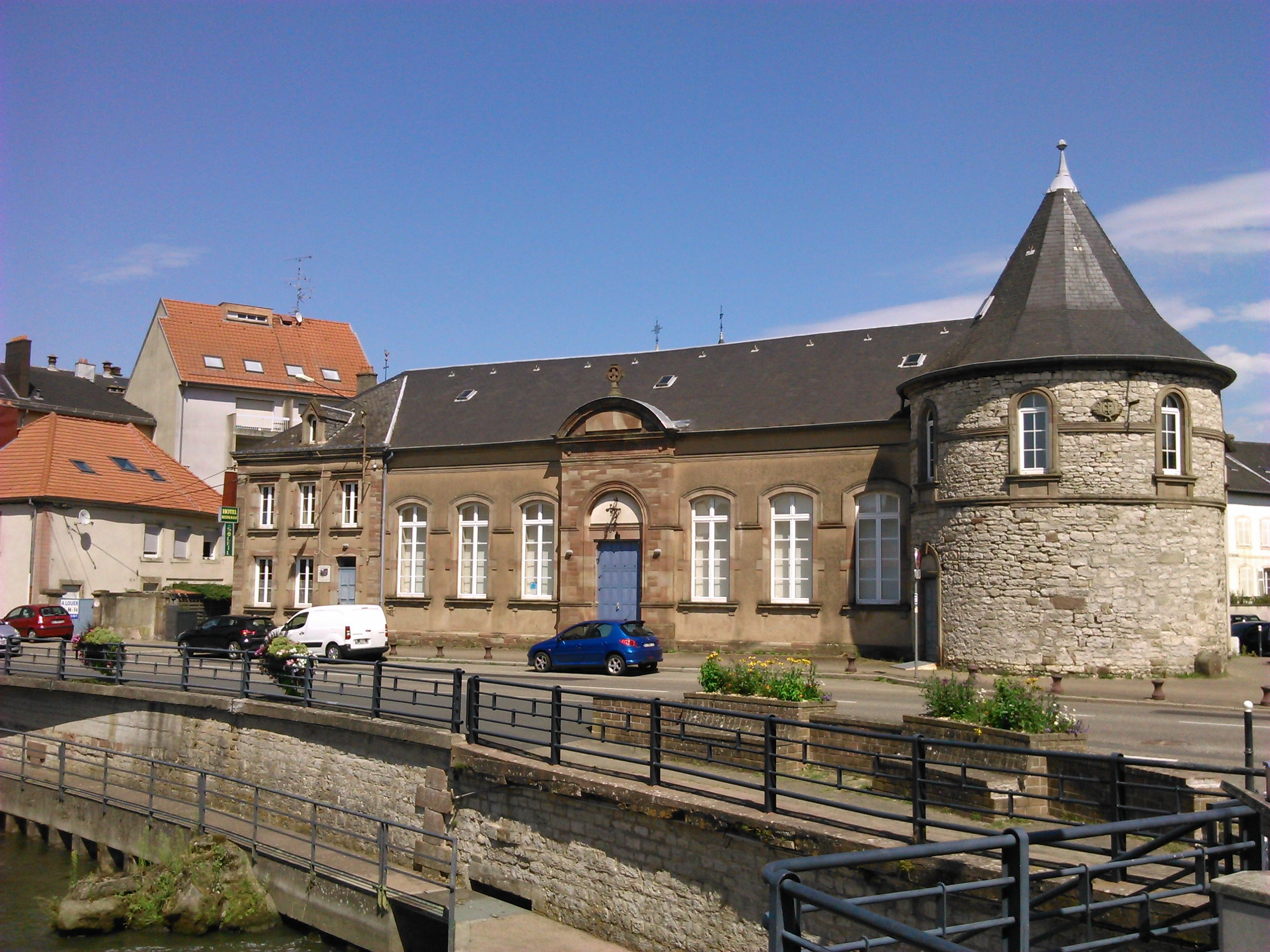
Le casino.
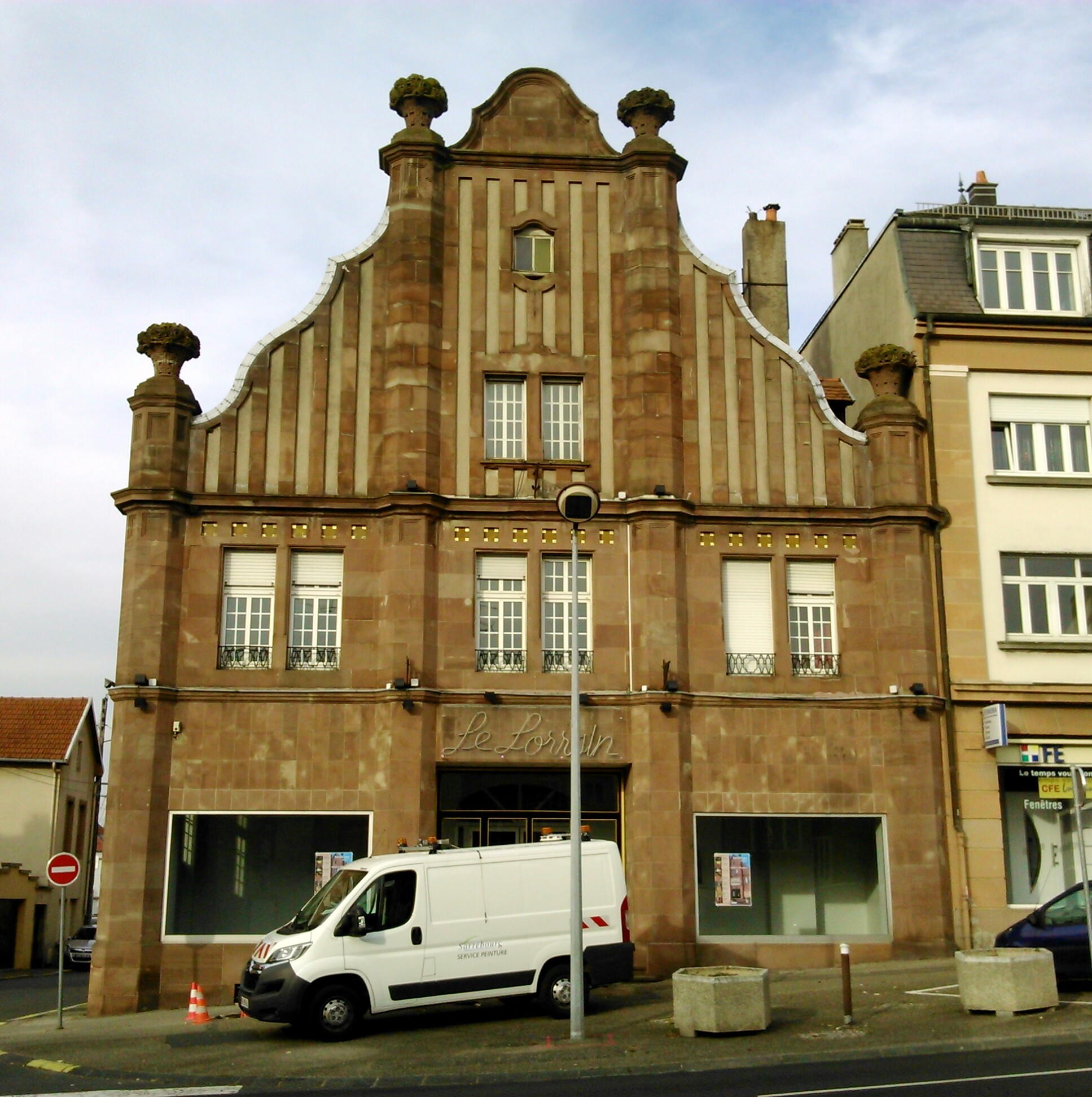
L'ancien cinéma Le Lorrain.
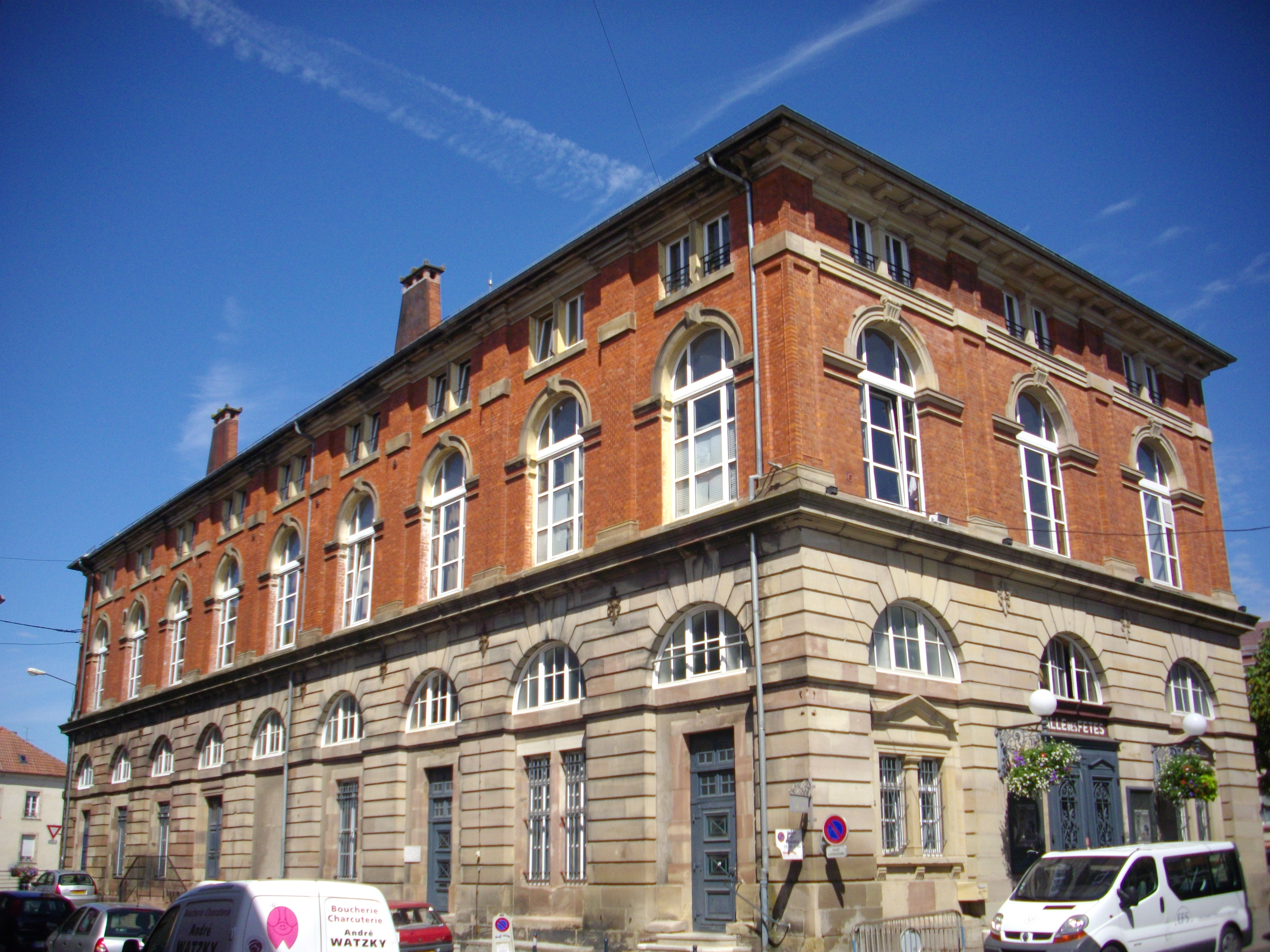
Halle du marché et salle des fêtes.
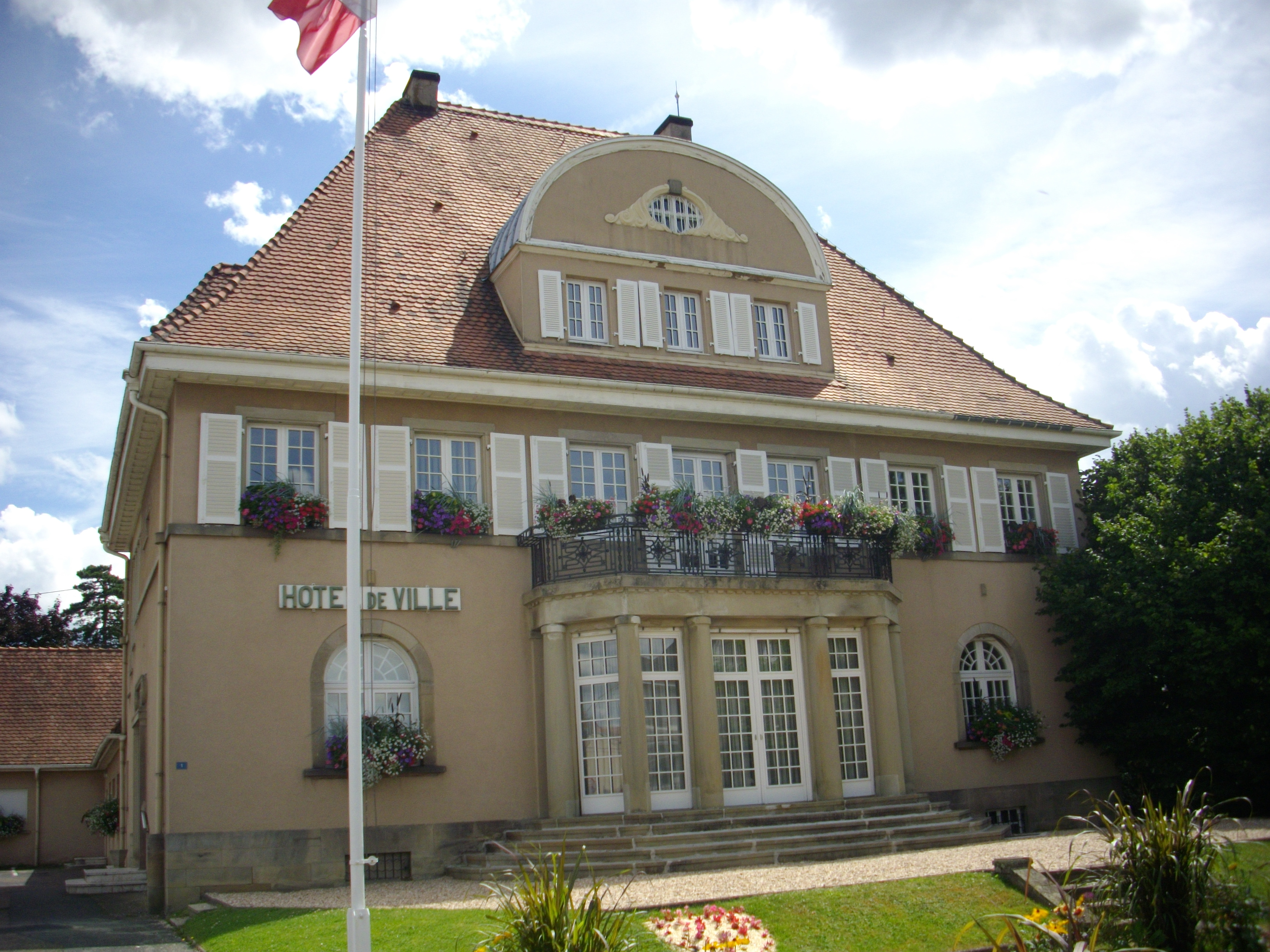
Le commissariat de police est installé dans l'ancienne mairie.

### Quartier de la gare construit dans les années 1920
- L'actuelle gare débutée en 1911 et inaugurée en 1923 ;
- l'immeuble de la brasserie « l'Excelsior » qui lui fait face ;
- l'ancienne Poste - rue de la Poste - de style néo-baroque[Note 11].

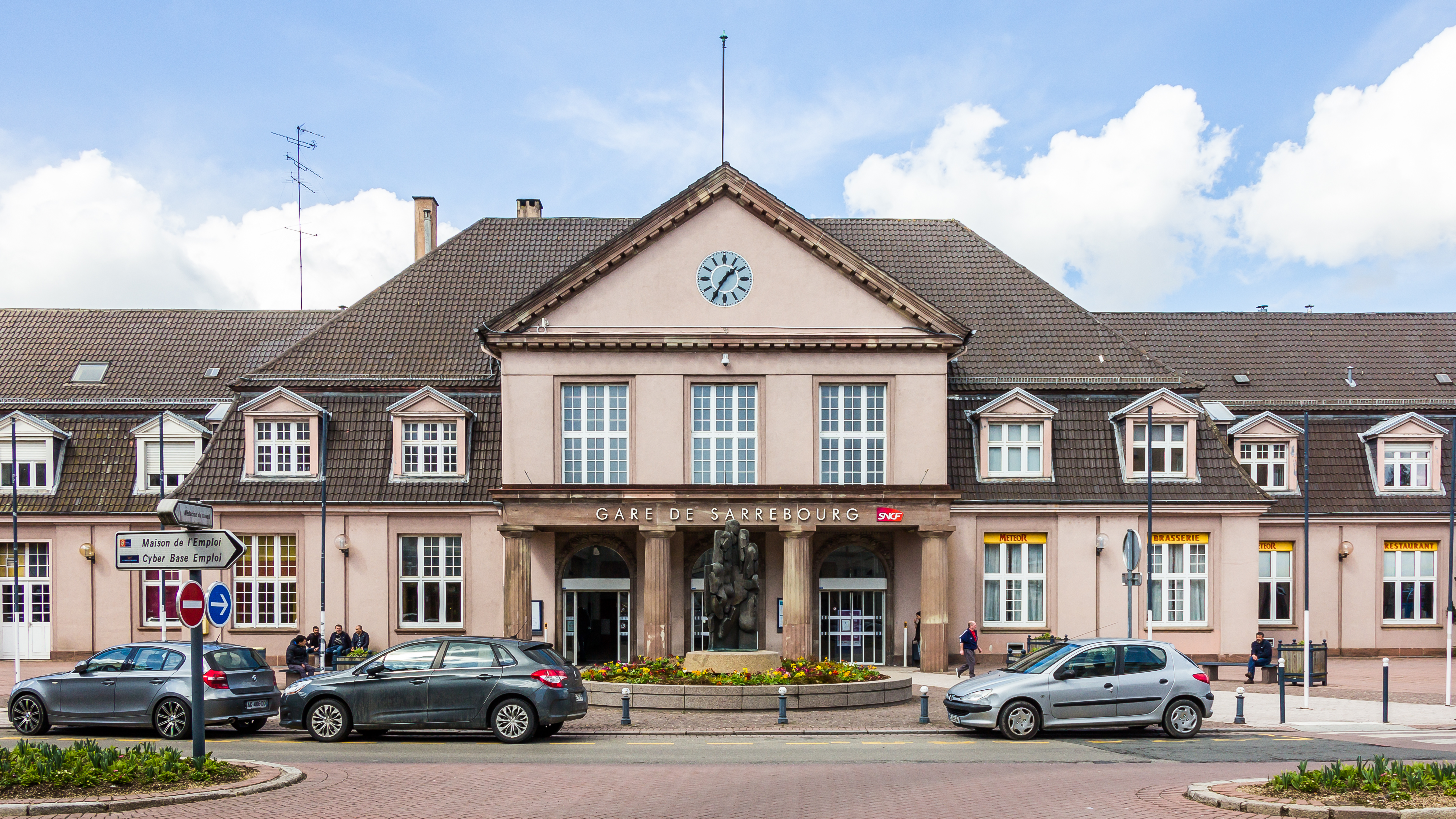
La gare.
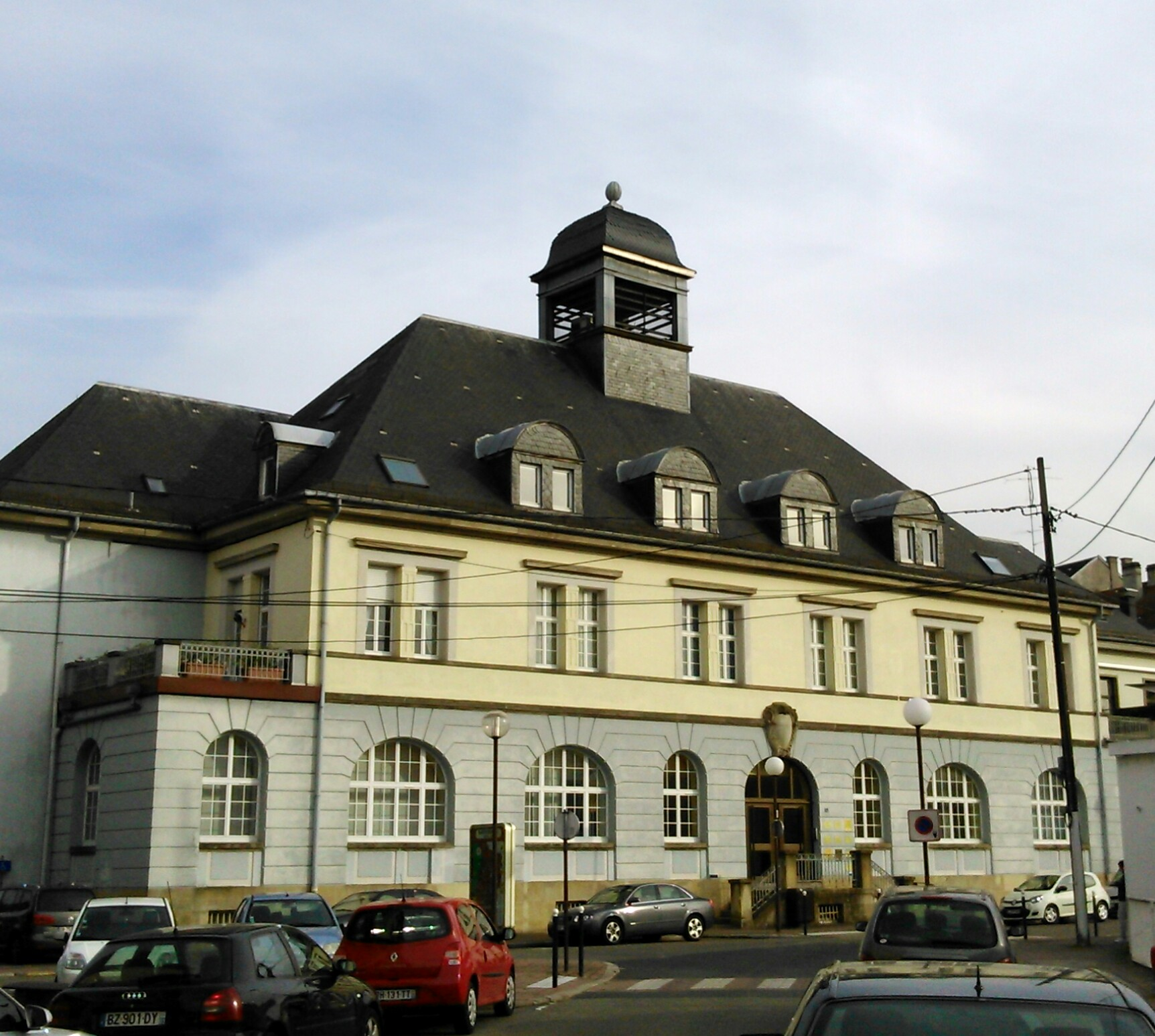
L'ancienne Poste.

### Monuments divers
- le monument aux morts, place Pierre Messmer, inauguré le 17 août 1924 ;
- le monument du général Mangin, réalisé par Charles Gern, jardin de la Liberté ;
- le monument de la 1re armée française, situé en bordure de la route nationale 4 près de la rue de Niderviller. Ce monument a été érigé par le 22e régiment d'infanterie en 1919 en mémoire des soldats français tombés lors de la bataille de Sarrebourg du 18 au 20 août 1914. Il fut inauguré le 2 septembre 1930 en présence du général Reibell qui commandait la 31e brigade lors de la bataille. Le monument a été déplacé à son emplacement actuel en 1998[83] ;
- le monument du 1er régiment d'infanterie, rue de Lunéville. Réalisé par le sculpteur Eric Alvarez et inauguré le 20 juin 2017, il célèbre les cinquante années de présence du régiment à Sarrebourg[84].
- Sculpture monumentale de Pierre Messmer signée par le sculpteur Jivko est installée depuis 2016 devant le vitrail de Marc Chagall de La Chapelle des Cordeliers [85],[86].

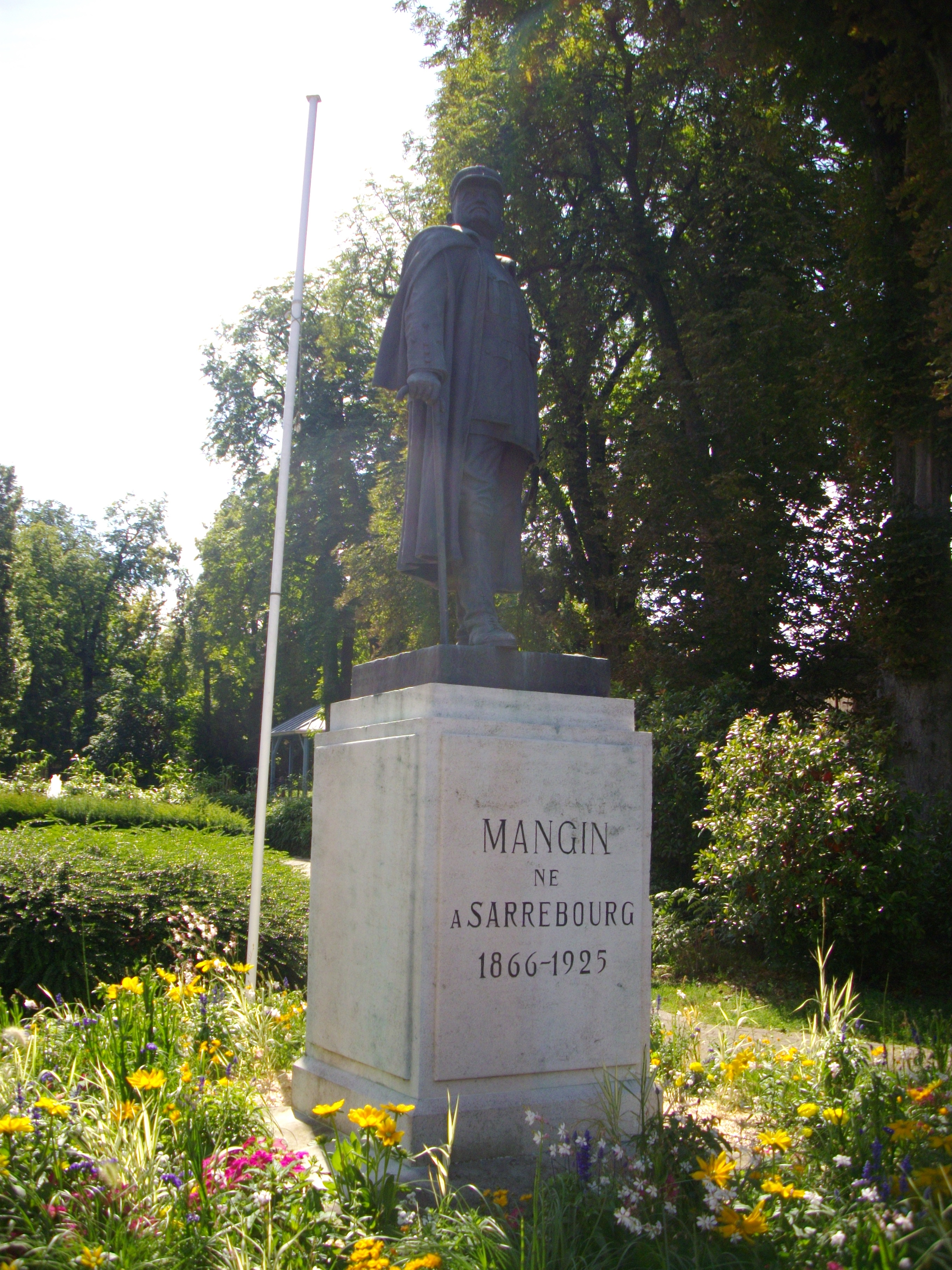
Le monument du général Mangin.
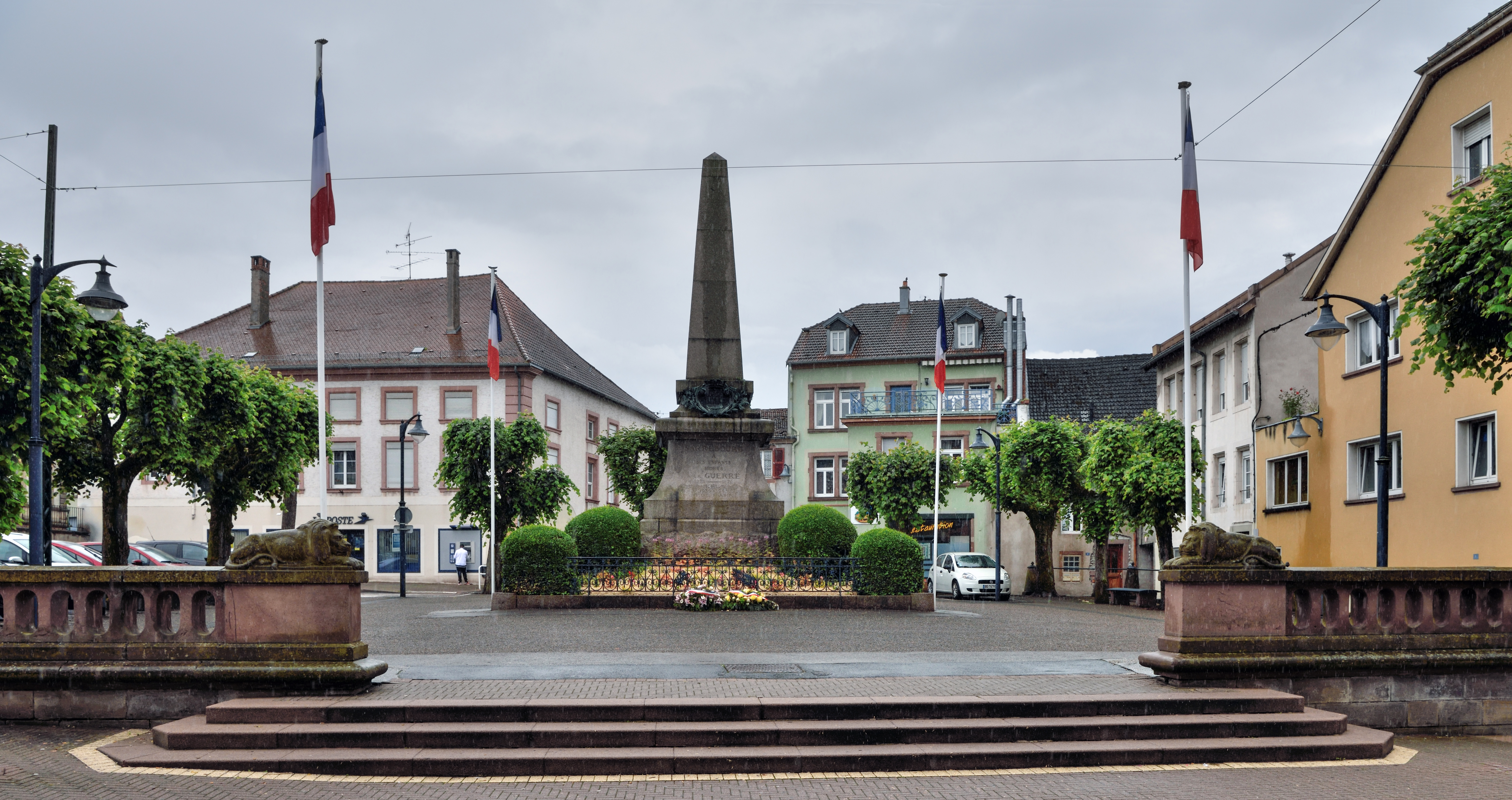
Le monument aux morts.

### Patrimoine religieux
- L'église Saint-Barthélémy, ancienne collégiale Saint-Étienne, baroque 1770 ; élevée une première fois à l’époque mérovingienne à l’emplacement de l’actuelle église paroissiale (place du Marché), puis reconstruite en ce lieu au XIIIe siècle ; dédiée à saint Barthélemy en 1802, la seconde tour et le porche sont réalisés en 1876 ;
- l'église Saint-Martin de Hoff, reconstruite en 1914 : clocher roman ; autel de Labroise XVIIIe siècle, 2 statues XVe siècle ;
- l'église protestante réformée, néo-gothique, avenue Joffre, construite entre 1896 et 1898. Elle remplace l'ancienne église protestante érigée en 1863 à l'angle des actuelles rue Foch et Robert Schuman et démoli en 1896[87] ;
- la synagogue - 12 rue du Sauvage - érigée en 1846 (inscrit MH en 1984) ;
- la chapelle des Cordeliers - aujourd'hui désacralisée - construite au XIIIe siècle par l'ordre franciscain et ornée du vitrail La Paix œuvre de Marc Chagall livrée en 1976 (inscrit MH en 1992) ;
- la chapelle Notre-Dame-de-la-Pitié, rue de la Chapelle, quartier du Winkelhof. En 1173, l'évêque de Metz fait bâtir un hôpital, comportant une chapelle, à l'entrée ouest de la ville. Reconstruite après la Révolution française, elle fut déplacée en 1851 et en 1921 lors de la construction du chemin de fer puis du pont métallique[88] ;
- la chapelle Saint-Roch, quartier de la Maladrie. En 1222, les chevaliers teutoniques installèrent une commanderie à Sarrebourg et une léproserie (ou « maladrerie ») à l'extérieur des murs de la ville. La chapelle de l'ancienne léproserie est aujourd'hui dédiée aux saints Wendelin, Lazare et Roch[89] ;
- le couvent de Saint-Ulrich et sa chapelle, cet ancien couvent du XIXe siècle, situé juste à côté de la villa gallo-romaine, a été racheté par la ville de Sarrebourg en 1998 qui l'a rénové afin d'en faire un lieu d'accueil consacré à la musique et un hôtel[90] ;
- le Sacré-cœur de Hoff, monument réalisé par les paroissiens sur les hauteurs de l'ancien village de Hoff en 1918[91].

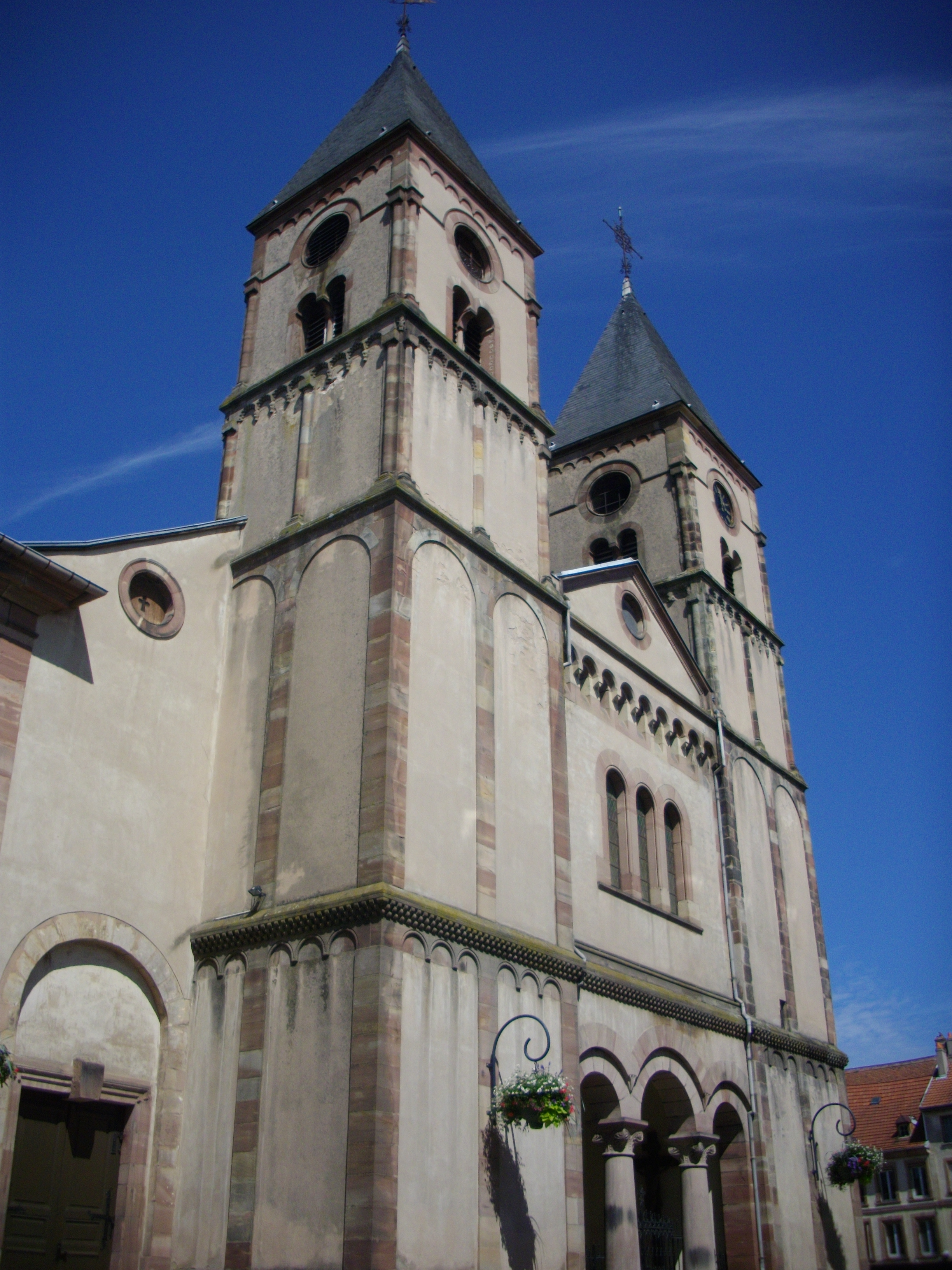
L'église Saint-Barthélémy.
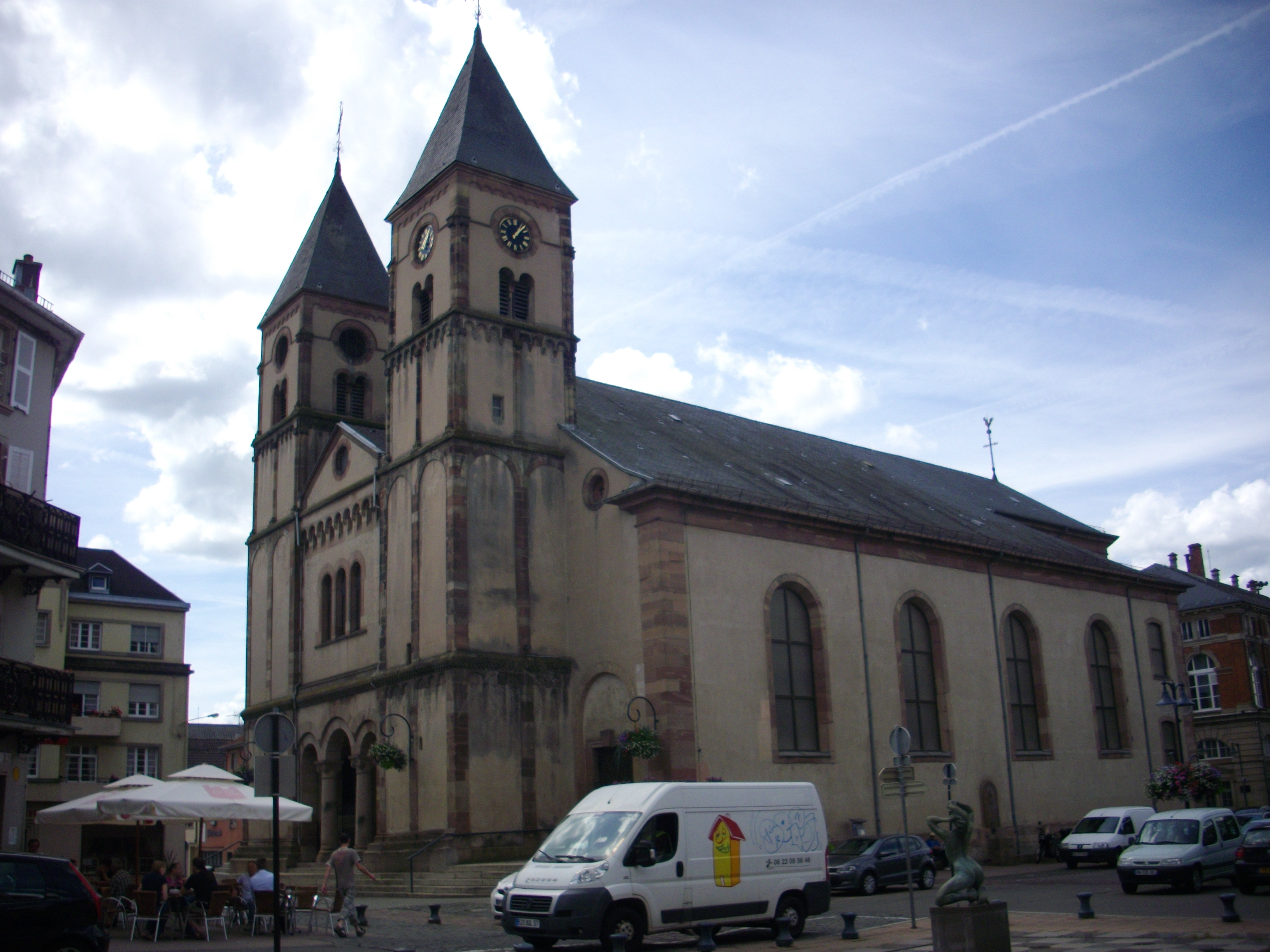
L'église Saint-Barthélémy.
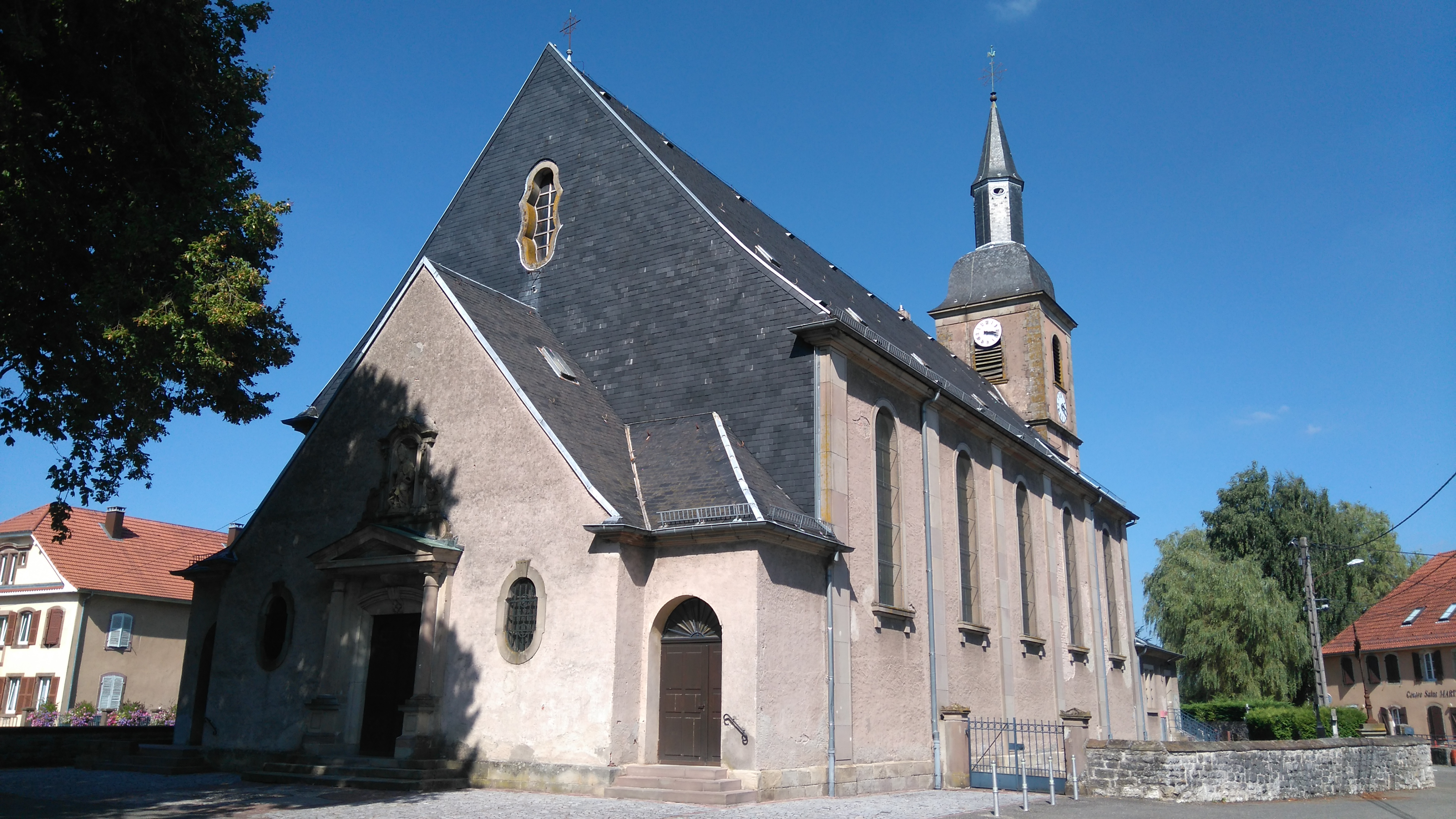
L'église Saint-Martin à Hoff.
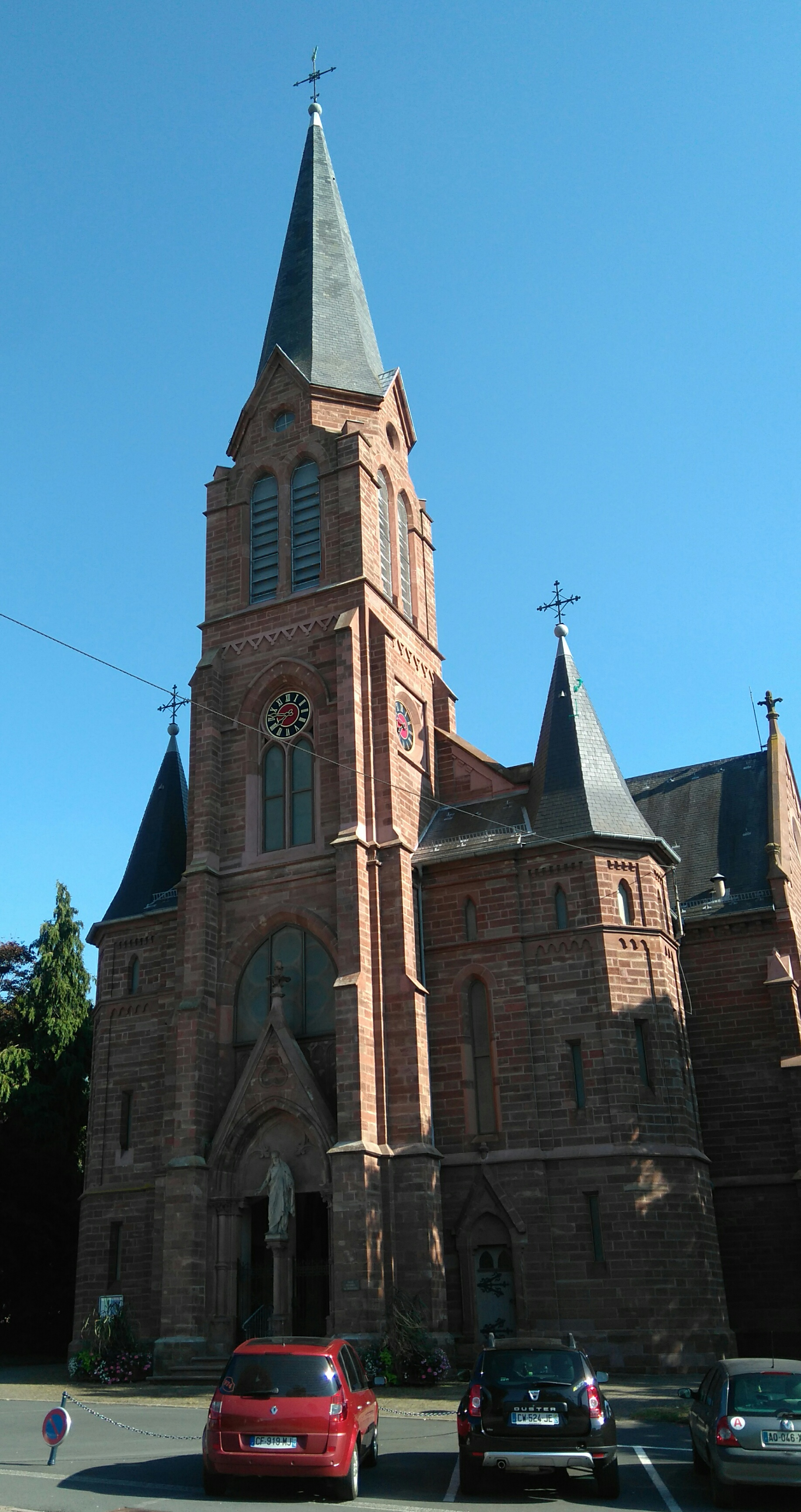
L'église protestante réformée.
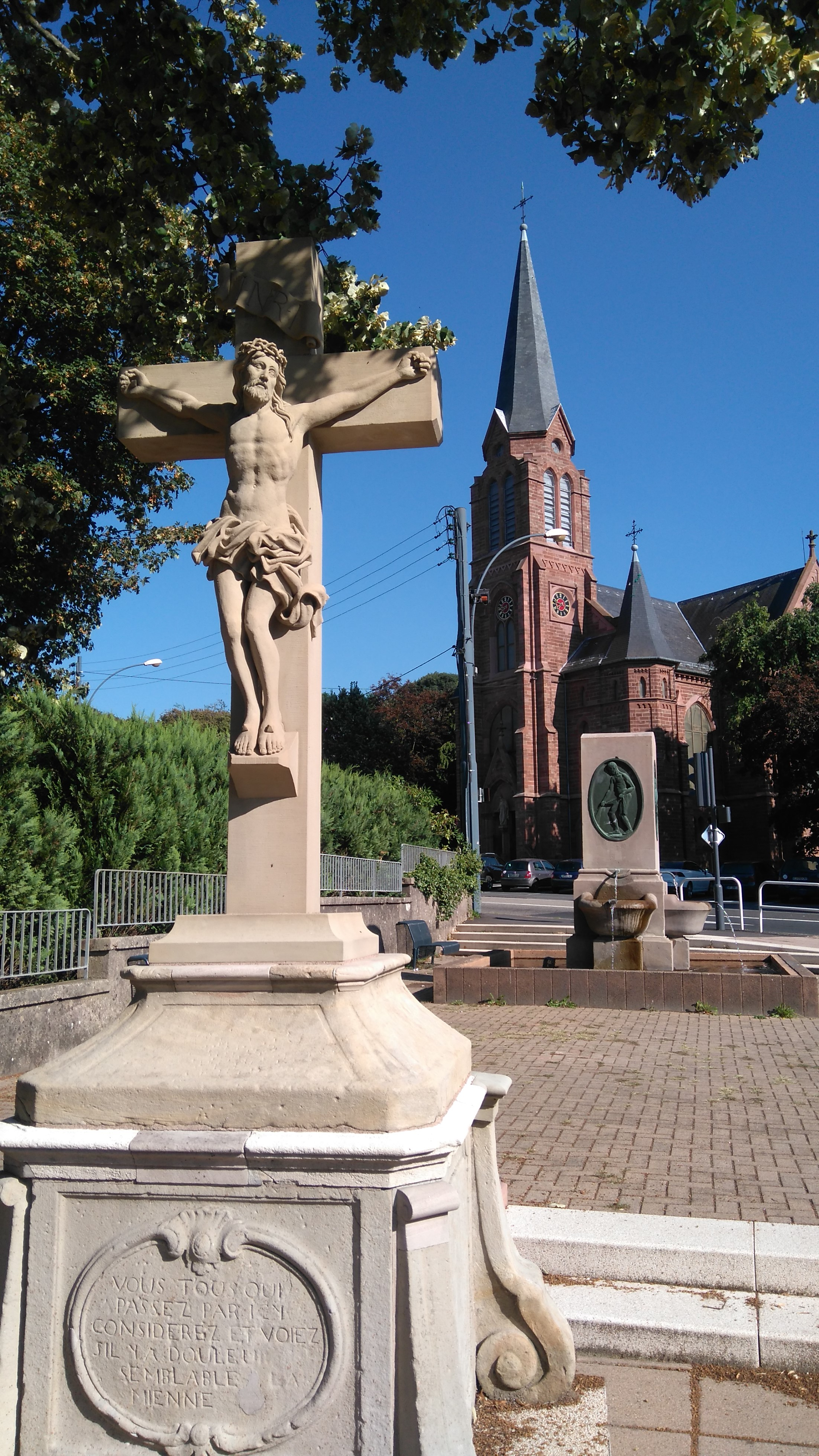
L'église protestante, le calvaire et la fontaine de la place Mathey.
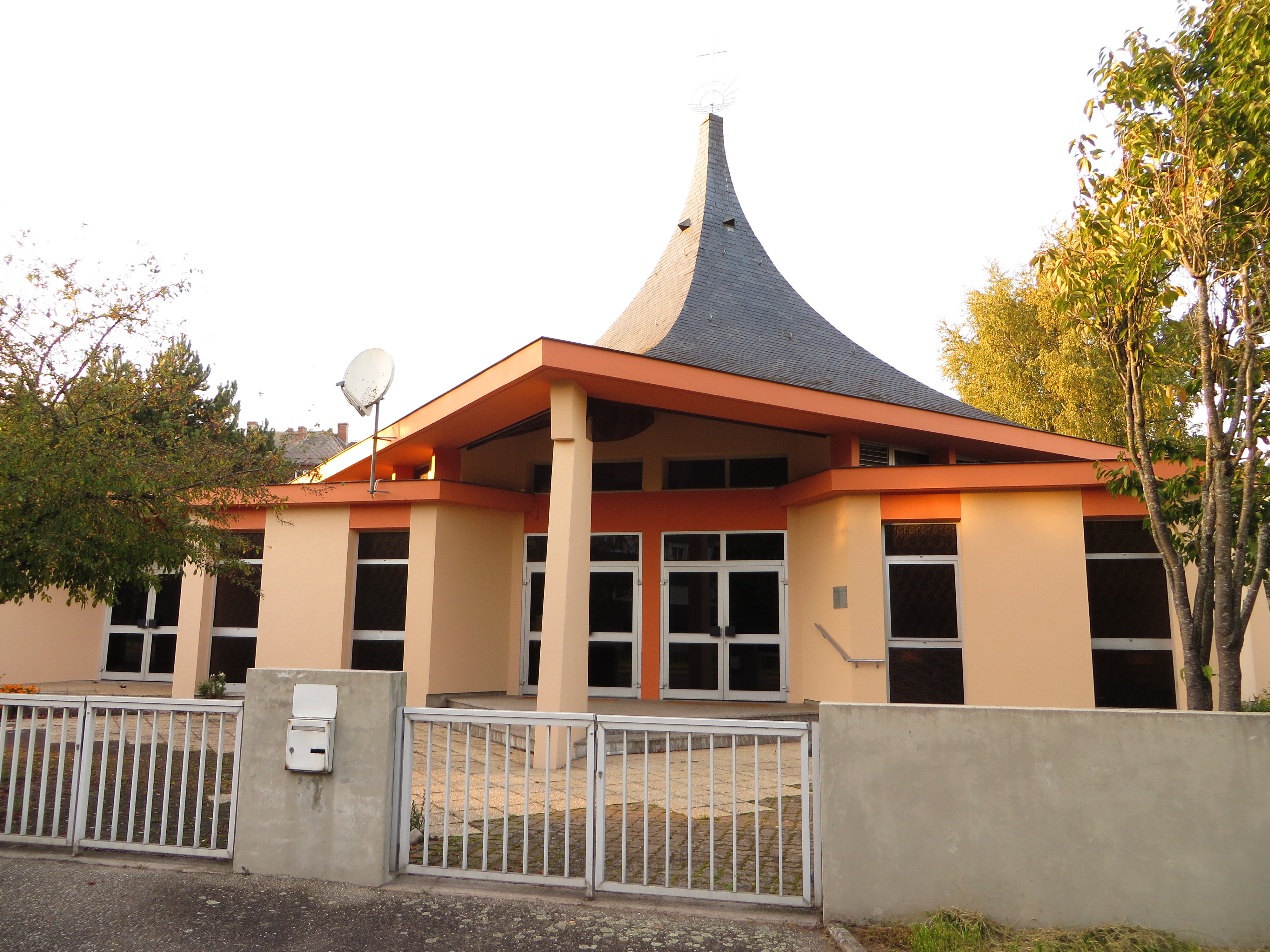
L'église néo-apostolique.
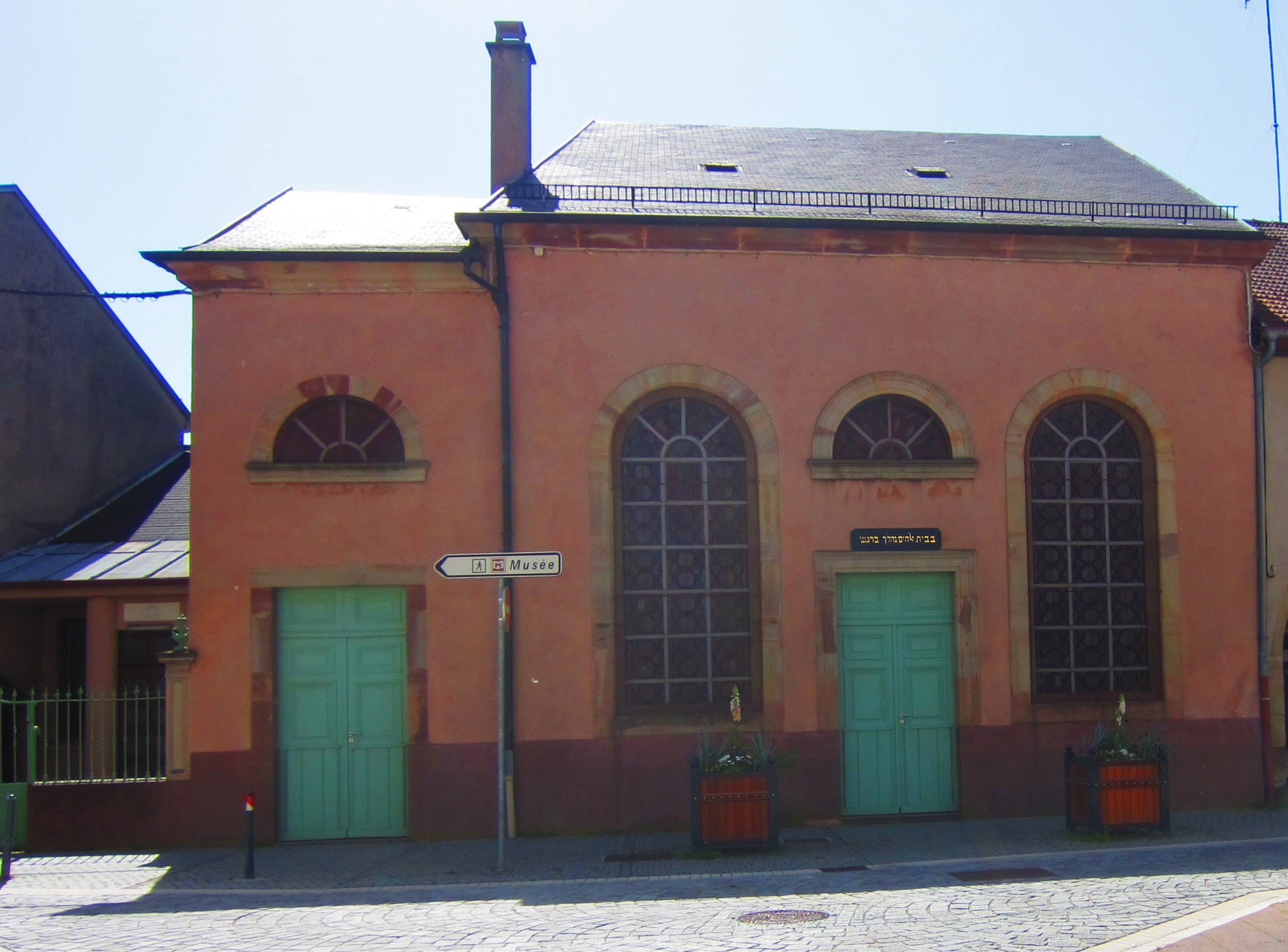
La synagogue.
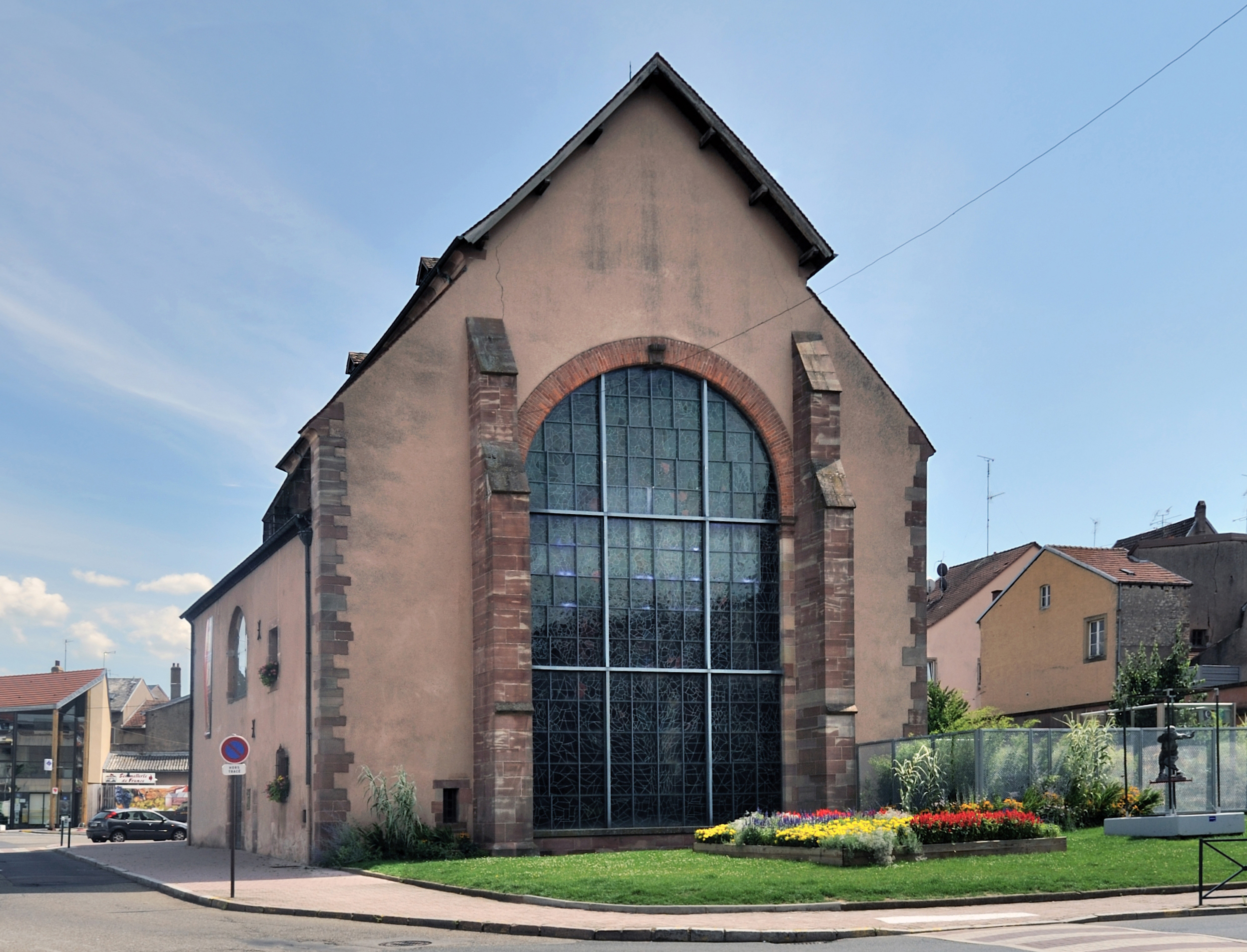
La chapelle des Cordeliers.
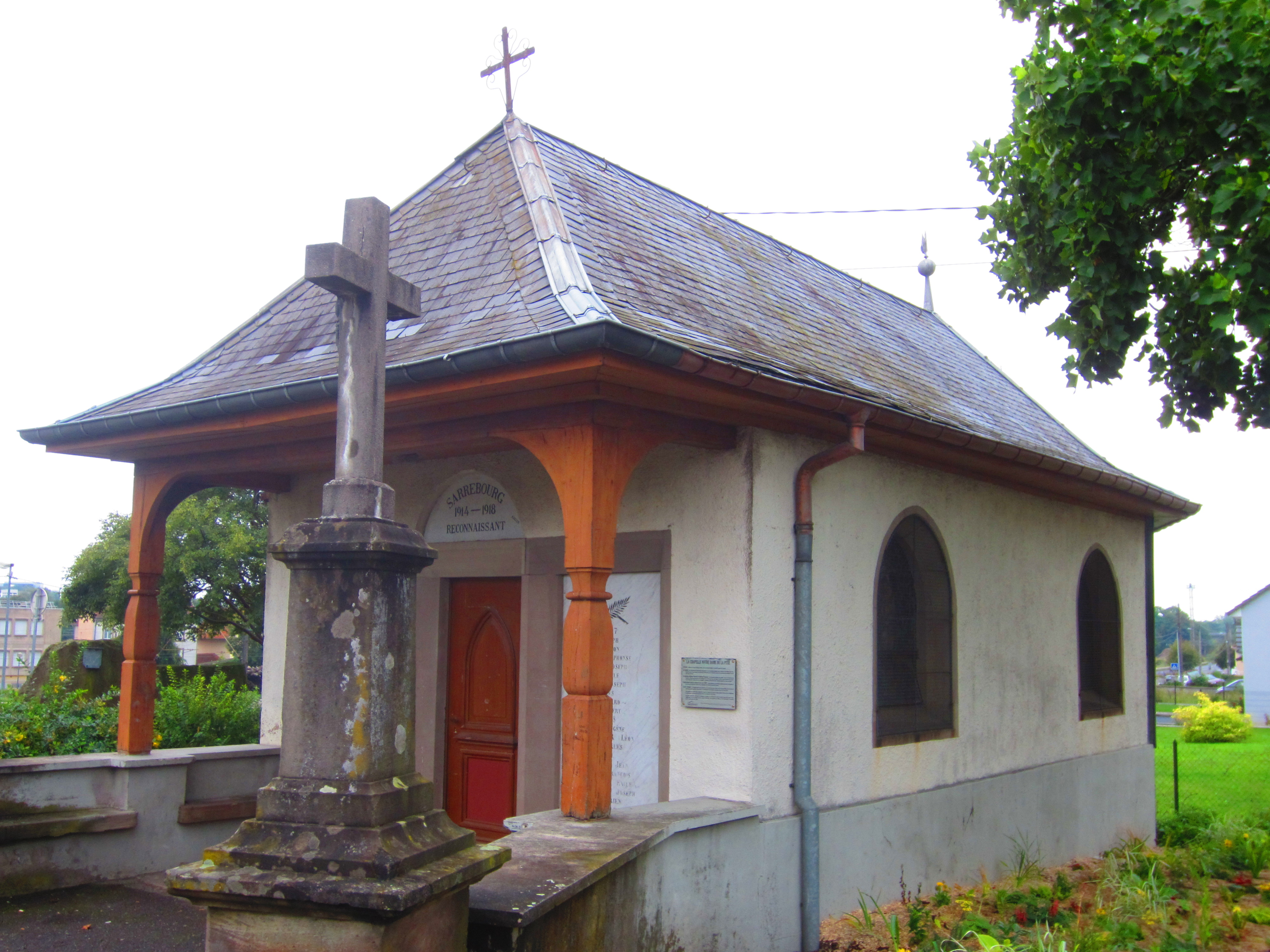
La chapelle Notre-Dame-de-la-Pitié au Winkelhof.
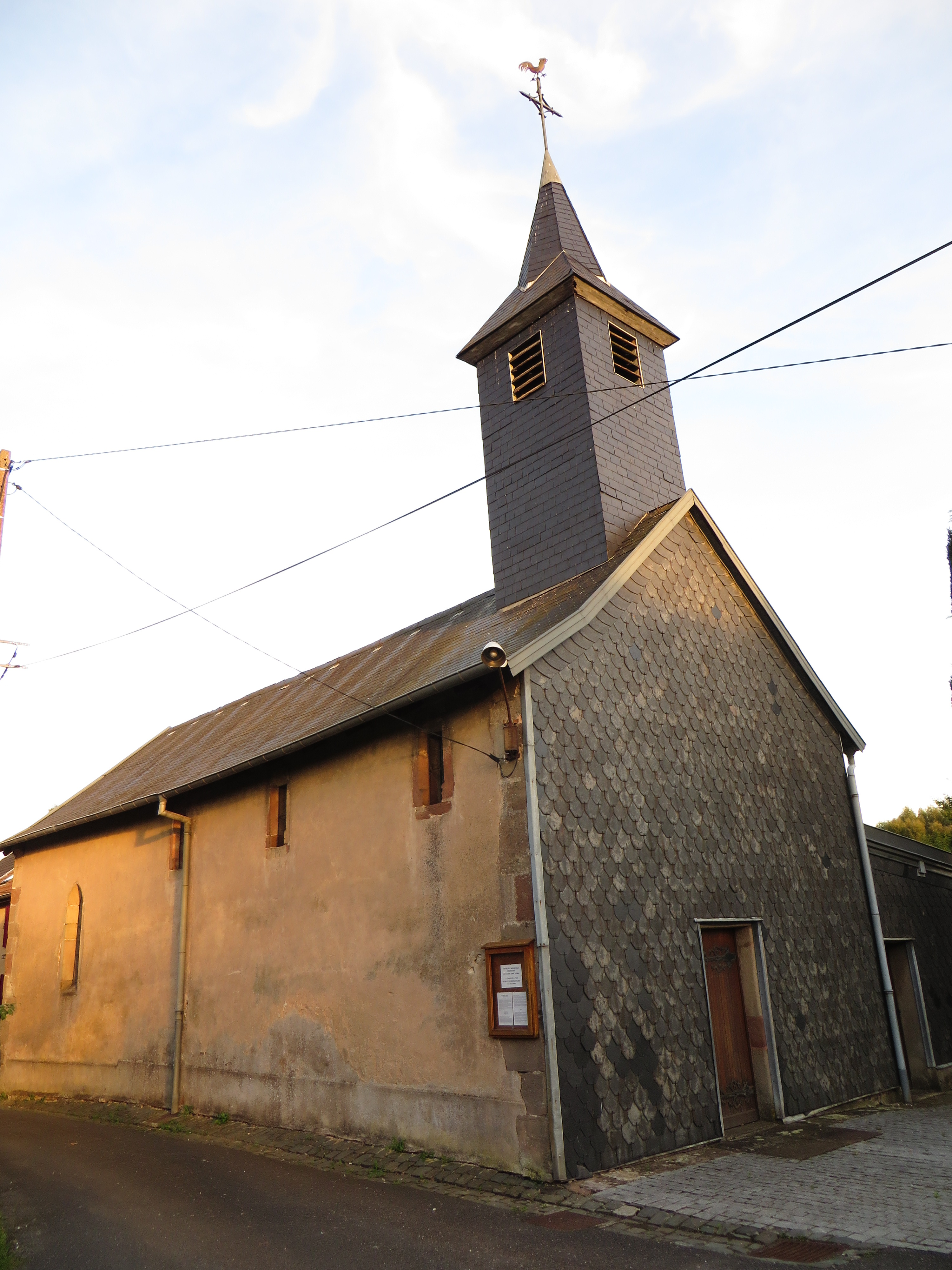
La chapelle Saint-Roch à la Maladrie.
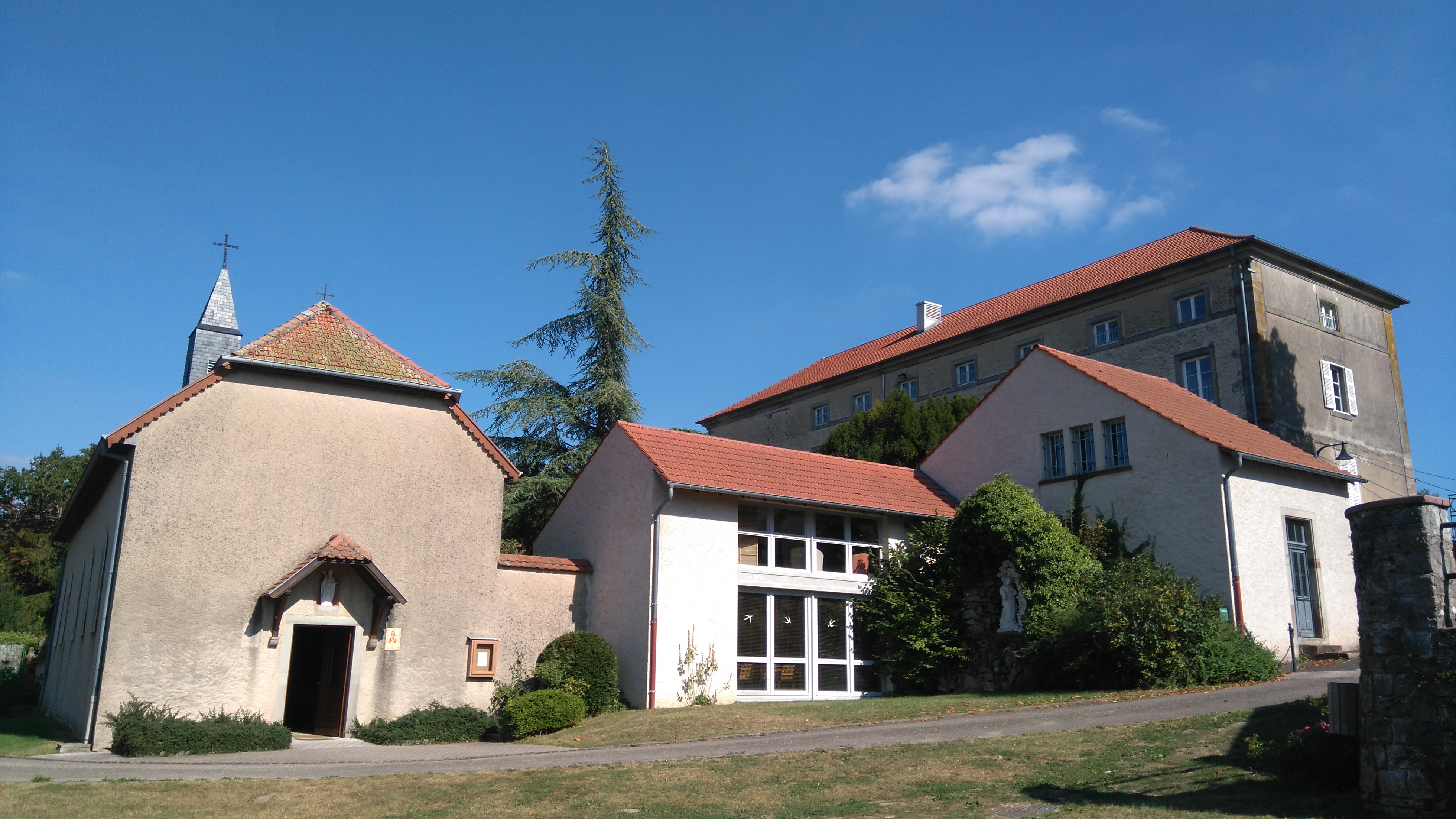
Le couvent de Saint-Ulrich.
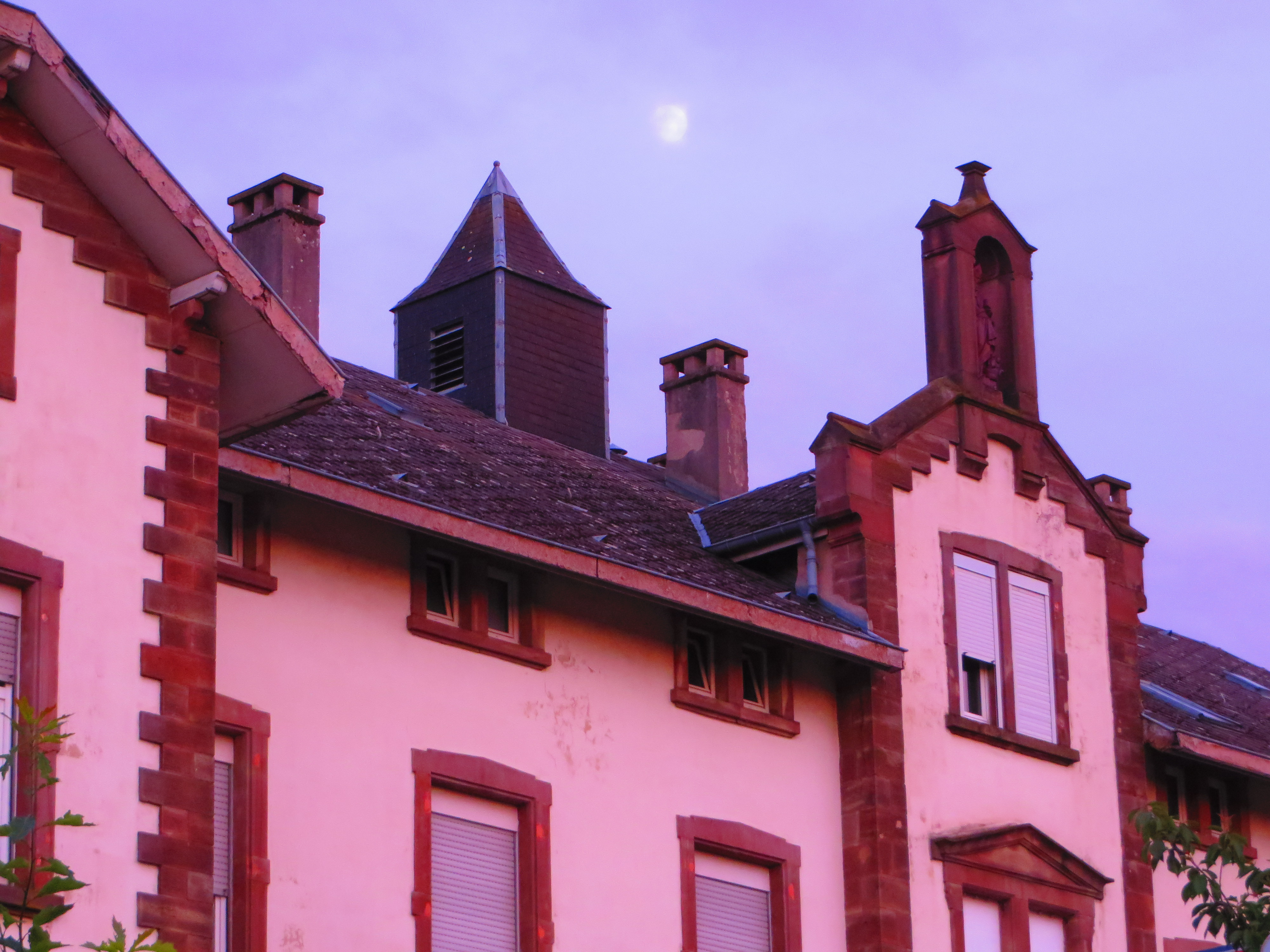
Chapelle de l'hôpital Saint-Nicolas.

### Nécropoles nationales
- La nécropole nationale de Sarrebourg - Buhl, route de Buhl ;
- la nécropole nationale des prisonniers de guerre (1914-1918), rue de Verdun. Inaugurée le 12 septembre 1926, la nécropole s'étend sur 5 hectares et comporte plus de 13 000 tombes (classée MH en 2017).

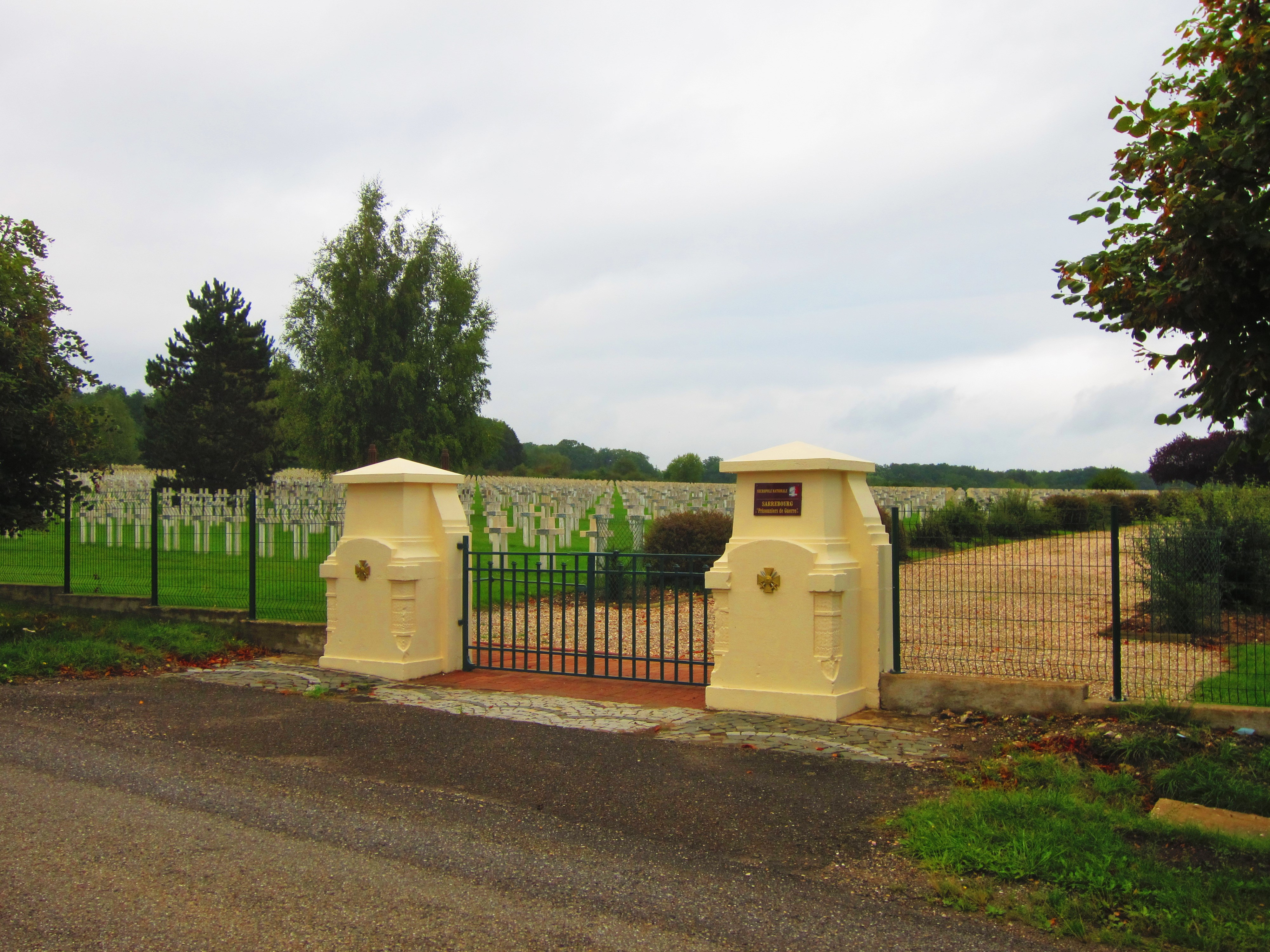
La nécropole nationale des prisonniers de guerre.
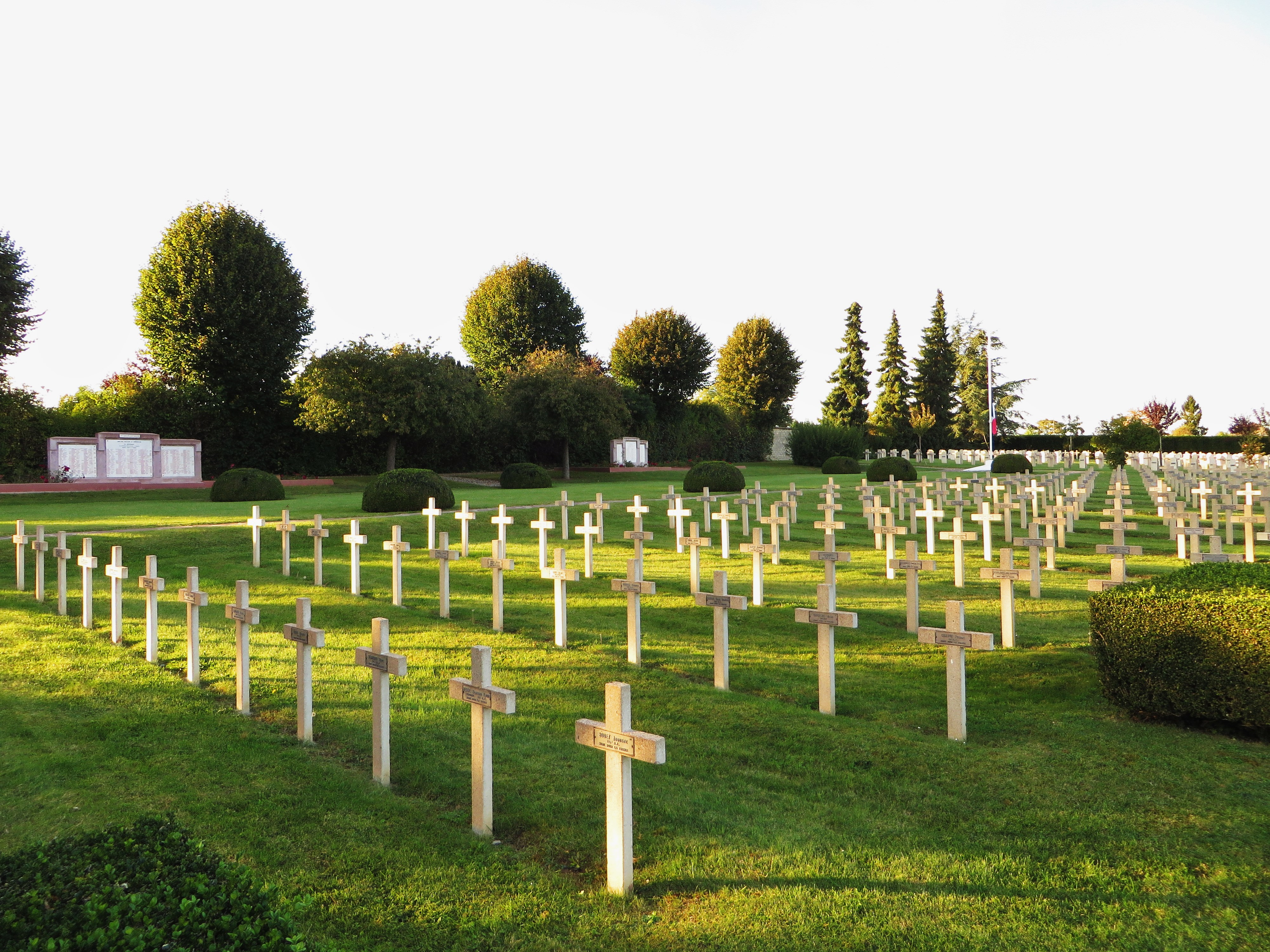
La nécropole nationale de Sarrebourg - Buhl.

### Cimetières
- Le cimetière de Hoff ;
- le cimetière municipal, rue Bossuet ;
- le cimetière israélite, route de Buhl, construit en 1889.

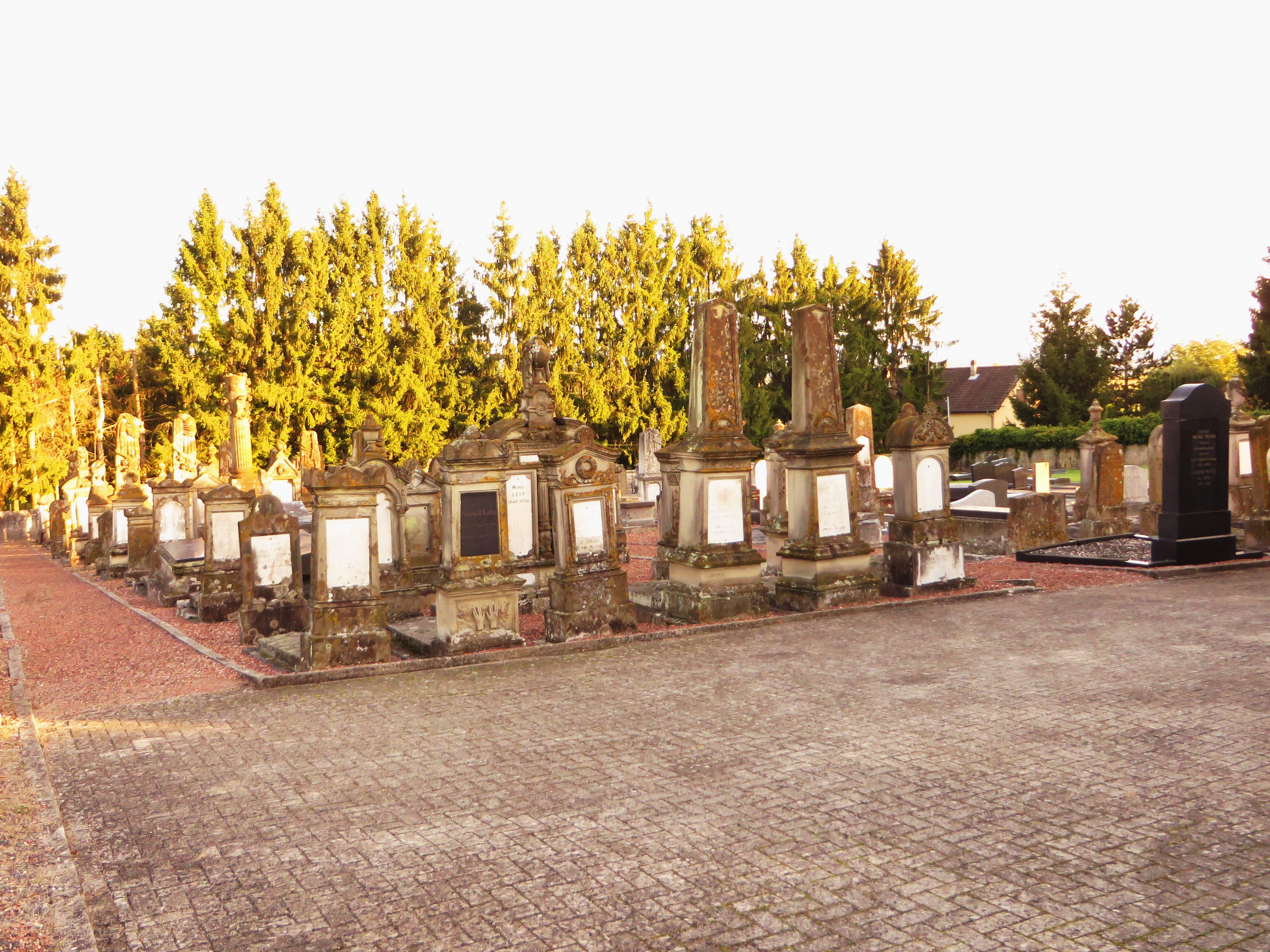
Cimetière israélite.

### Espaces verts et forêts
Le jardin de la Liberté est créé lors de l'annexion allemande au pied des anciennes fortifications. Il comporte des stèles mérovingiennes provenant d'un cimetière de Troisfontaines, un kiosque à musique, un jet d'eau, des aires de jeux pour enfants et le monument du général Mangin.
De l'autre côté de l'avenue du général Fayolle, à l'arrière du mess et de l'église protestante, un ancien cimetière a été transformé en parc public— le parc du Centre — à la fin des années 1970.
Le parc Weyerstein, aux abords de la villa de la brasserie de Sarrebourg, est aujourd'hui ouvert au public.
Le jardin de la roseraie se trouve avenue Clemenceau. Il est inauguré le 20 mai 1928 et un monument dédié aux « Libérateurs » de la ville y est érigé en 1930.
Une vaste zone de loisirs a été aménagée autour de l'étang Lévêque, une ancienne gravière au sud-ouest de la ville. Elle comporte une baignade surveillée, des aires de jeux, une piste de VTT, un minigolf, des terrains de sports, un arboretum et un hameau de gîtes. Le centre aquatique et le club de tennis sont également situés dans le périmètre de la zone de loisirs.
Une partie des berges est aménagée permettant de relier l'étang Lévêque à l'ancien village de Hoff en longeant la Sarre.
Au nord-ouest s'étend la forêt domaniale de Sarrebourg. On y trouve un parcours de santé et plusieurs itinéraires balisés.

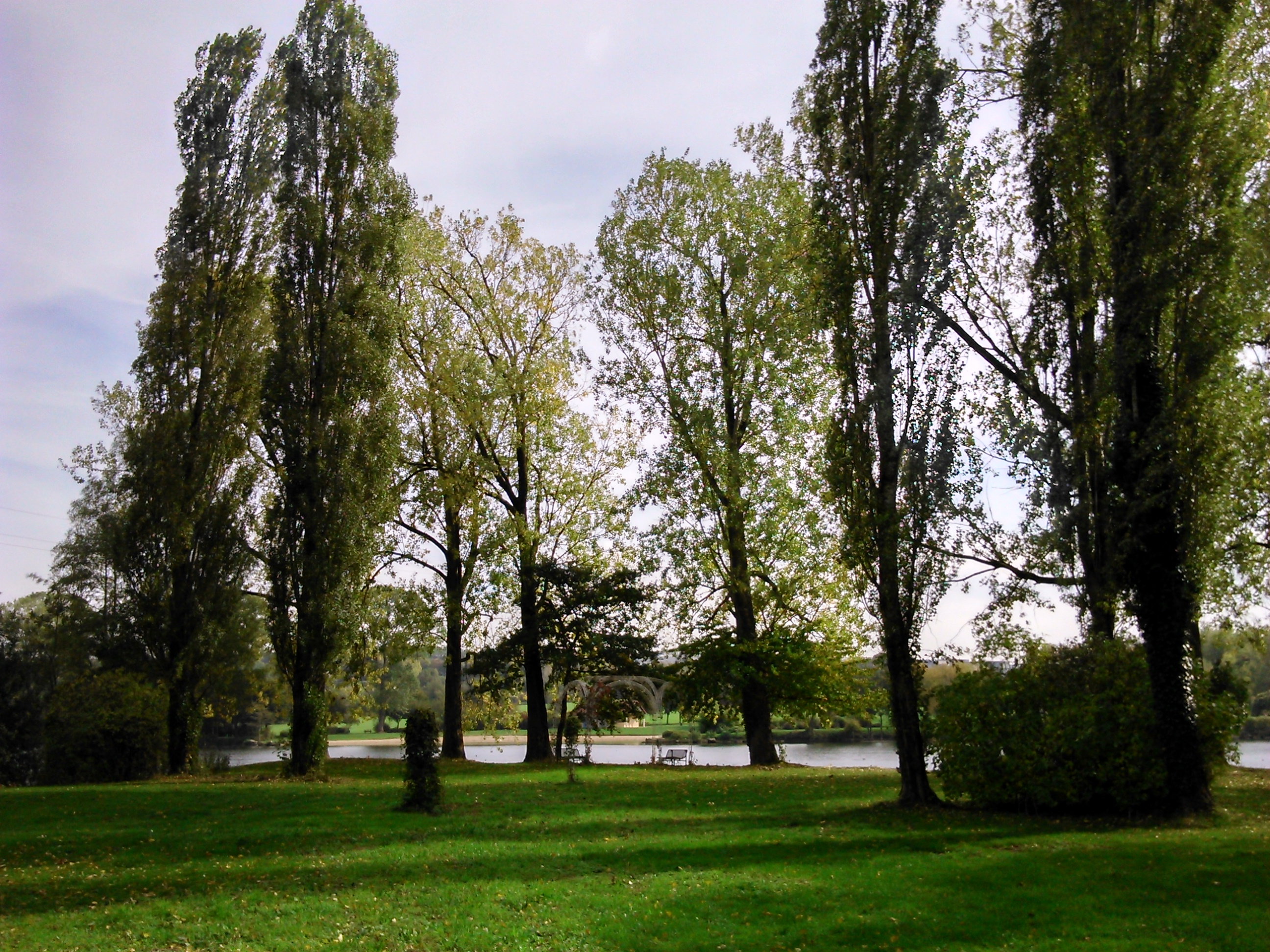
L'étang Lévêque.
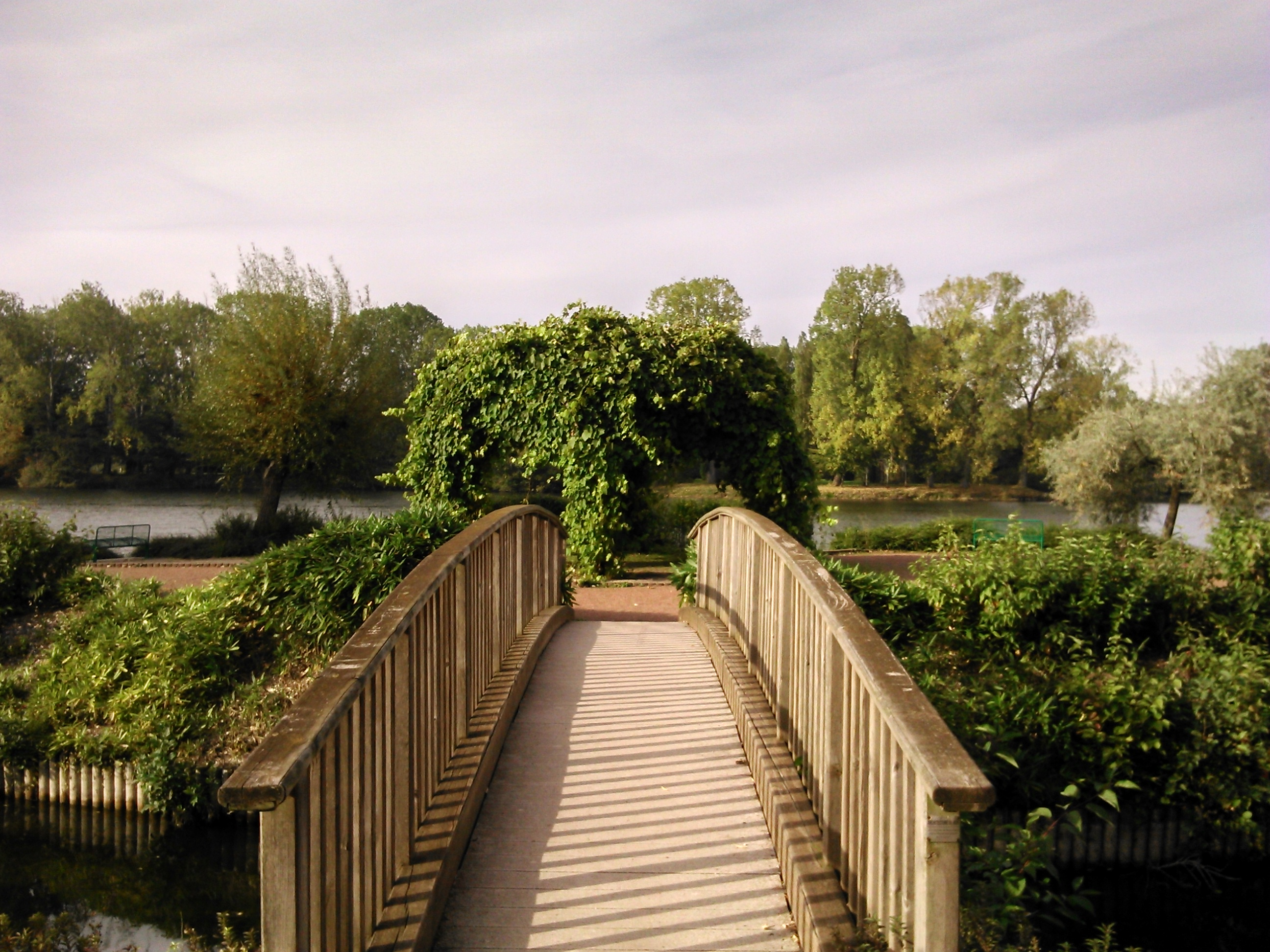
L'étang Lévêque.
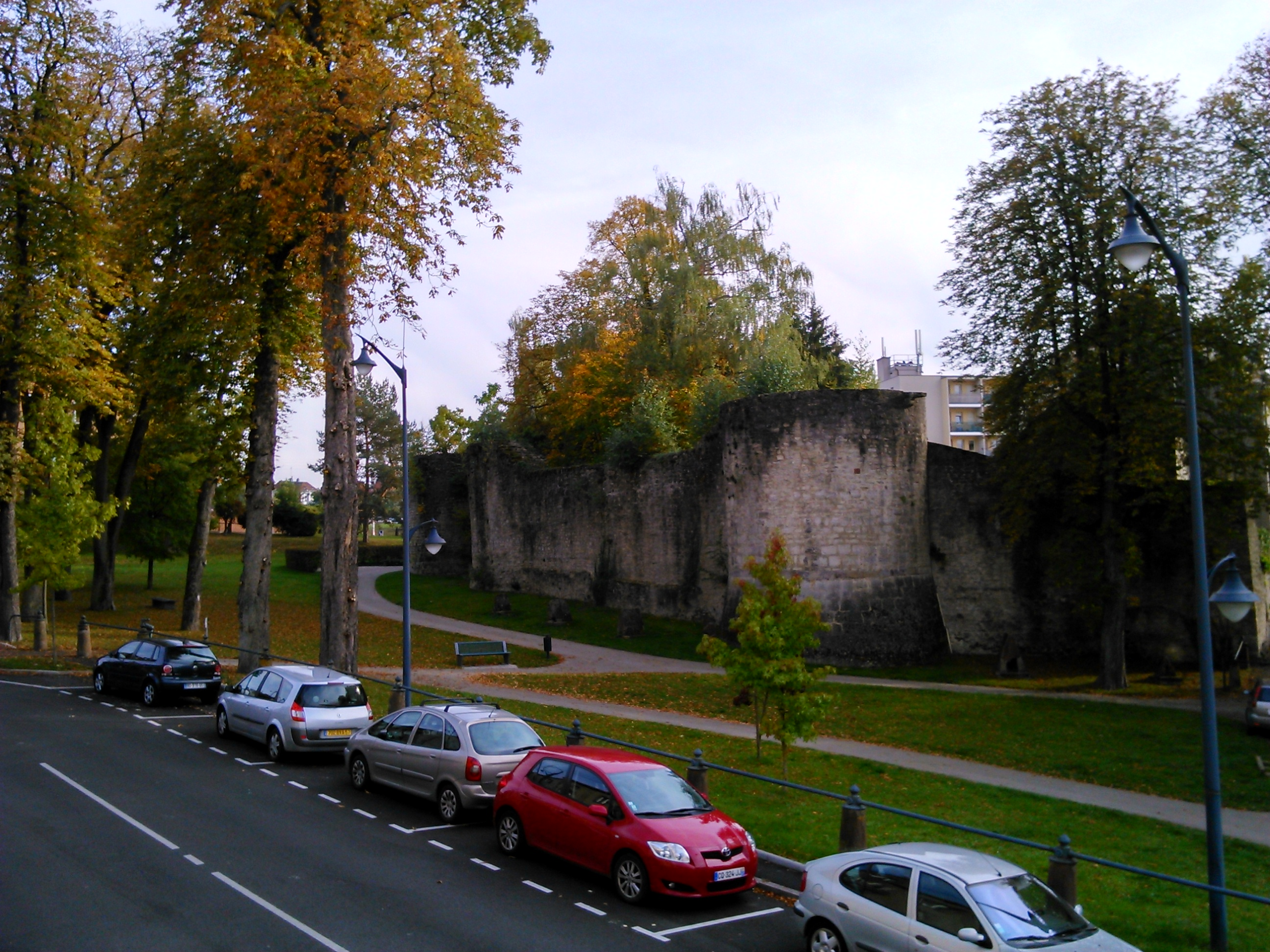
Les fortifications et le jardin de la Liberté.

## Personnalités de la commune

### Personnalités nées à Sarrebourg
- Joseph Cange (Sarrebourg, 19 septembre 1753)
- Anatole de Baudot (Sarrebourg, 14 octobre 1834 - Paris, 28 février 1915), architecte français.
- Emile Haumant (Sarrebourg, 17 avril 1859 - Lyon, 11 décembre 1942), linguiste et historien français.
- Charles Mangin (Sarrebourg, 6 juillet 1866 - Paris, 12 mai 1925), général français[Note 12].
- Jacques Kahn (Sarrebourg, 22 février 1868 - Bergen-Belsen, 14 janvier 1945), grand-rabbin français.
- Rudolf Frantz (Sarrebourg, 6 juillet 1873 - Cassel, 29 juin 1950), général allemand.
- Ludwig Munzinger (Sarrebourg, 28 août 1877 - Ravensbourg, 15 novembre 1957), éditeur allemand.
- Wilhelm Rieger (Sarrebourg, 7 mai 1878 - Stuttgart, 15 mars 1971), économiste allemand.
- Kurt von Lersner (Sarrebourg, 12 décembre 1883, Düsseldorf, 7 juin 1954), diplomate allemand.
- Émile Peter (Sarrebourg, 21 septembre 1887 - Sarrebourg, 1er février 1974), homme politique français.
- Gerhard von Haniel (Sarrebourg, 19 septembre 1888 - Munich, 22 février 1955), peintre allemand.
- Alfred Wünnenberg (Sarrebourg, 20 juillet 1891 - Krefeld, 30 décembre 1967), général allemand.
- Erwin Menny (Sarrebourg, 18 août 1893 - Fribourg-en-Brisgau, 6 décembre 1949), général allemand.
- Friedrich Lutz (Sarrebourg, 29 décembre 1901 - Zurich, 4 octobre 1975), économiste allemand.
- Herbert von Einem (Sarrebourg, 16 février 1905 - Göttingen, 5 août 1983), historien de l'art allemand.
- Roland Albert (Sarrebourg, 1944), artiste allemand.
- Jean Stock (Sarrebourg, 26 août 1948), journaliste de télévision et de radio, président de TV5 Monde.
- Christian Streiff (Sarrebourg, 21 septembre 1954), personnalité française du monde des affaires.
- Fabien Di Filippo (Sarrebourg, 23 août 1986), personnalité politique, député Les Républicains de Moselle.
- Arnaud Thiry (Sarrebourg, 1988), vidéaste de vulgarisation scientifique.
- Yohan Croizet (Sarrebourg, 1992), footballeur français.
- Jonathan Fournel (Sarrebourg, 1992), pianiste français.
- Kenny "KennyS" Schrub (Sarrebourg, 19 mai 1995), joueur professionnel de Counter-Strike: Global Offensive.

### Personnalités liées à Sarrebourg

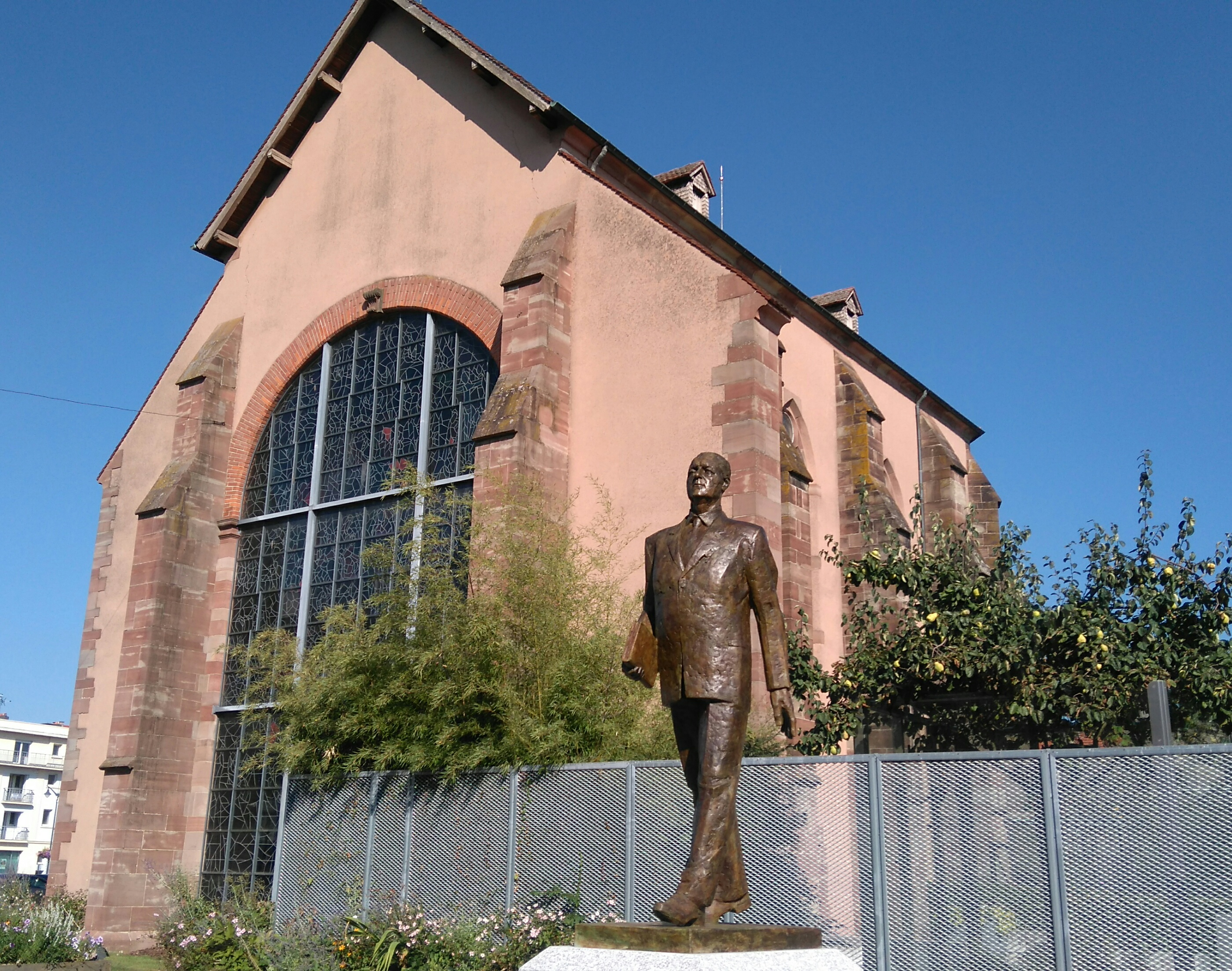
Statue de Pierre Messmer du sculpteur Jivko devant le vitrail de Marc Chagall de la chapelle des Cordeliers.

- Jacques-Bénigne Bossuet (Dijon, 27 septembre 1627 - Paris, 12 avril 1704), homme d'Eglise et écrivain français, prédicateur le plus célèbre de son époque, archidiacre à Sarrebourg à partir de 1652.
- François Joseph Drouot de Lamarche (Wisches, 14 juillet 1733 - Sarrebourg, 18 mai 1814), général français de la Révolution et de l'Empire, décédé à Sarrebourg.
- Marcel Lutz (Metz, 7 avril 1908 - Berthelming, 8 juillet 2000), archéologue français, ancien conservateur du Musée de Sarrebourg.
- Pierre Messmer (Vincennes, 20 mars 1916 -  Paris, 29 août 2007), Premier ministre français sous la Ve République et maire honoraire de Sarrebourg.
- Julien Freund (Henridorff, 8 janvier 1921 - Colmar, 10 septembre 1993), sociologue et philosophe français, ayant vécu rue du Général-Mangin à Sarrebourg. Professeur de philosophie au lycée Mangin de Sarrebourg, conseiller municipal à Sarrebourg. Résistant et maquisard.

## Héraldique
| Blason de Sarrebourg | Blason  | D'argent à trois demi-ramures de cerf, de gueules chevillées de trois pièces, posées en bande et rangées en barre. Devise / CriUrbs Sarreburgensis cum ipsis hostem repulit et repellet (la ville avec les siens a repoussé et repoussera l'ennemi),. |
| Blason de Sarrebourg | Détails | |

Le 19 mai 1979, le blason de la ville de Sarrebourg a été apposé sur la locomotive BB 15057. La BB 15057 est victime d'un accident en 1981, le blason de la ville a alors été apposé sur la BB 15061.